# Biserica fortificată din Dârlos

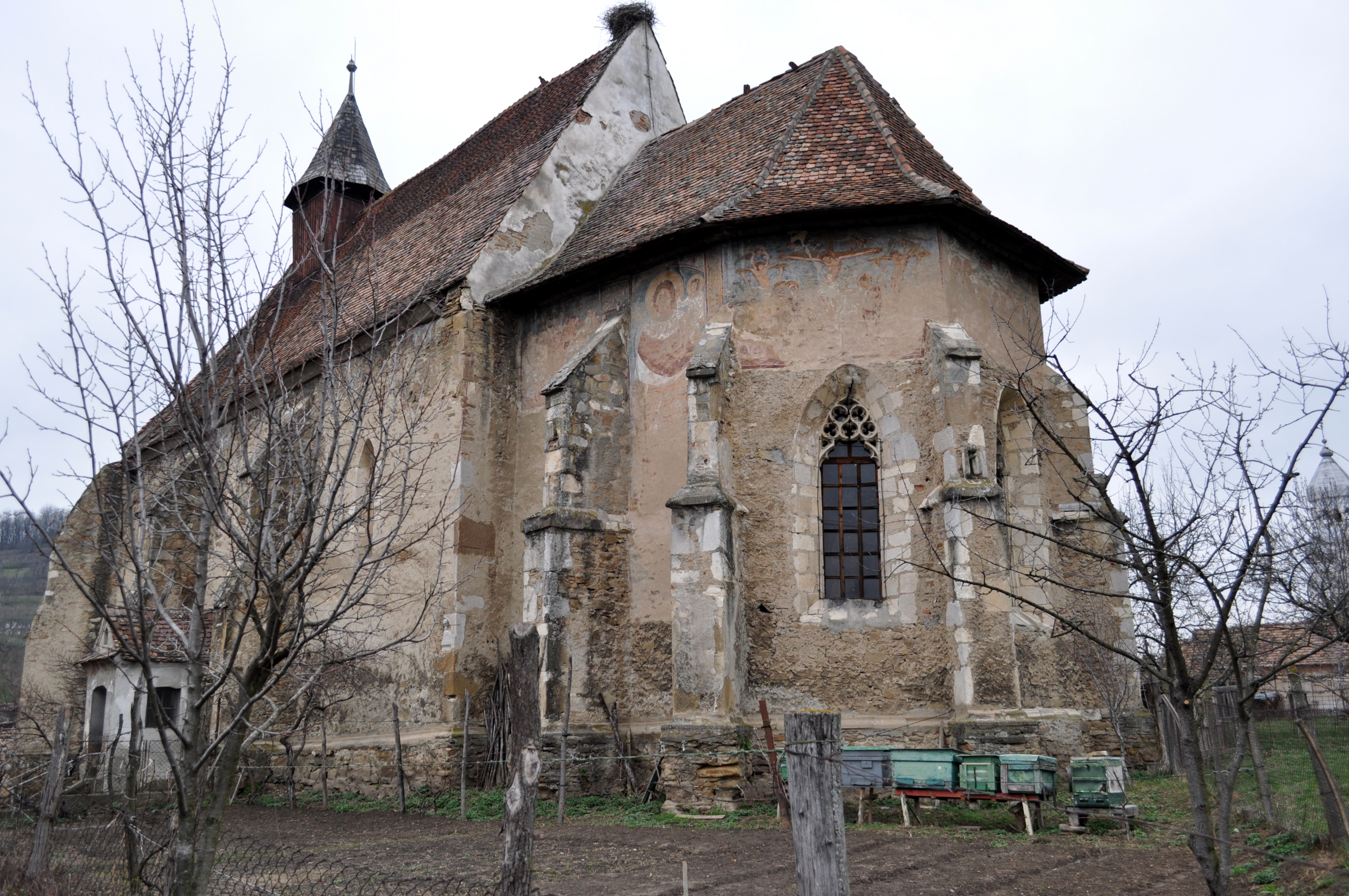
Biserica evanghelică fortificată din Dârlos, județul Sibiu, foto: aprilie 2013.

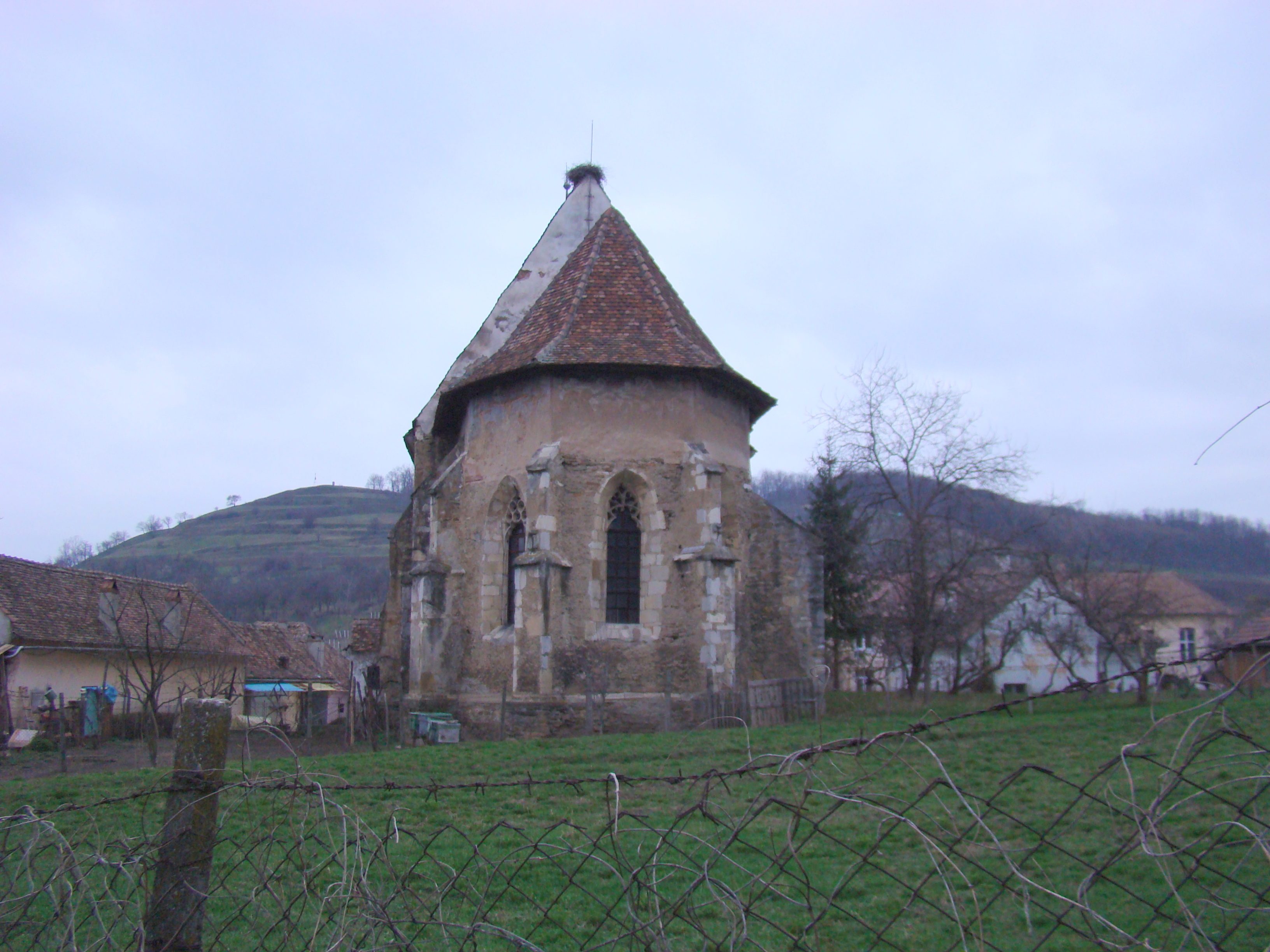
Biserica (est)

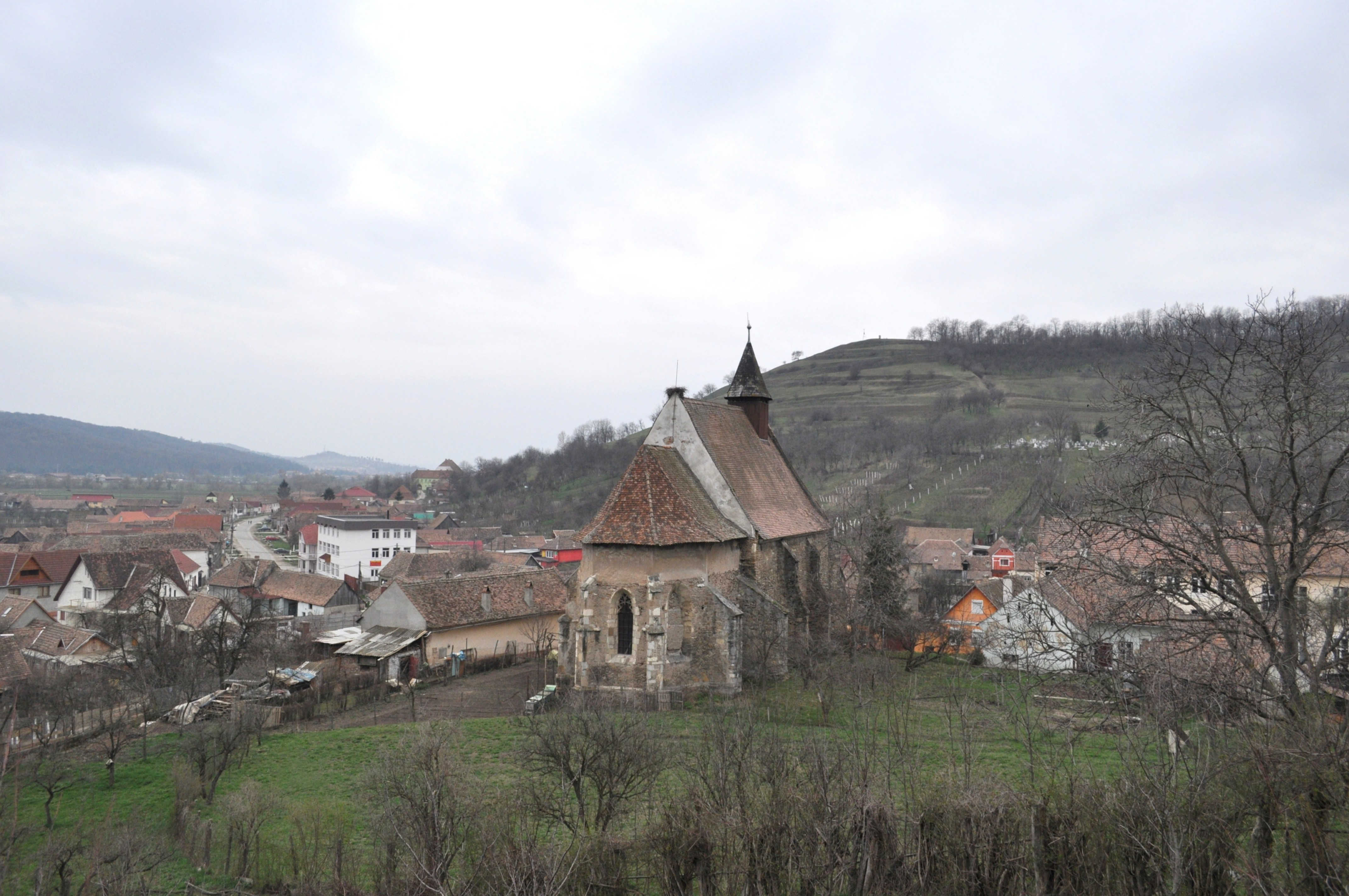
Biserica din depărtare

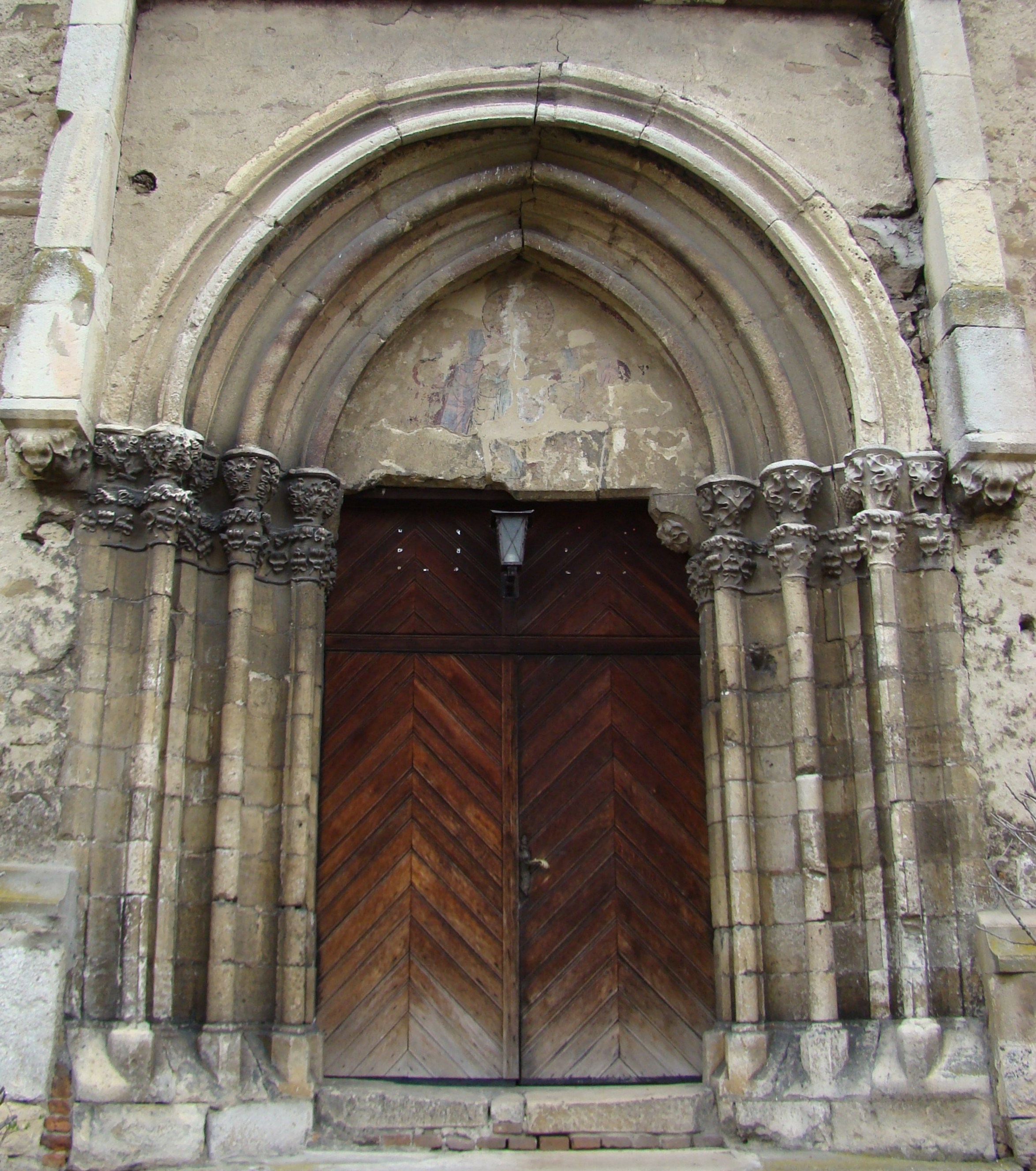
Portalul de vest, în stil gotic târziu, cu trei retrageri succesive

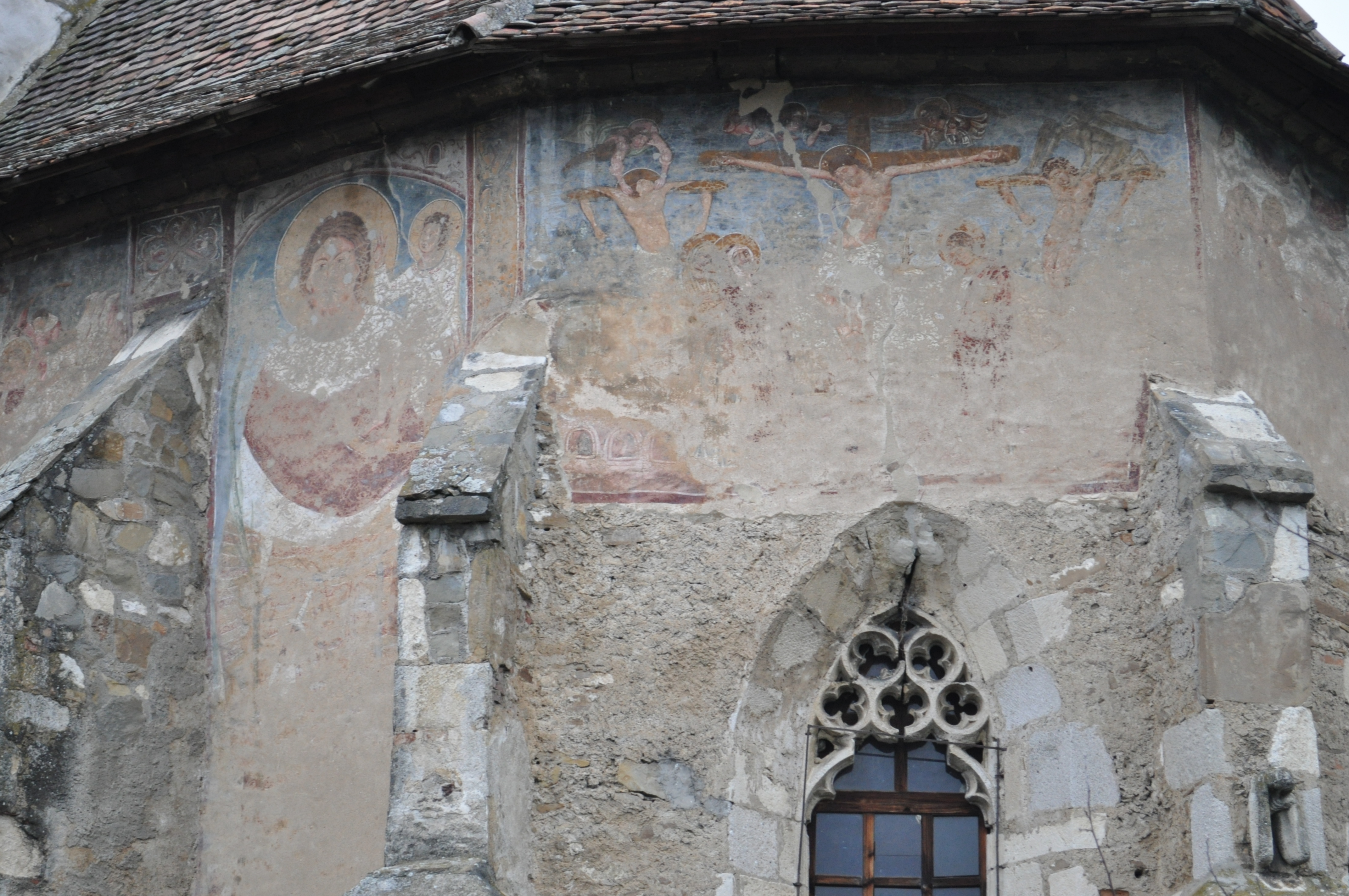
Picturile murale, realizate în jurul anului 1500 pe exteriorul corului

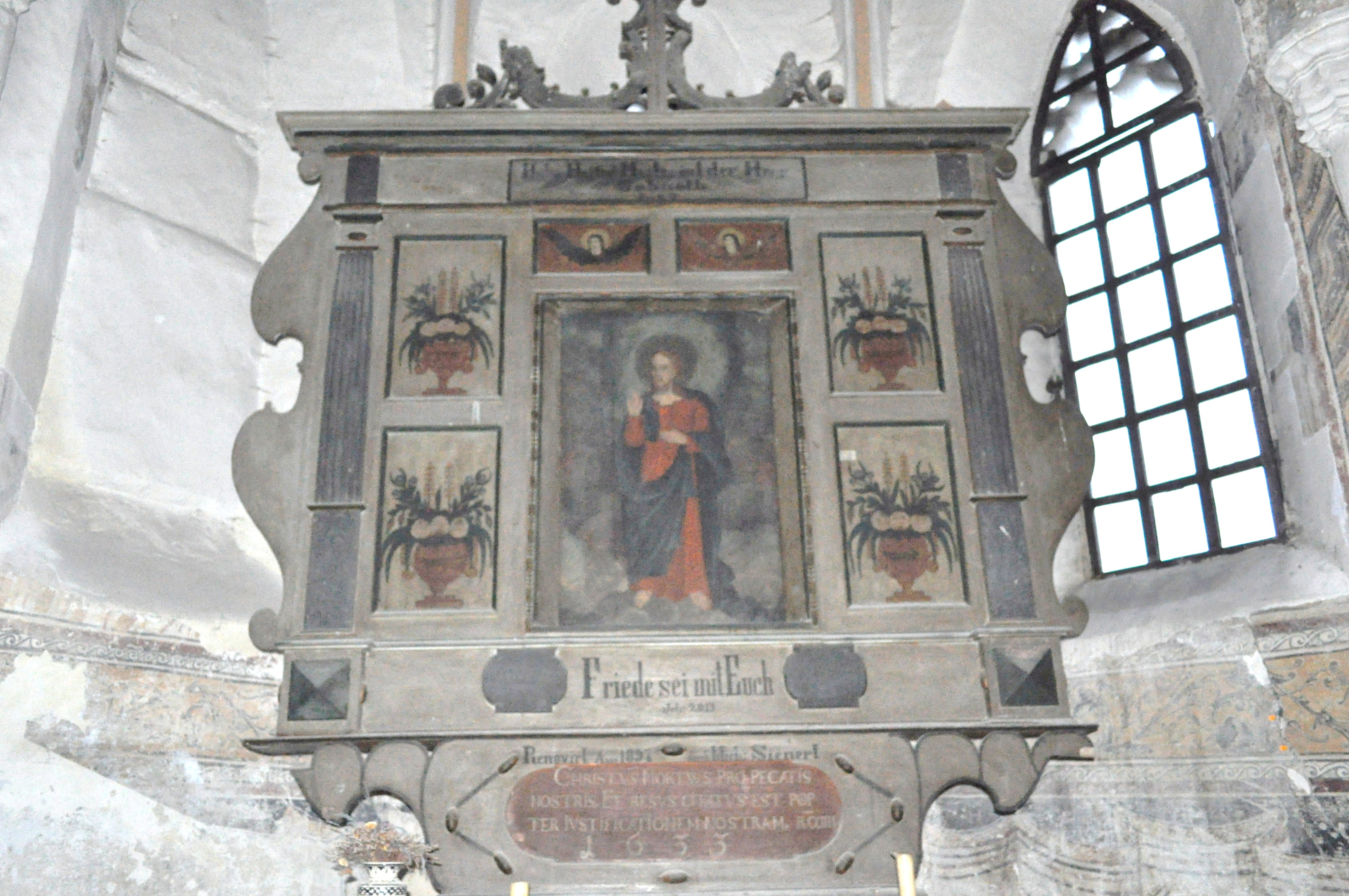
Altarul, datat 1633

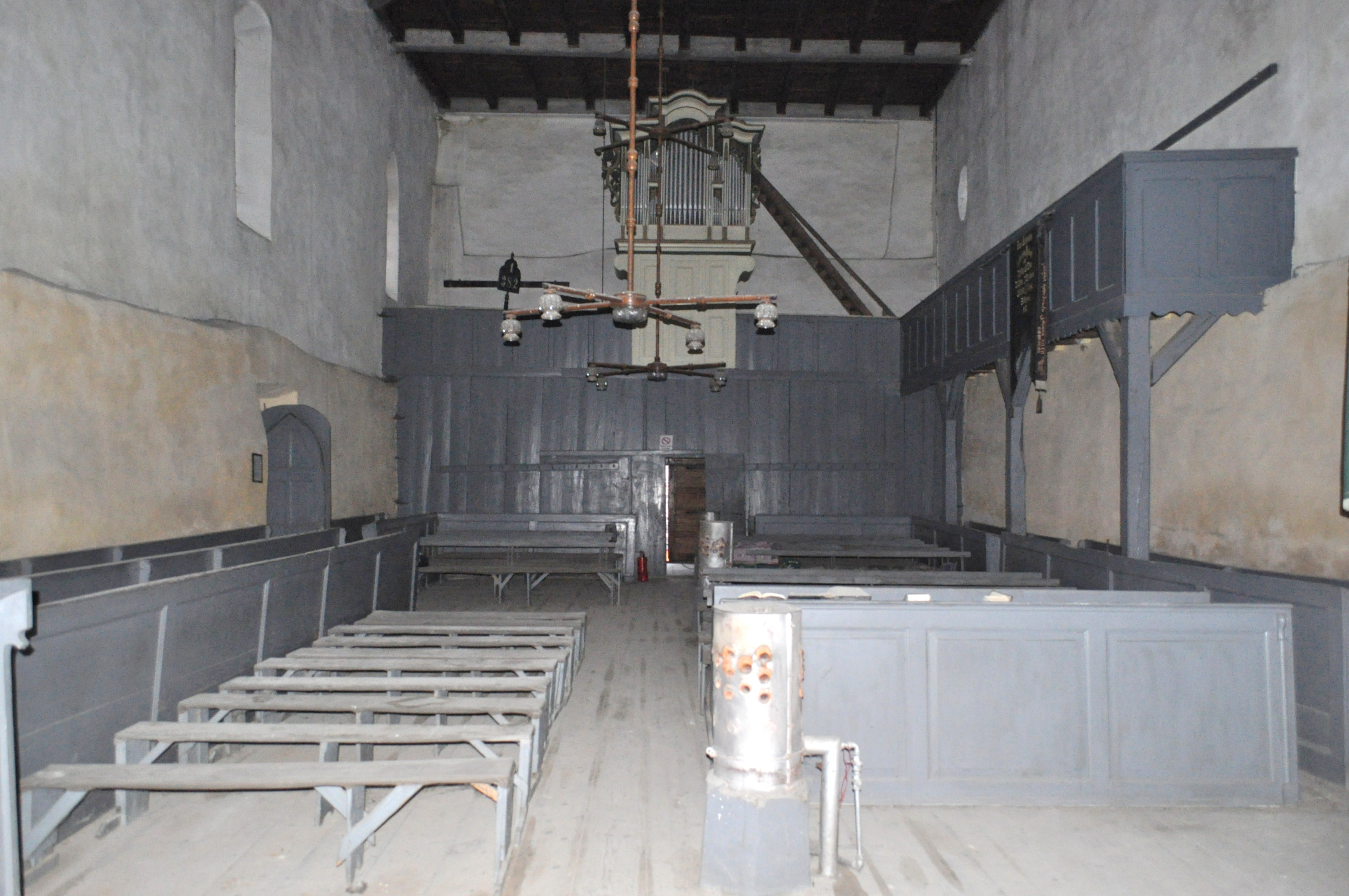
Interiorul navei

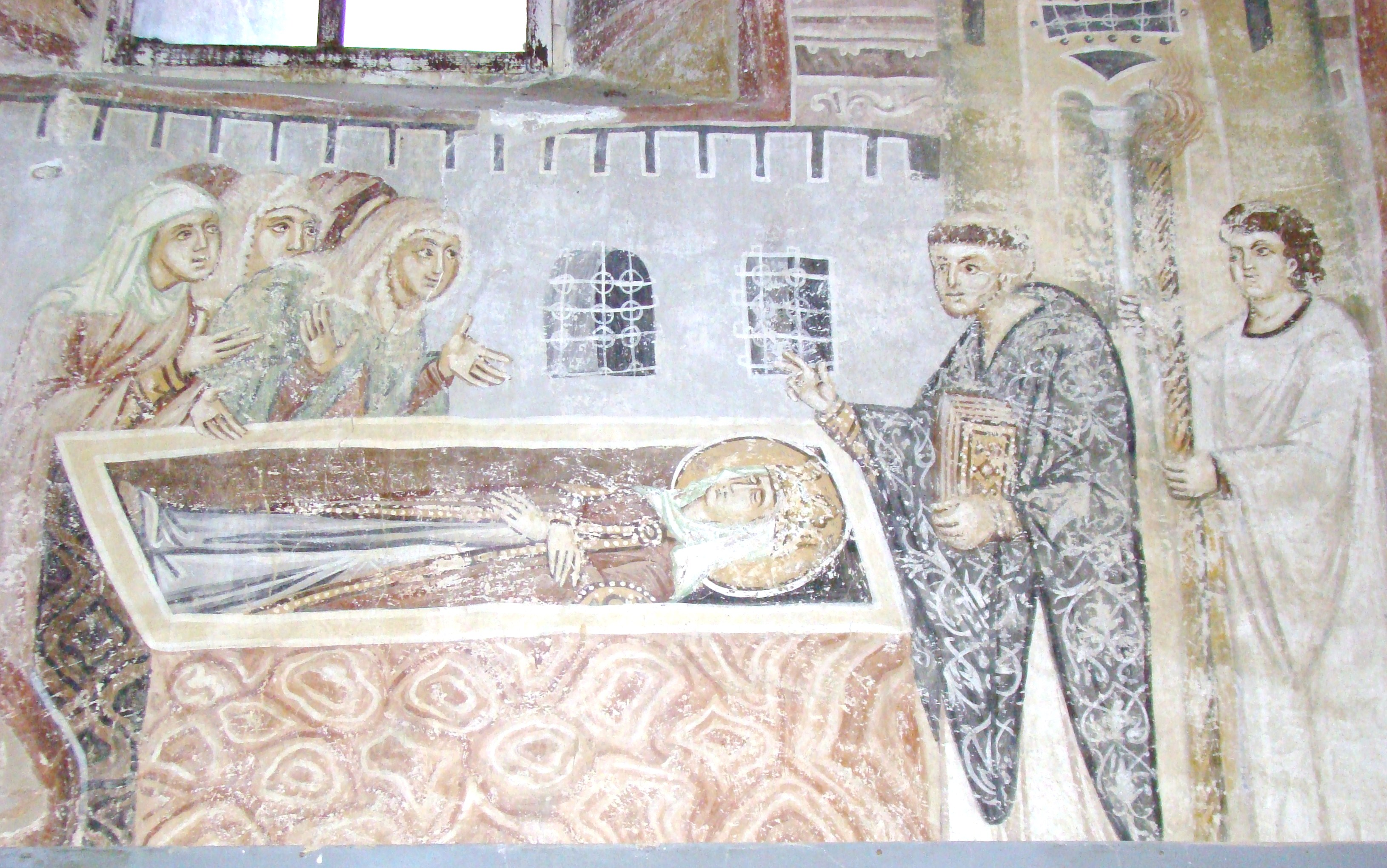
Picturi gotice vechi de dinainte de reformă

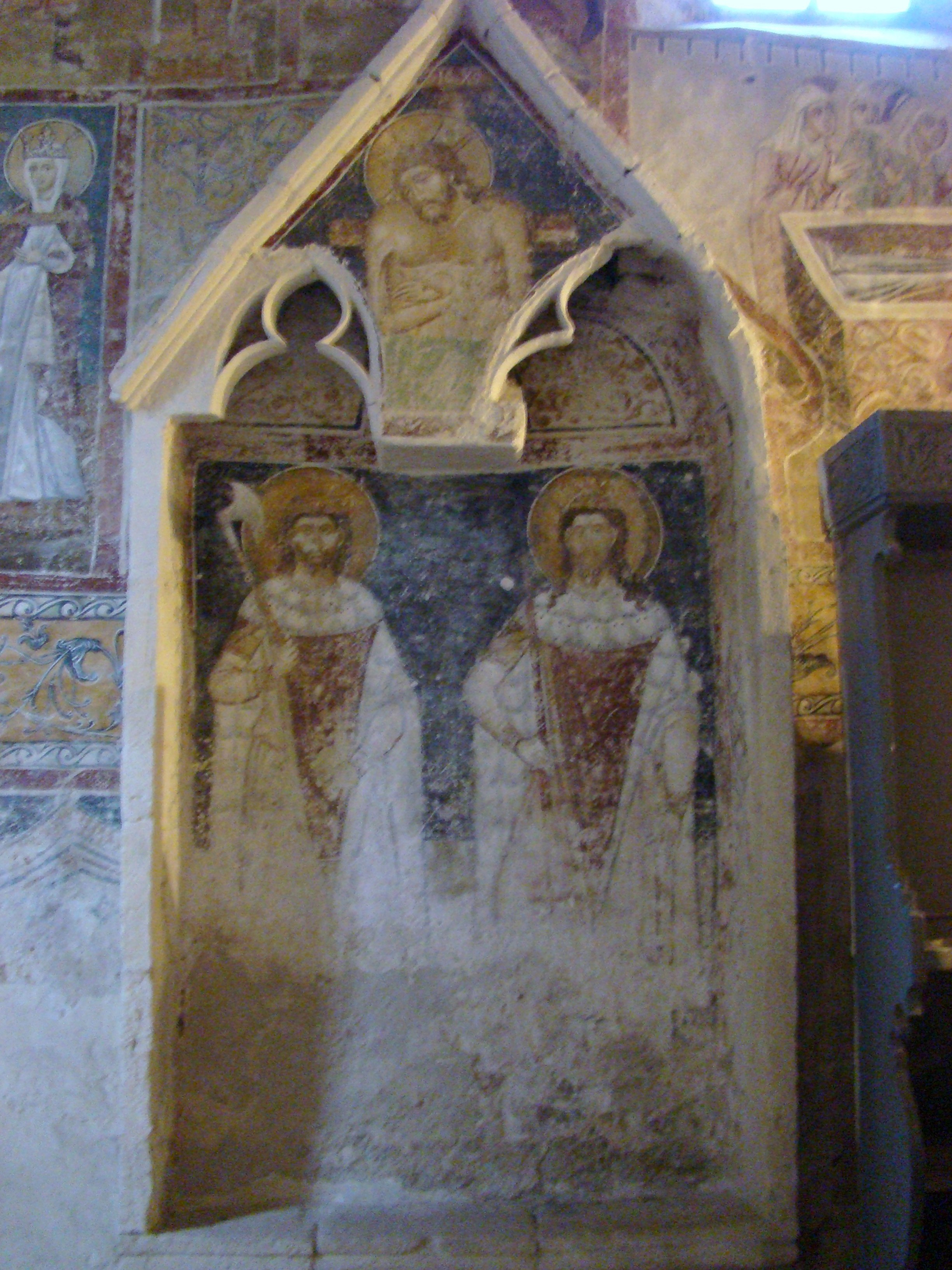
Picturi gotice vechi de dinainte de reformă

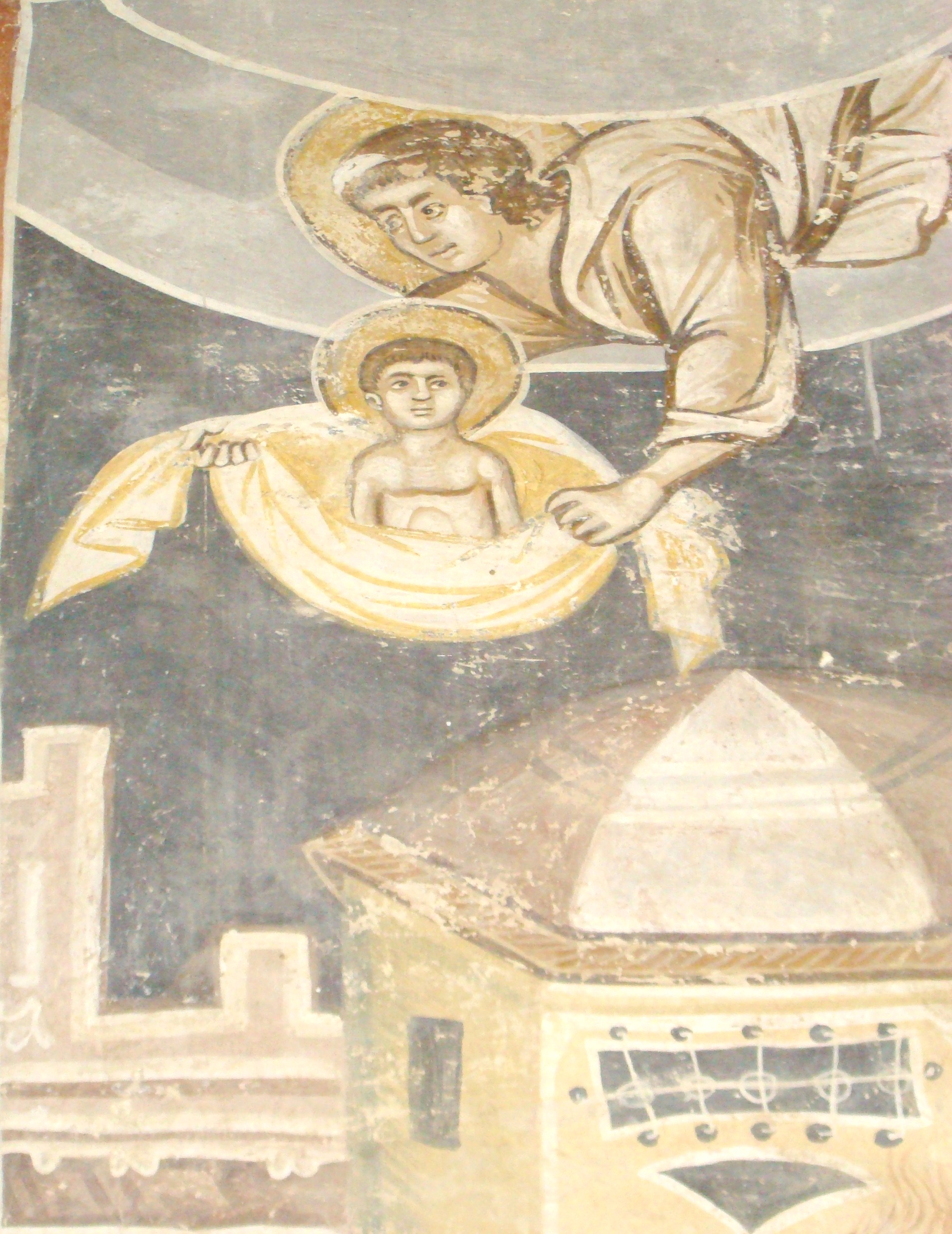
Picturi gotice vechi de dinainte de reformă

Biserica evanghelică fortificată din Dârlos, județul Sibiu, a fost ridicată în prima jumătate a secolului al XV-lea; biserica figurează pe lista monumentelor istorice 2010, cod LMI SB-II-a-A-12376.

## Localitatea
Dârlos, mai demult Dărloș (în dialectul săsesc Durles, în germană Durles, Durlasch, în maghiară Darlac, Darlasz, Darlóc) este satul de reședință al comunei cu același nume din județul Sibiu, Transilvania, România.
Localitatea este situată la 4 km de Mediaș, pe malul drept al râului Târnava Mare. Prima mențiune documentară este din 1317; a aparținut în Evul Mediu de comitatul Cetatea de Baltă.

## Biserica
În prima jumătate a secolului al XV-lea a fost ridicată biserica-sală. Biserica Evanghelică-Luterană, frumos exemplar de arhitectură gotică târzie, cu o singură  navă  și cu un  cor  cu două  travee  sprijinite de contraforți, a fost construită în stil gotic și este lipsită de turn. În interiorul corului au fost degajate în 1975 picturi în benzi ornamentale și figurile a doi sfinți, pictate la începutul secolului al XVI-lea. Remarcabile sunt ancadramentele ferestrelor, bogat dantelate si fragmentele de pictura murală de pe fațadele corului: scene din patimile lui Isus și Sf. Cristofor, de mari dimensiuni (sec. XVI, înainte de 1544). Relicte ale unor stele funerare romane zidite în pereți, una dintre acestea, reprezentând taurul lui Poseidon a fost la originea unei confuzii cu o posibilă prezență a stemei Moldovei pe pereții bisericii.

## Fortificația
Dispărută în zilele noastre, fortificația poate fi doar dedusă din topologia locului. O gravură din secolul al XIX-lea înfățișa biserica înconjurată de o  curtină  și se pare că la începutul secolului al XX-lea se păstra încă o parte a incintei, cu cămări de provizii.

## Imagini din exterior

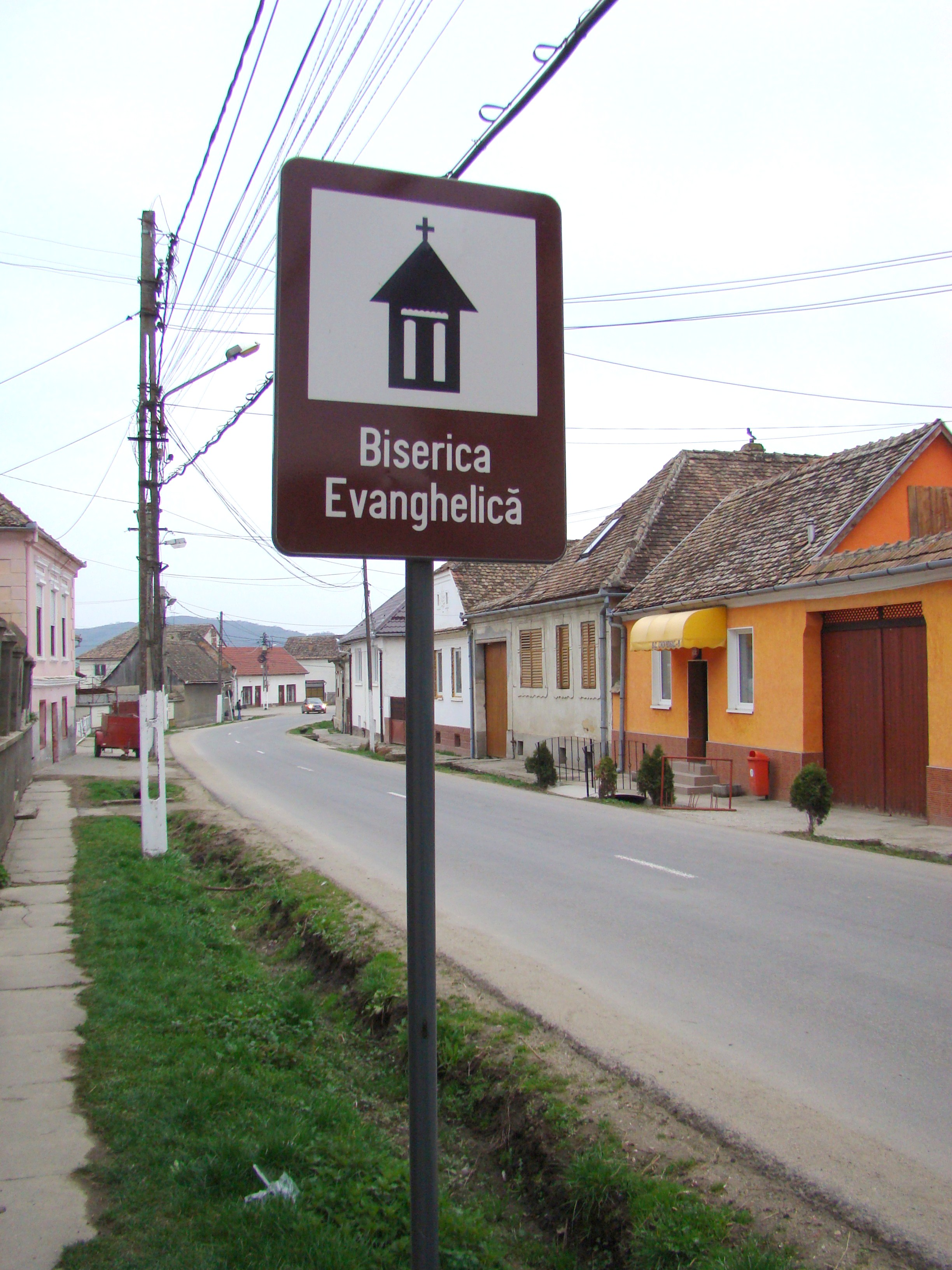
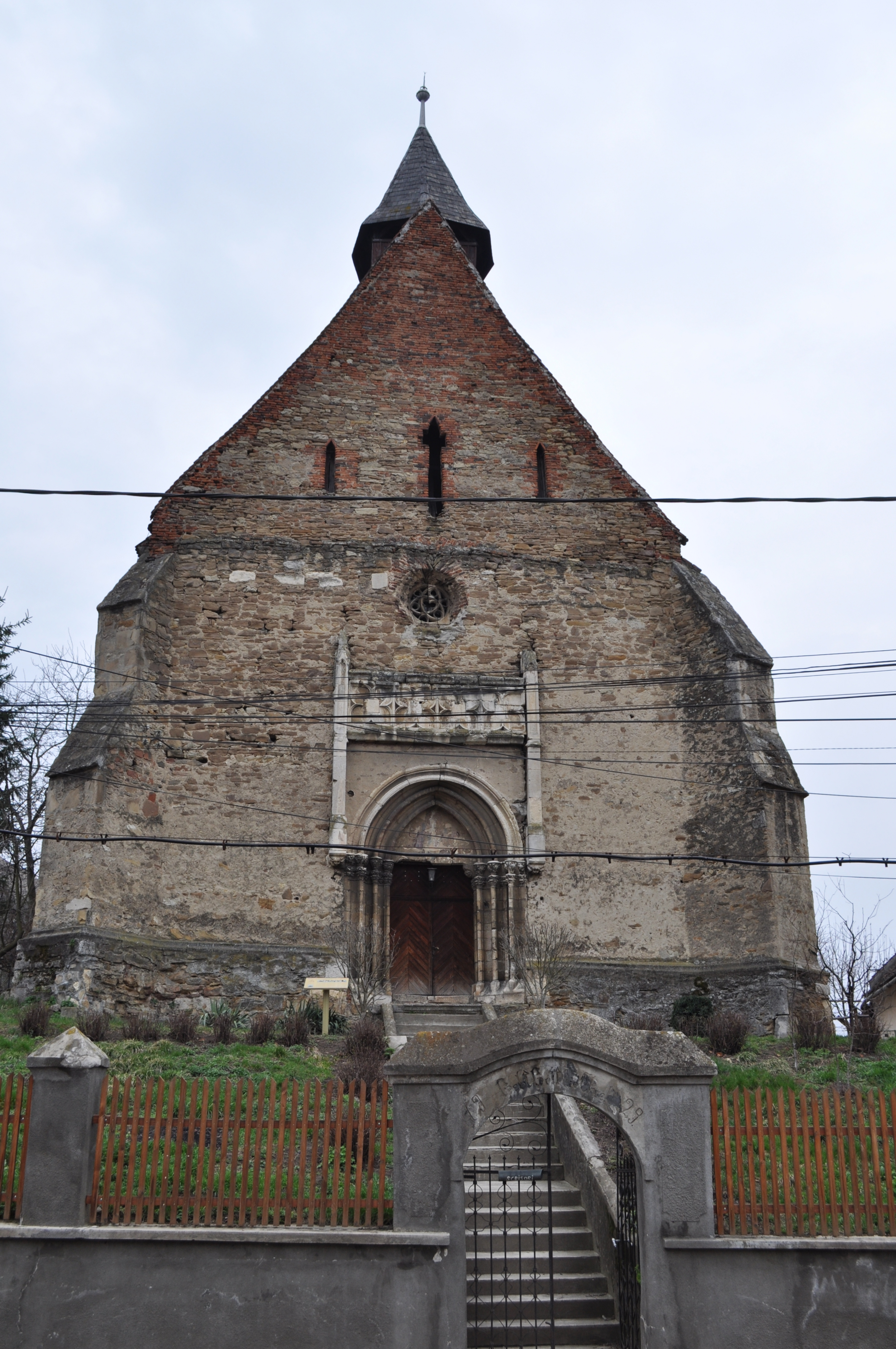
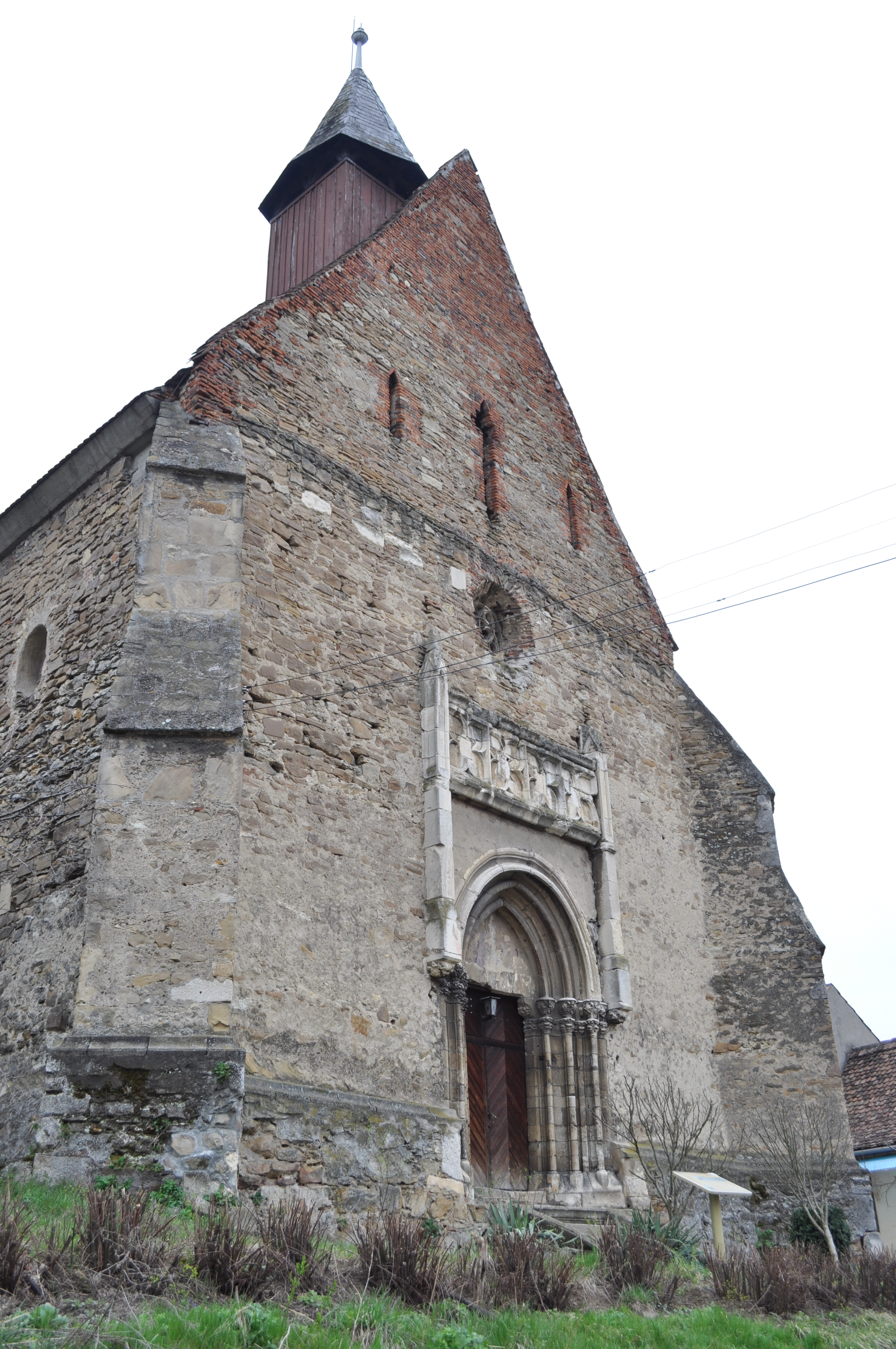
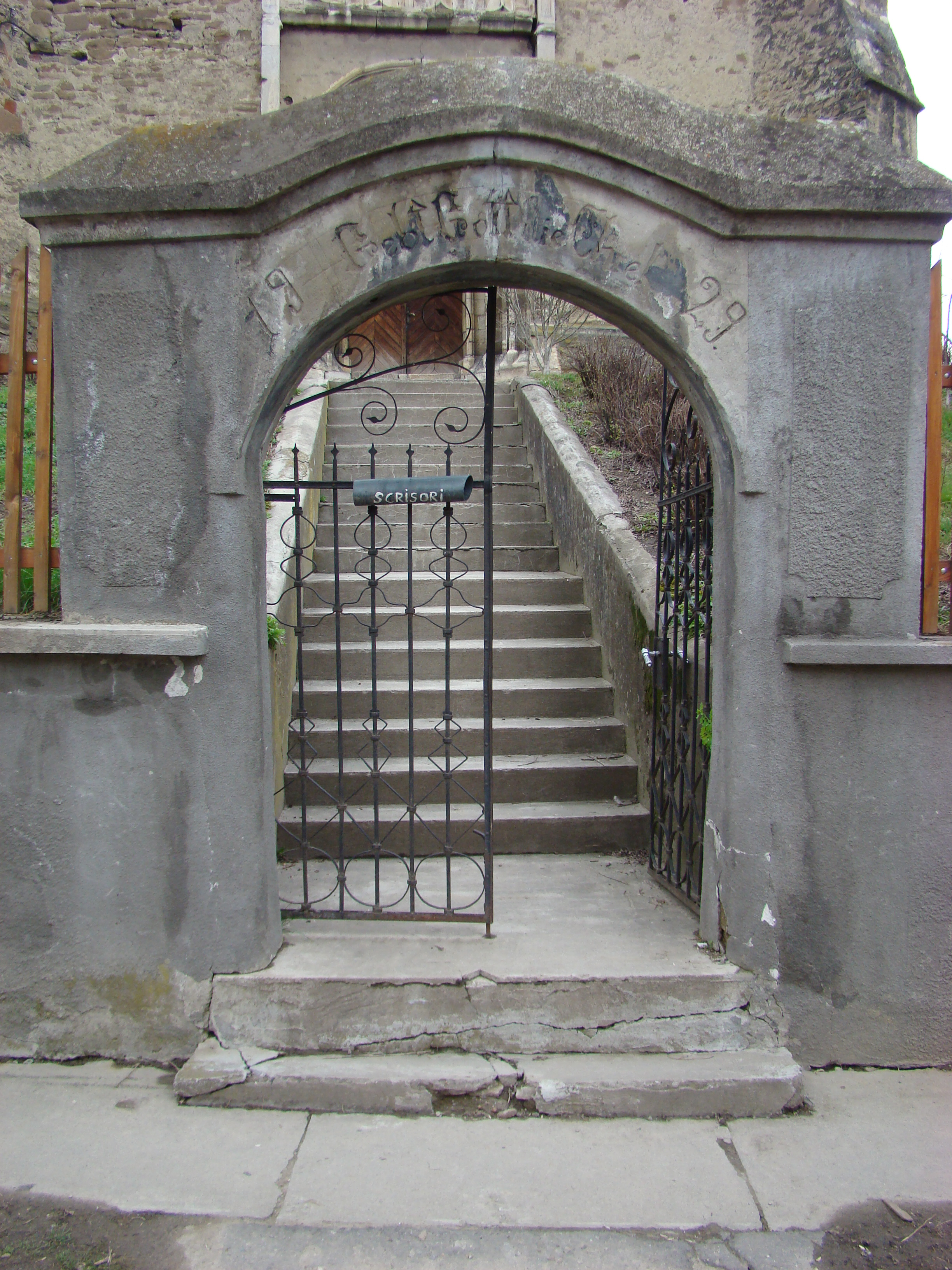
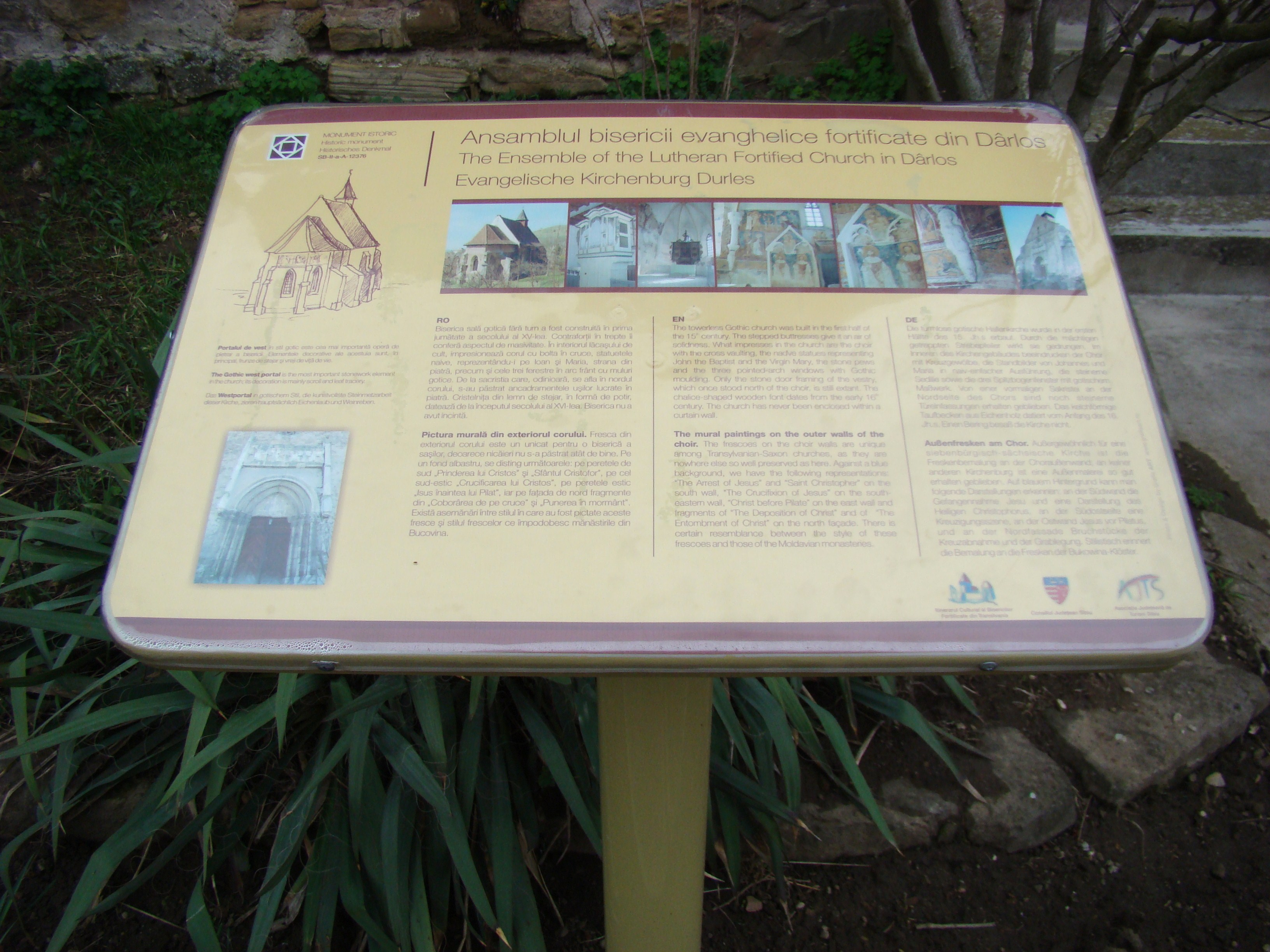
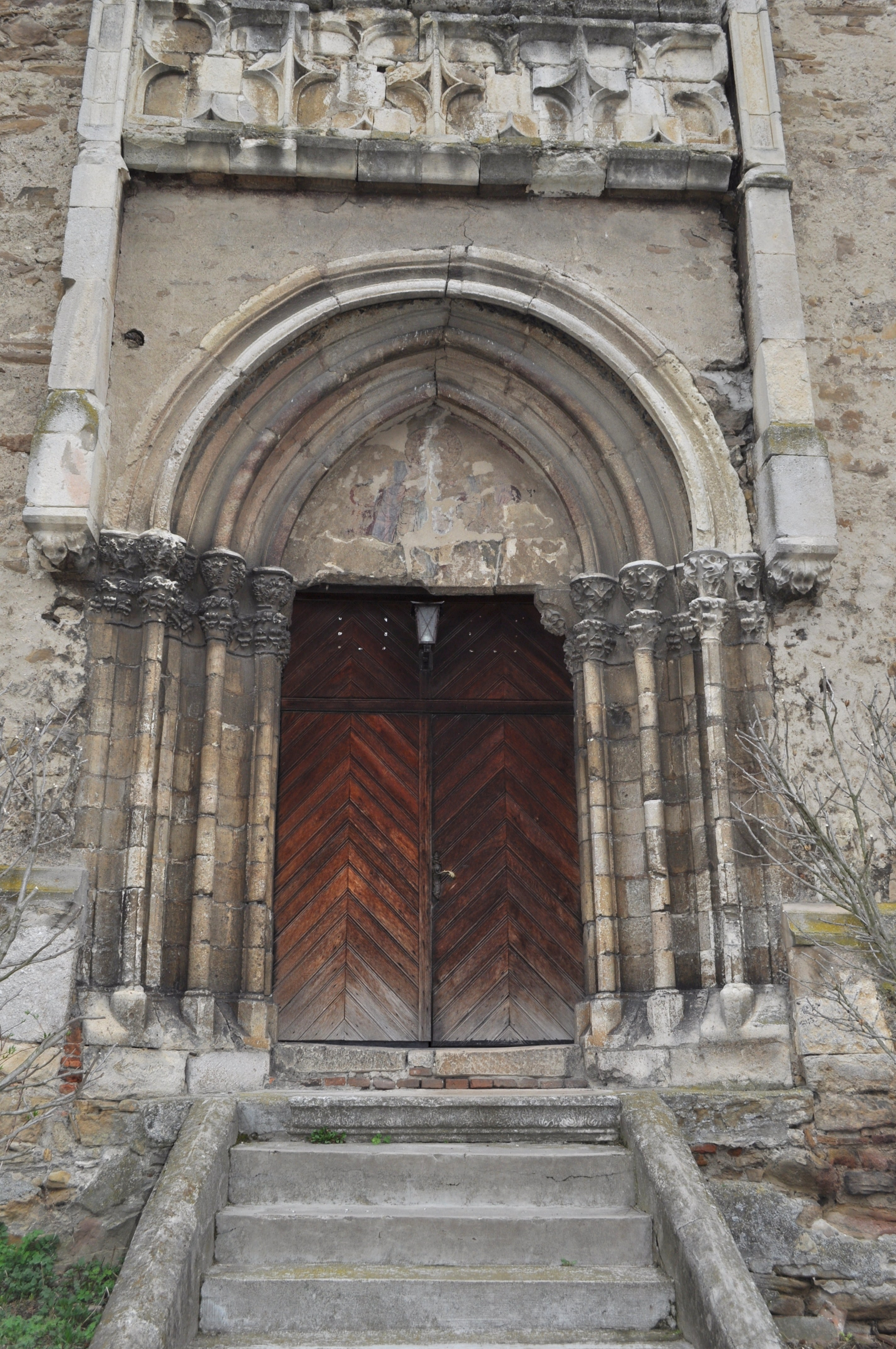
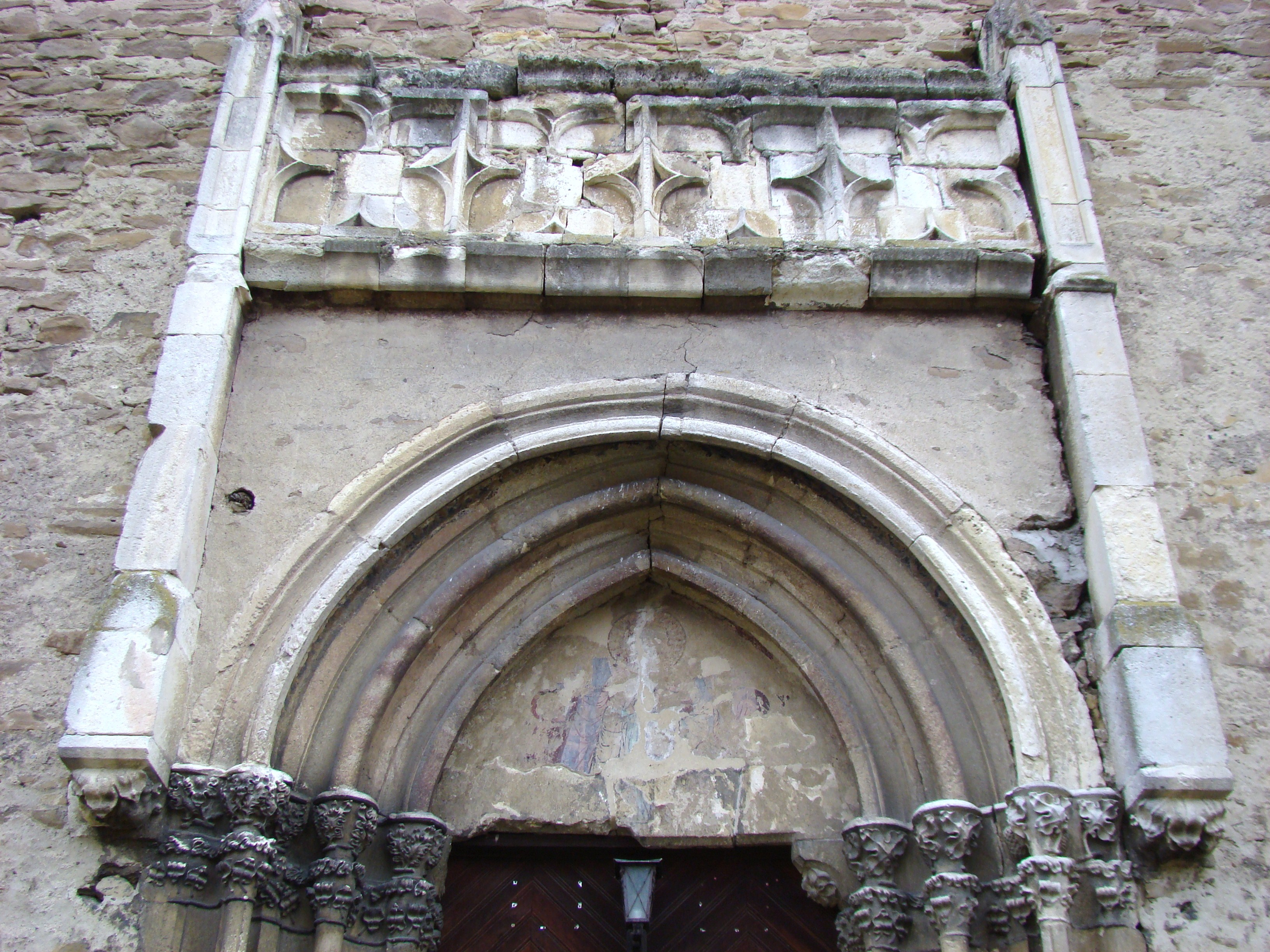
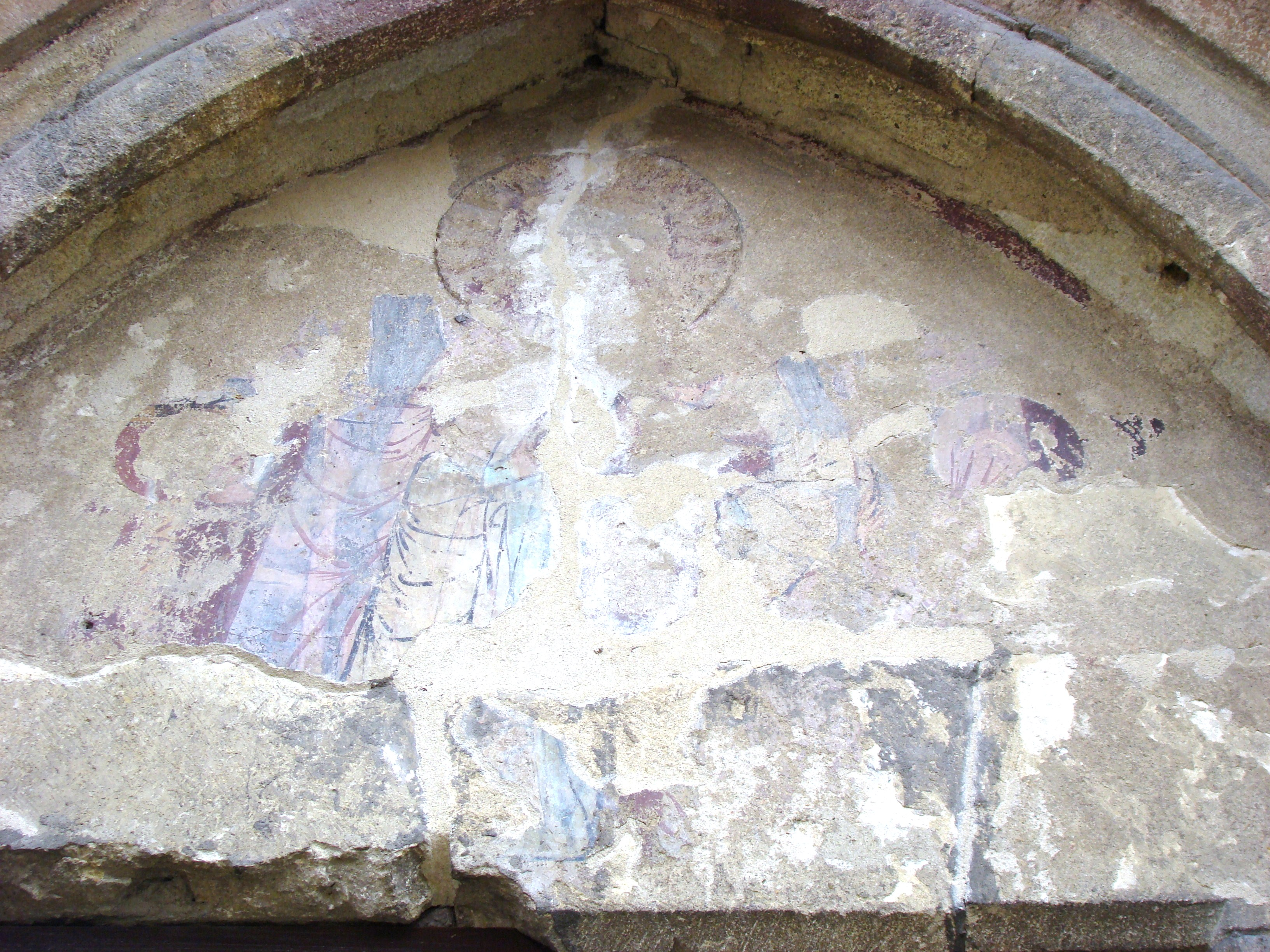
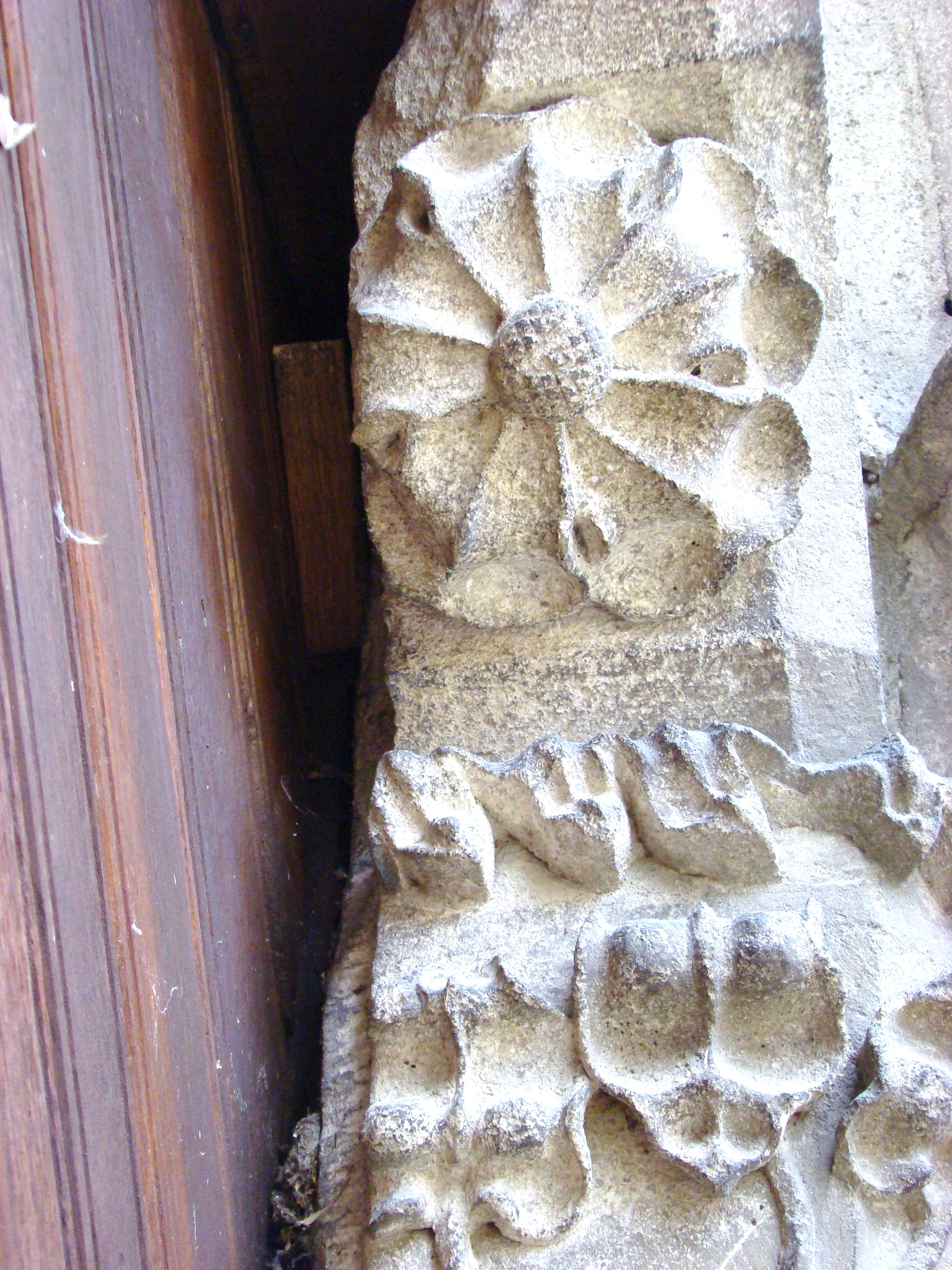
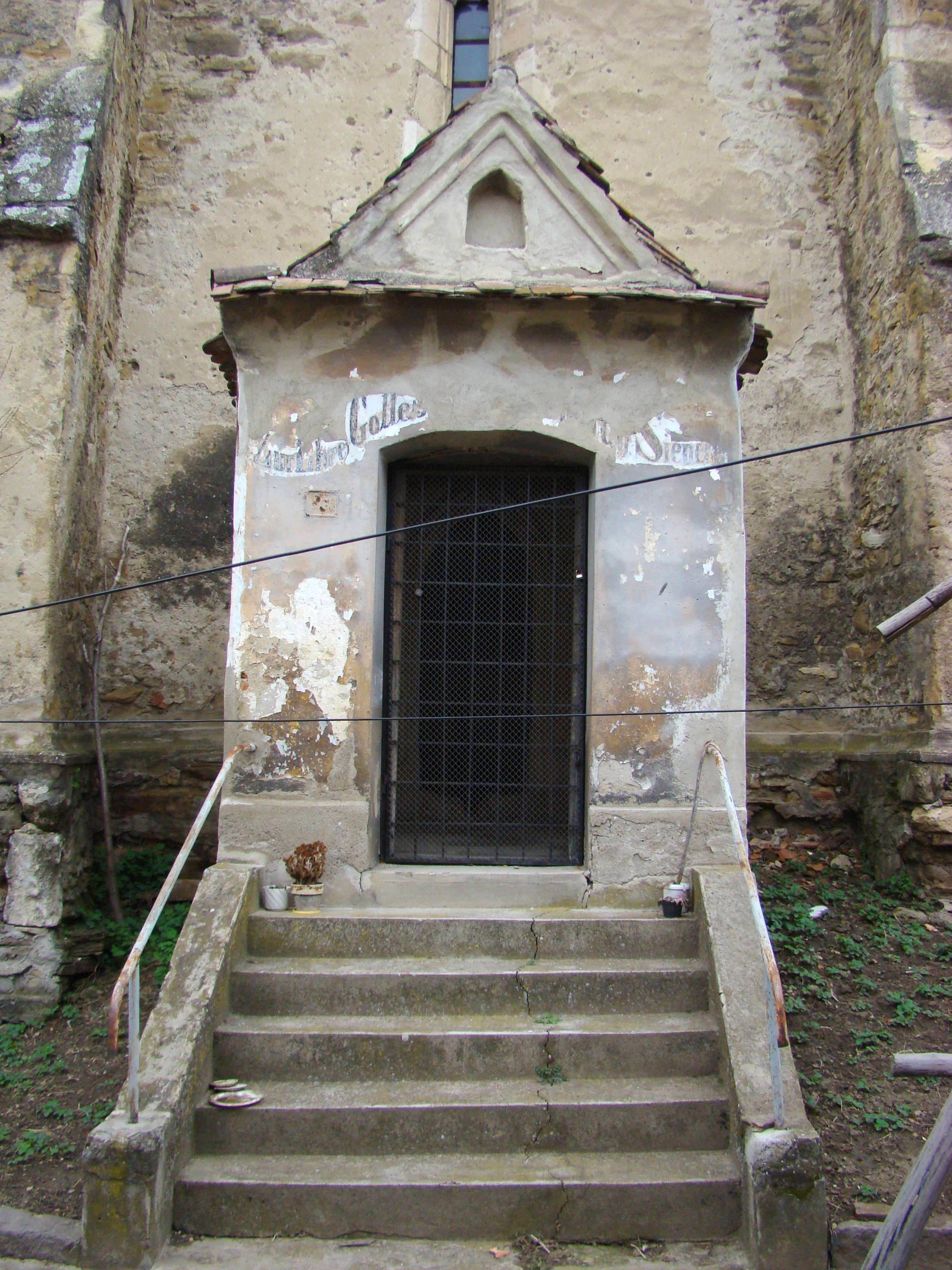
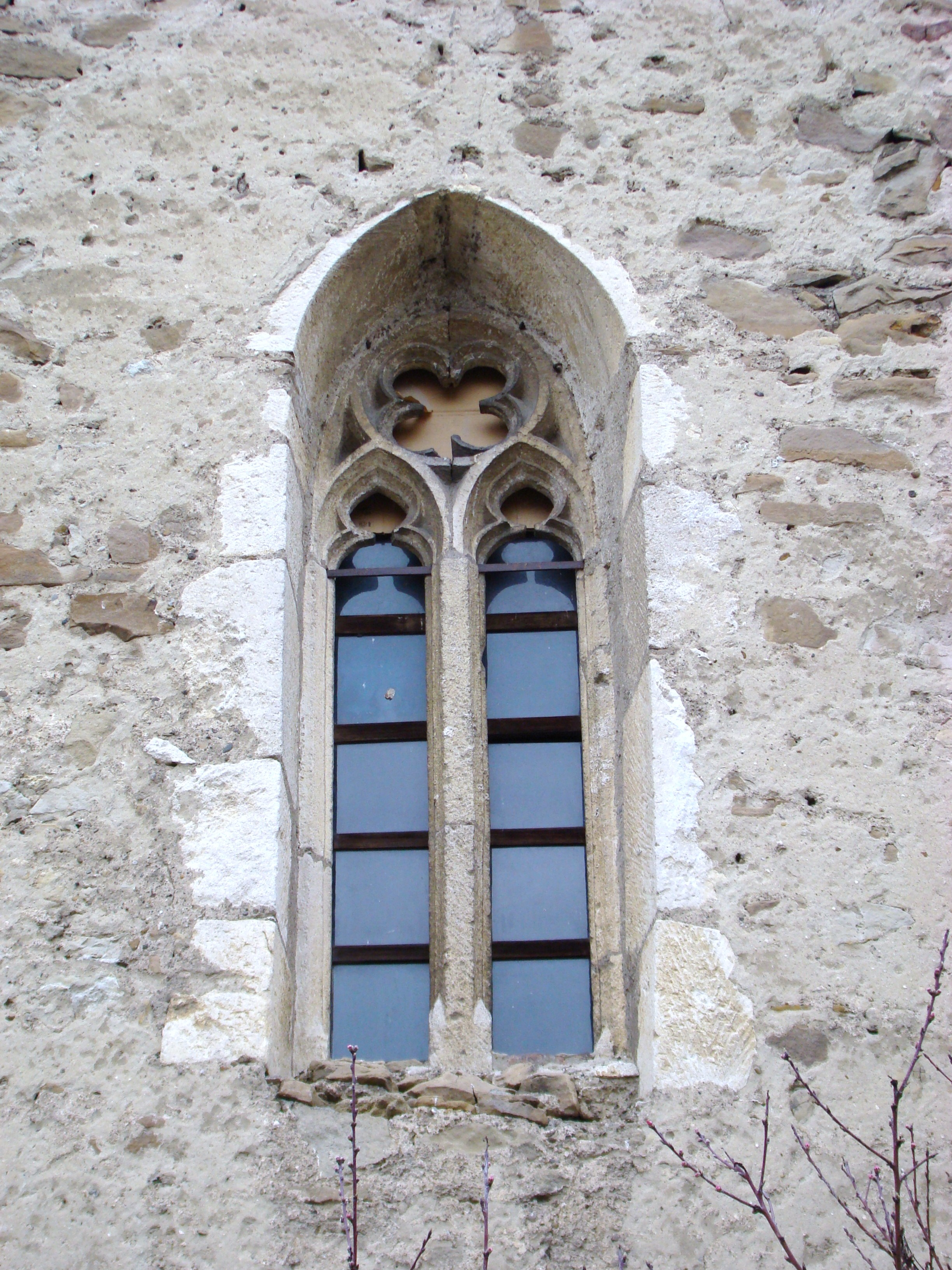
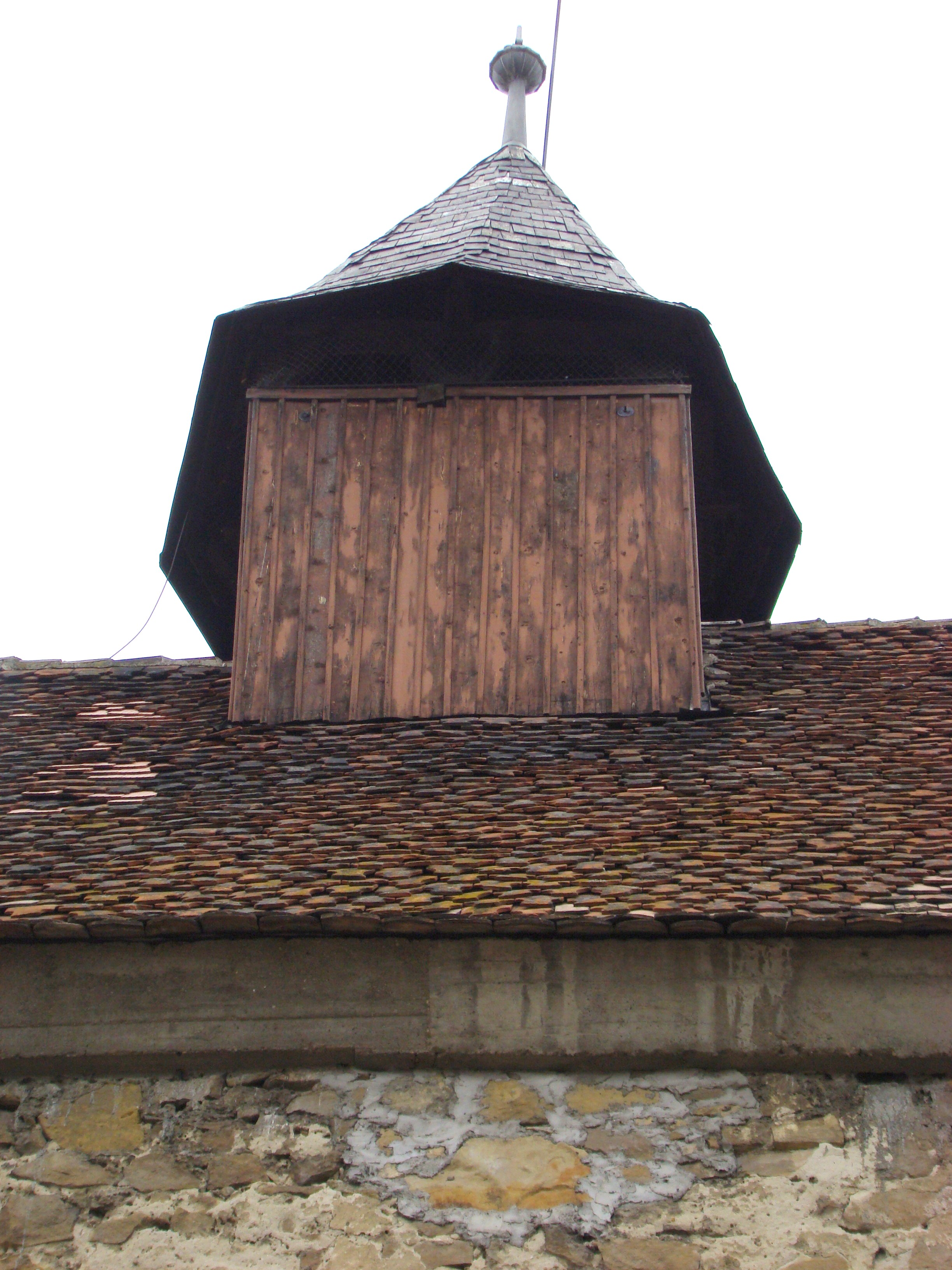
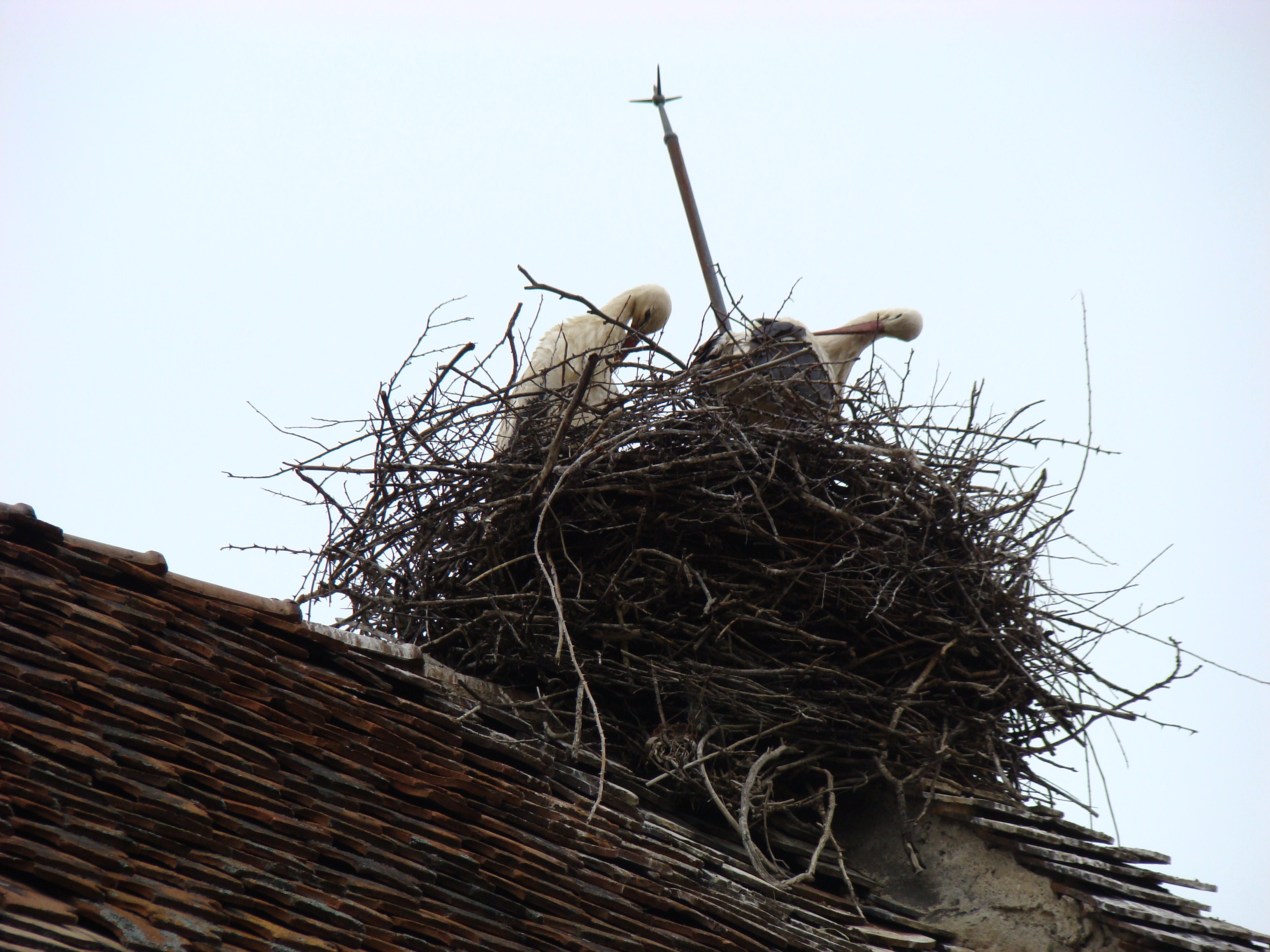
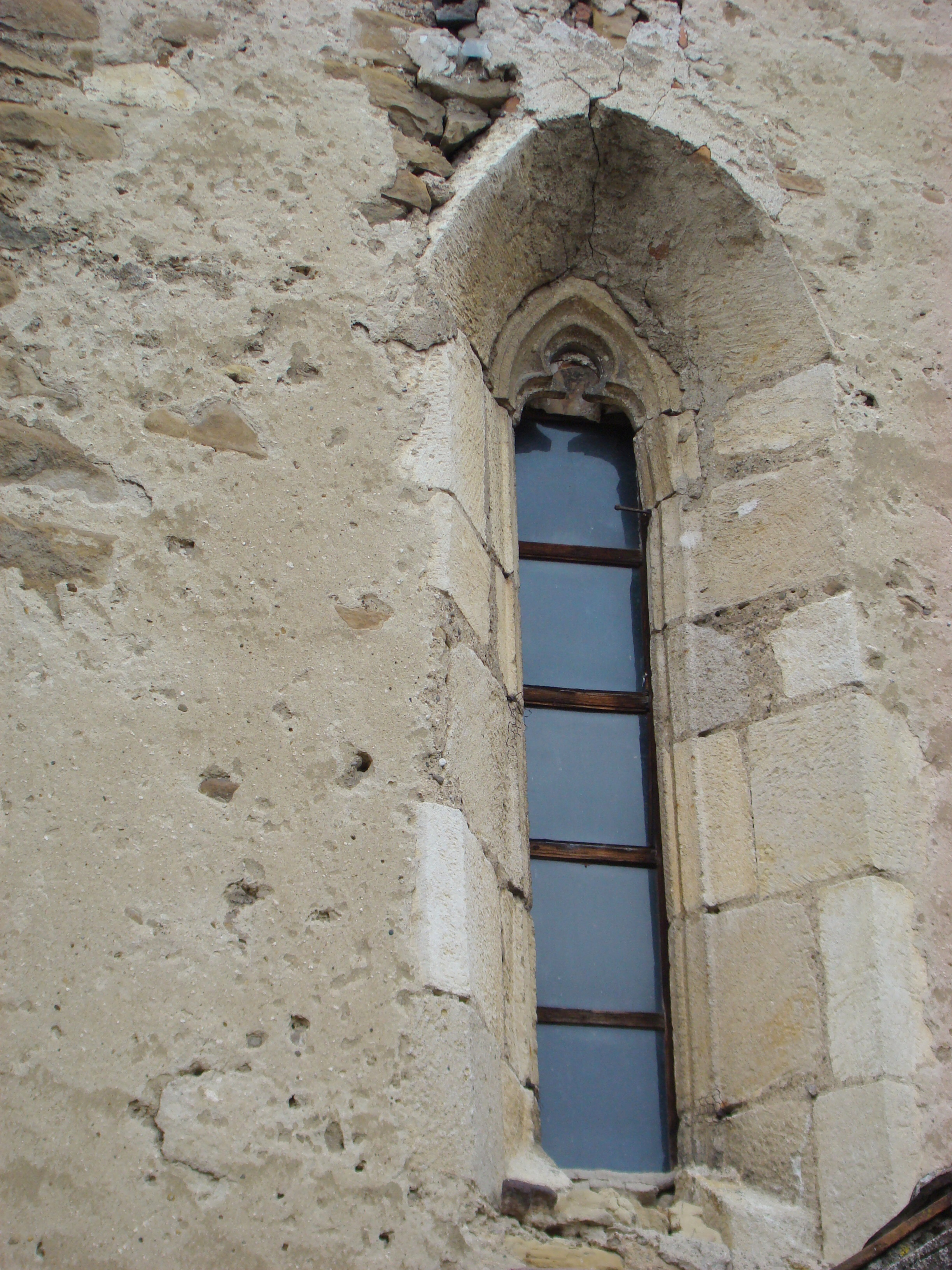
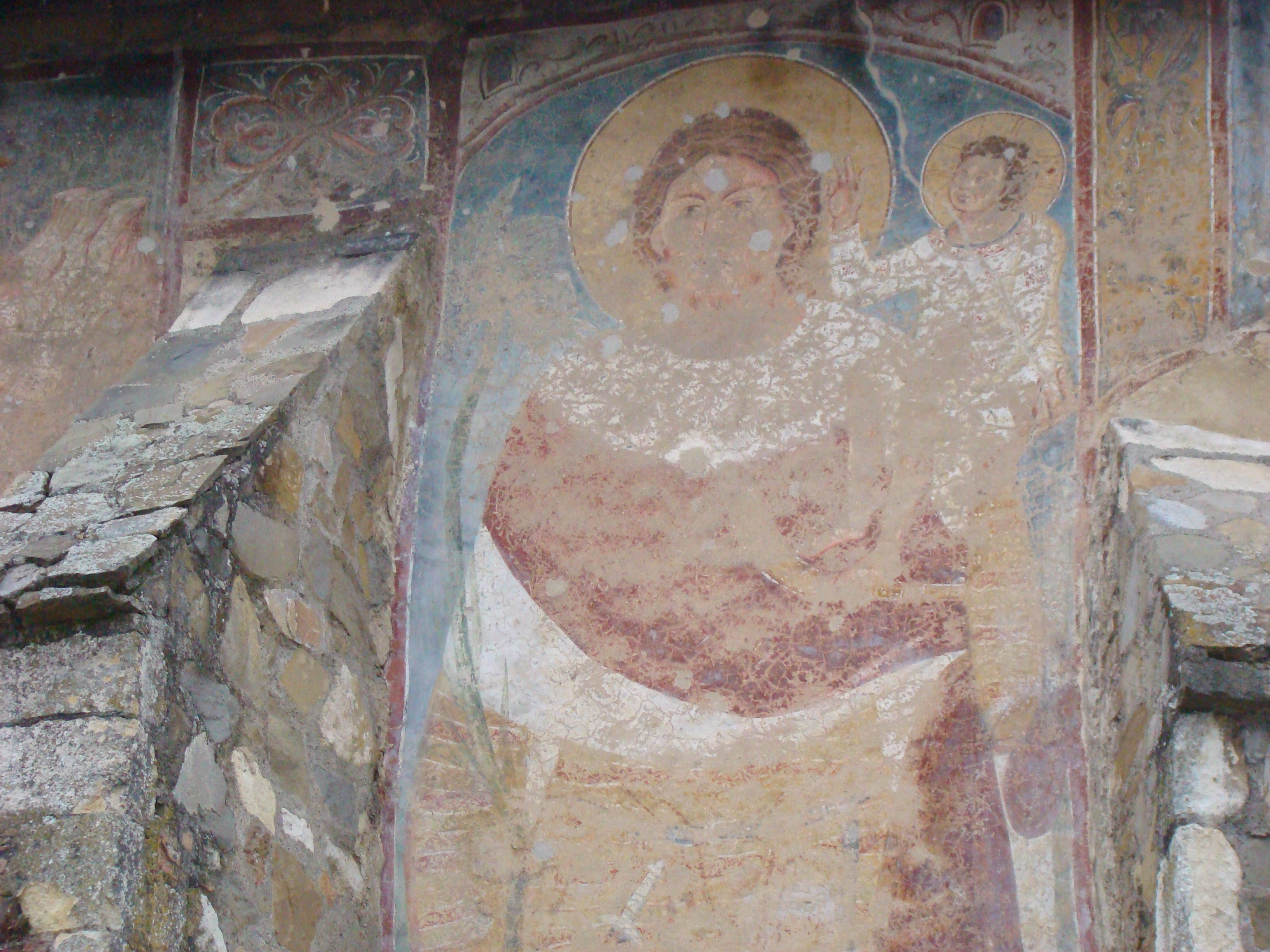
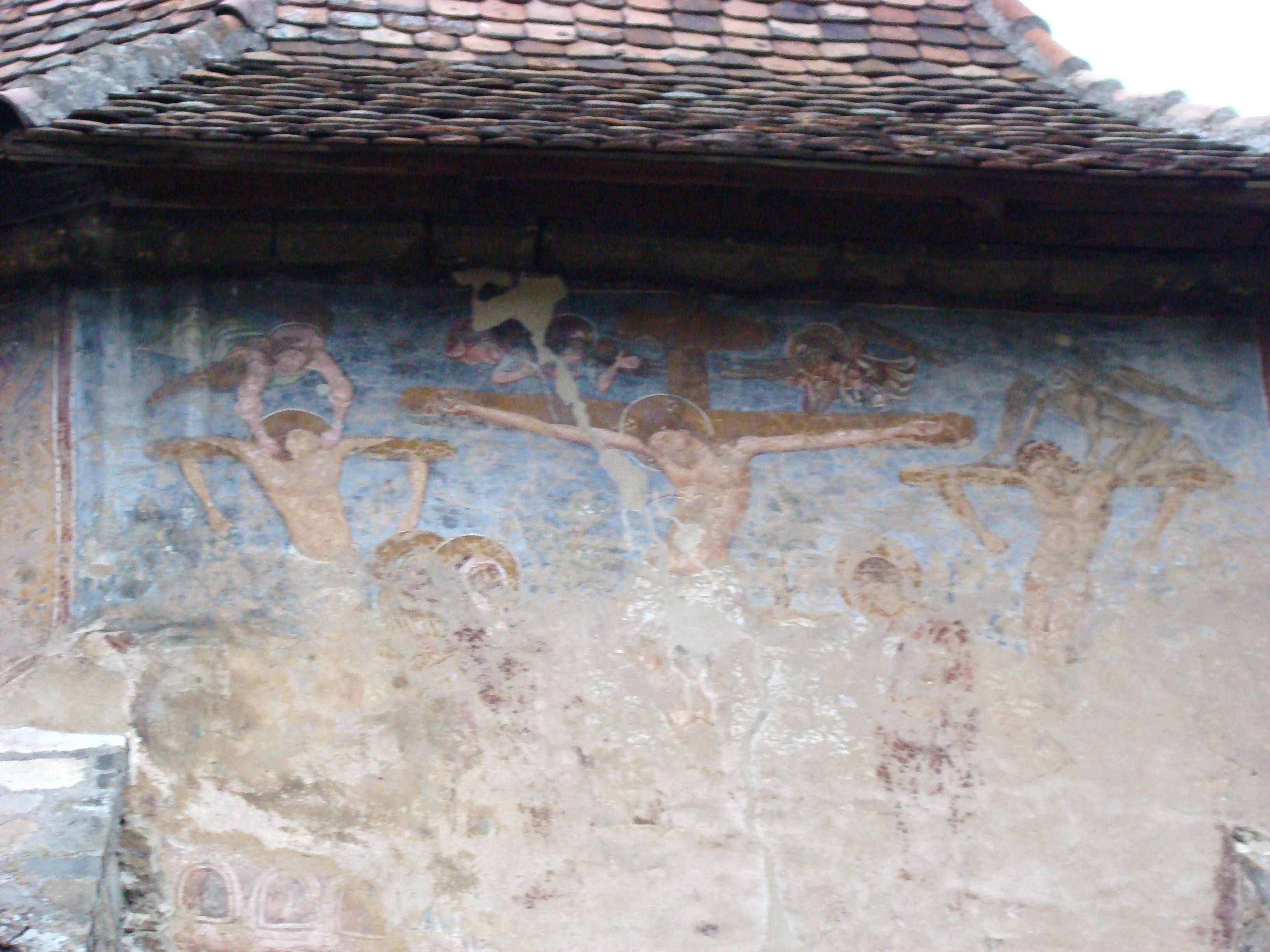
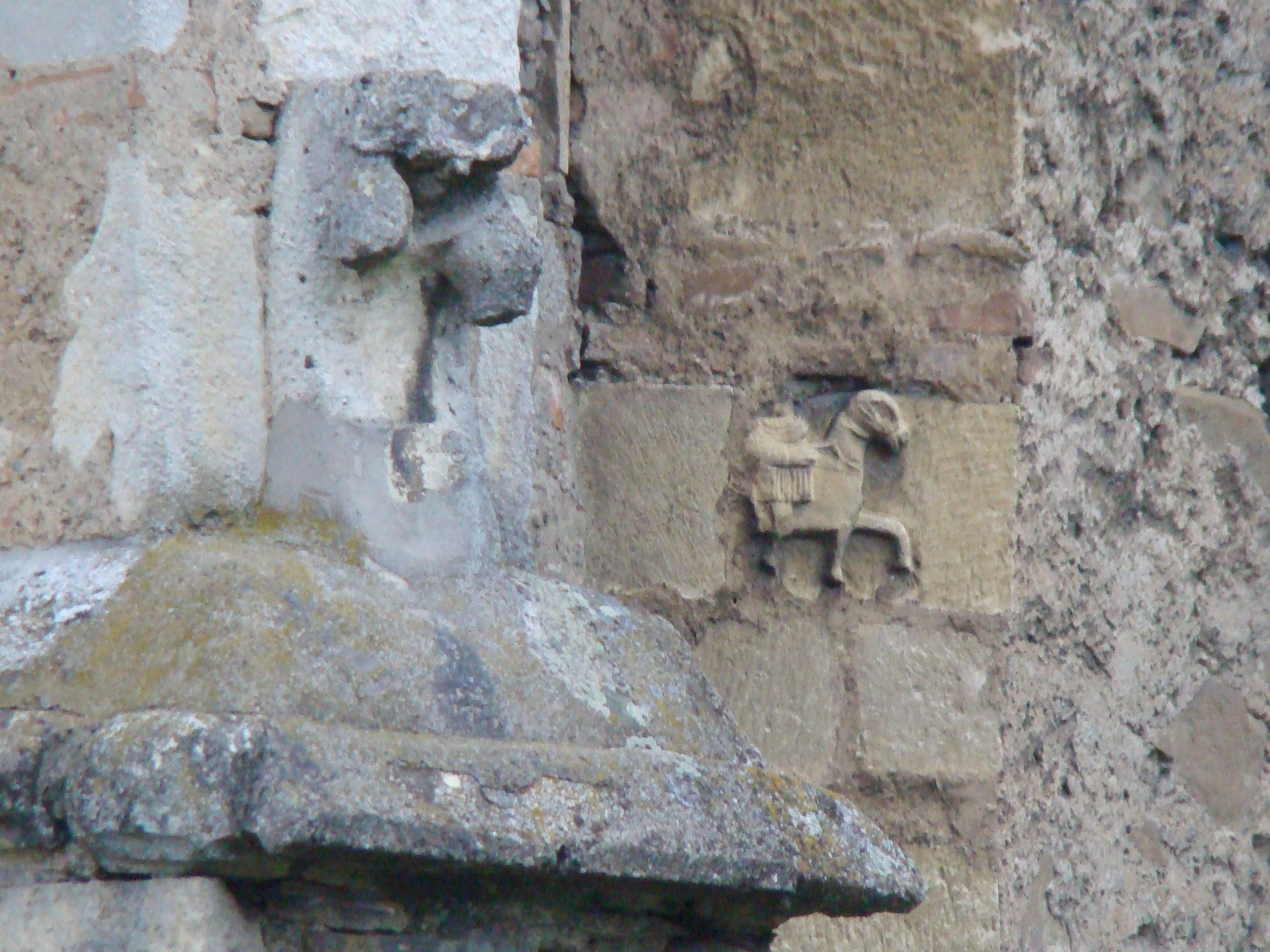
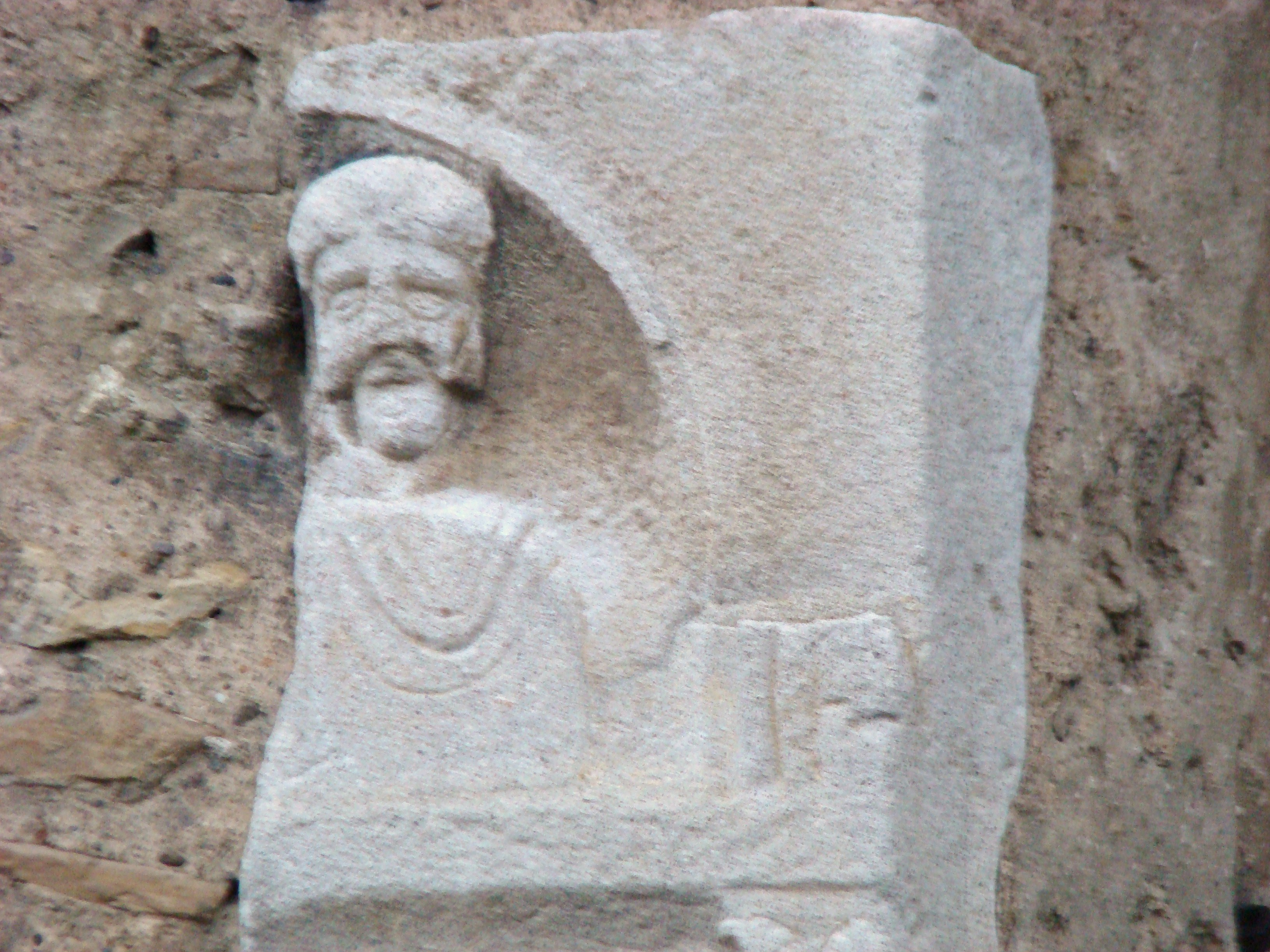
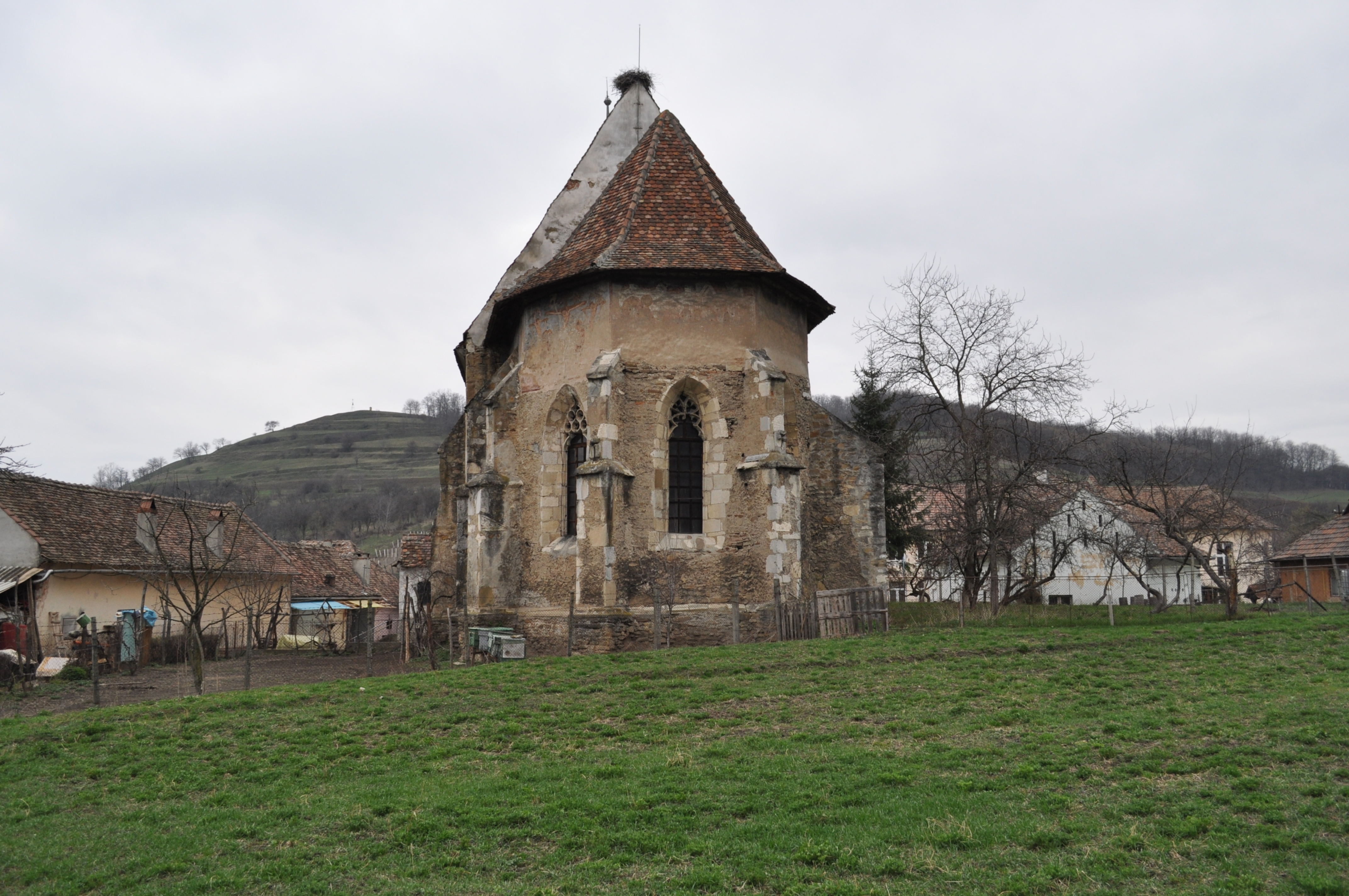
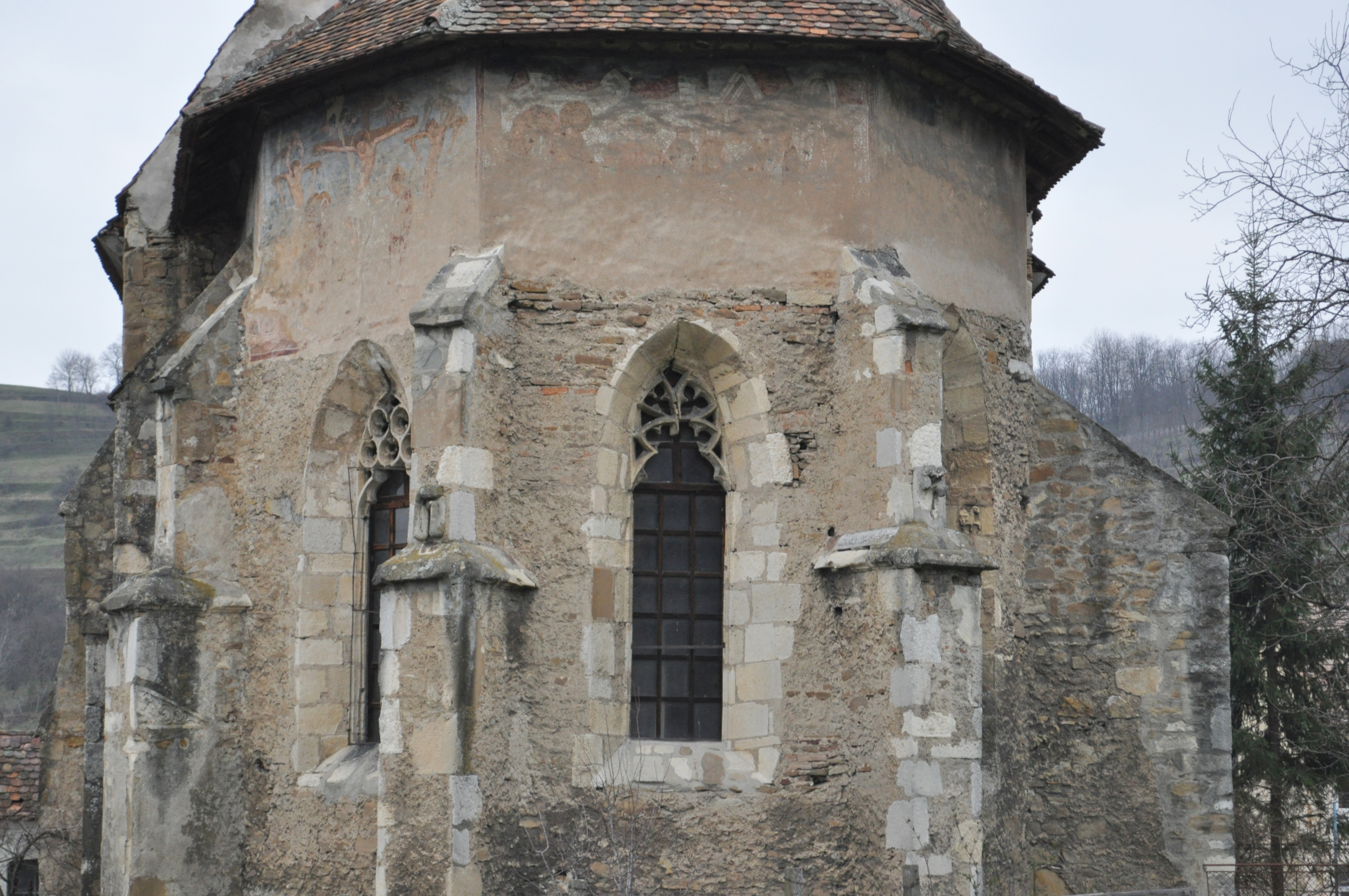
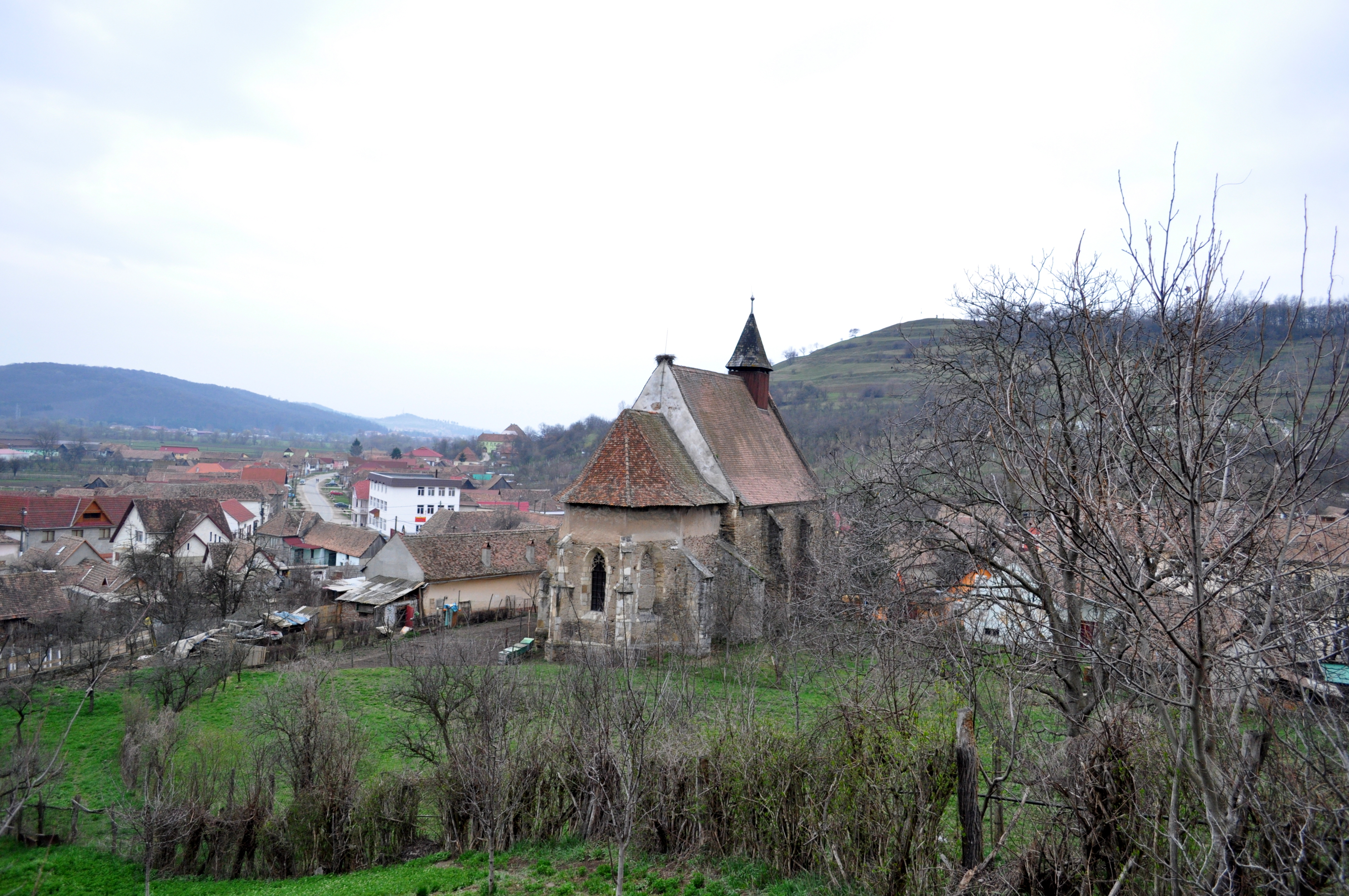
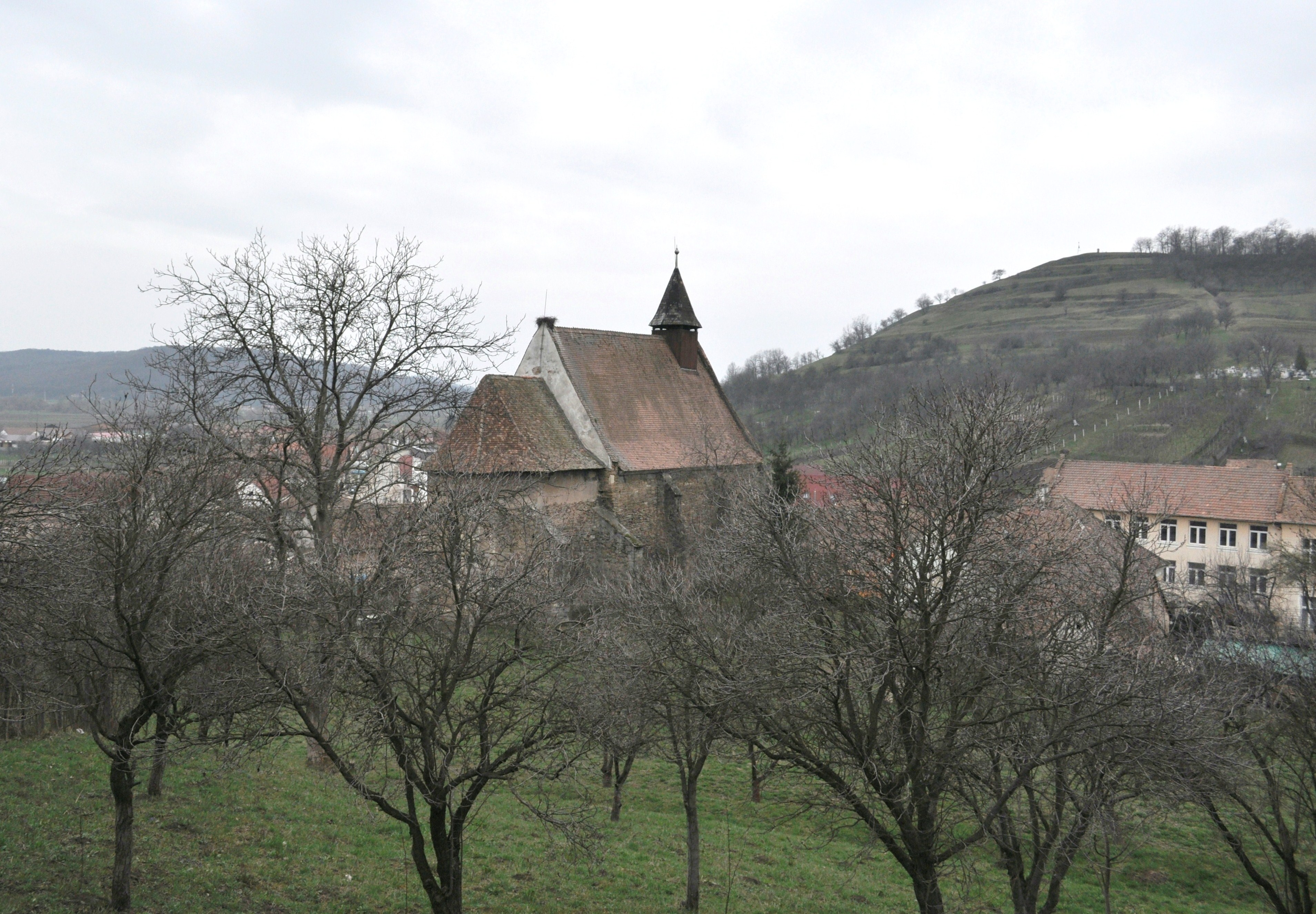

## Imagini din interior

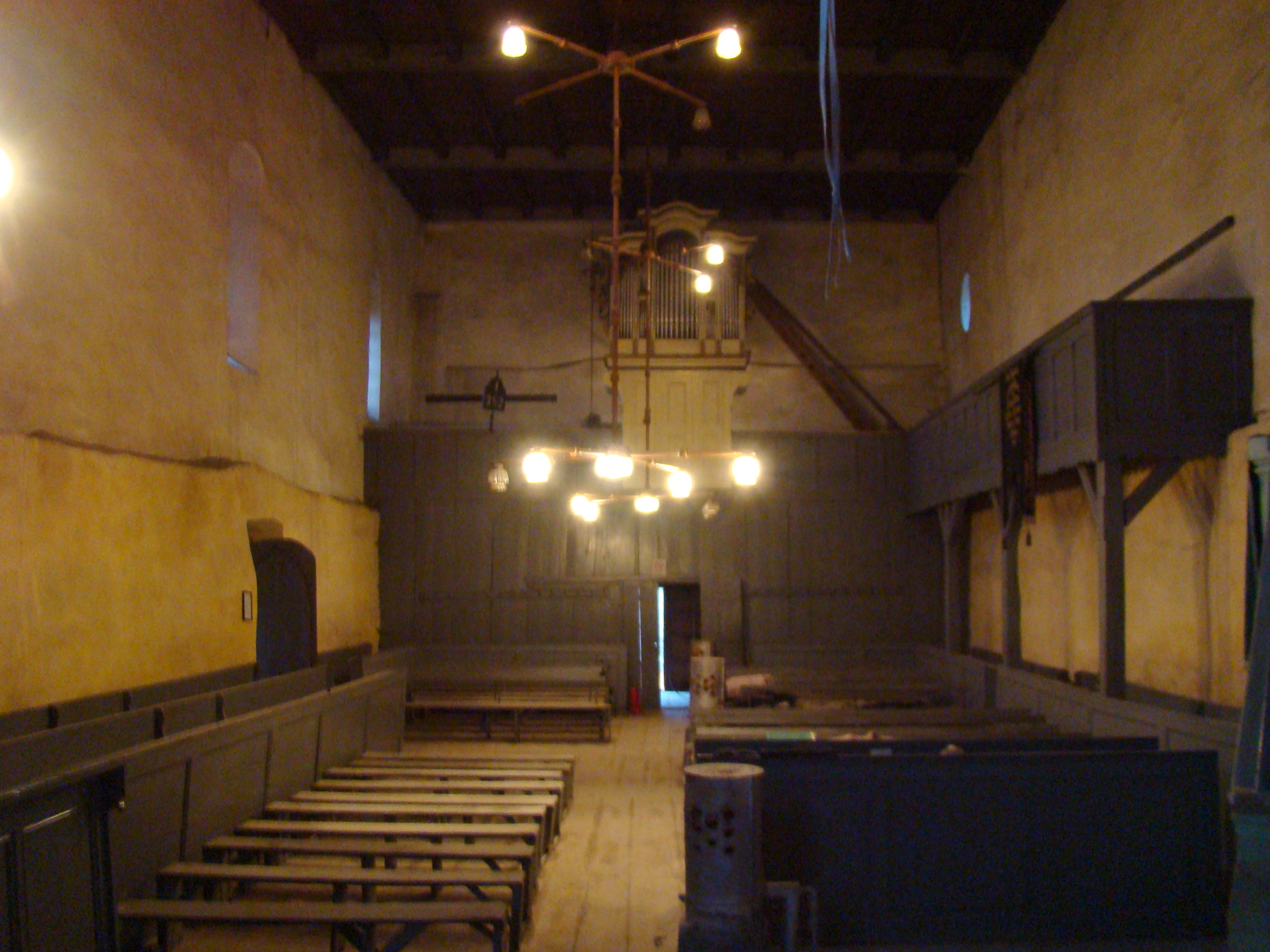
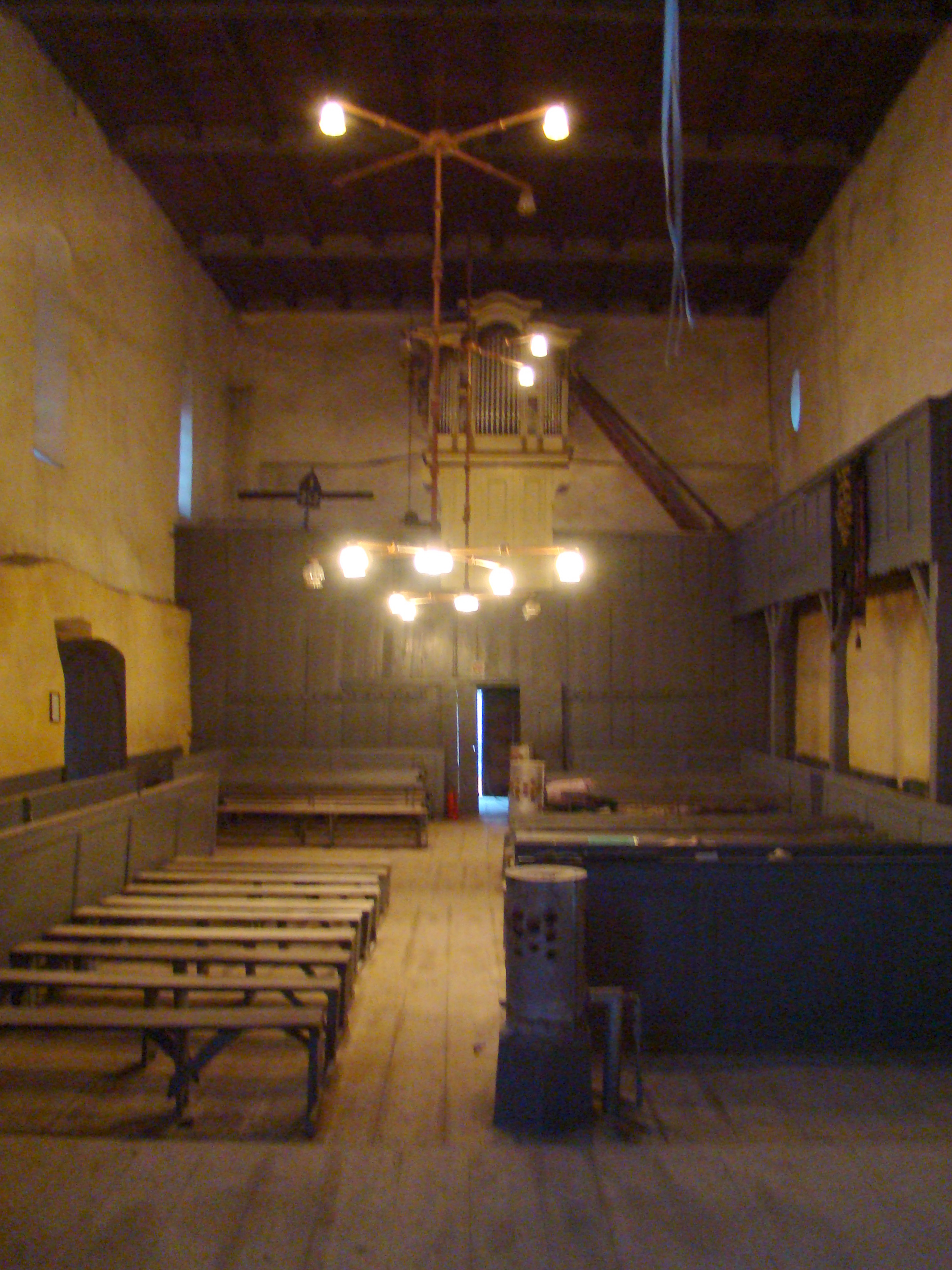
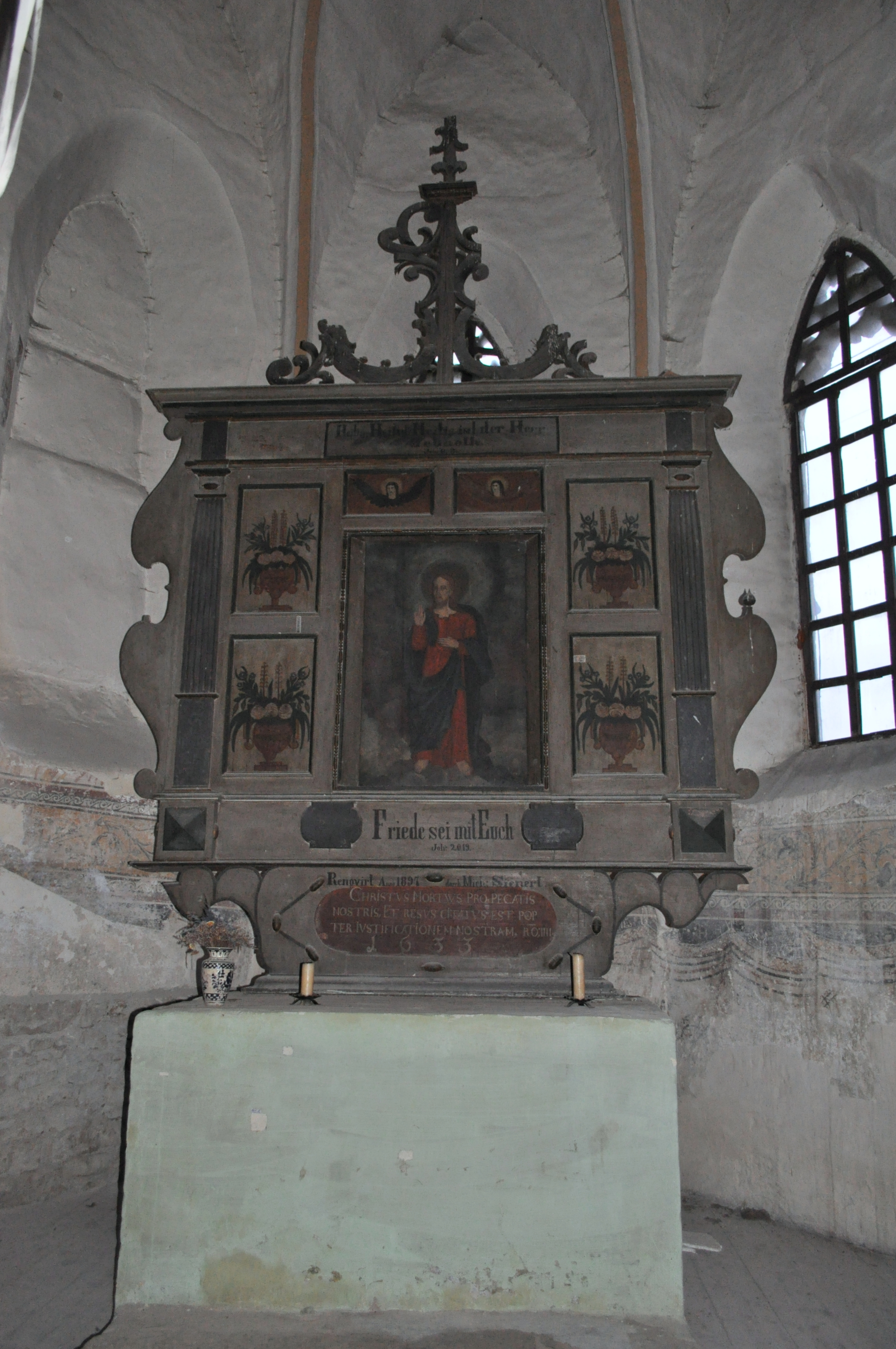
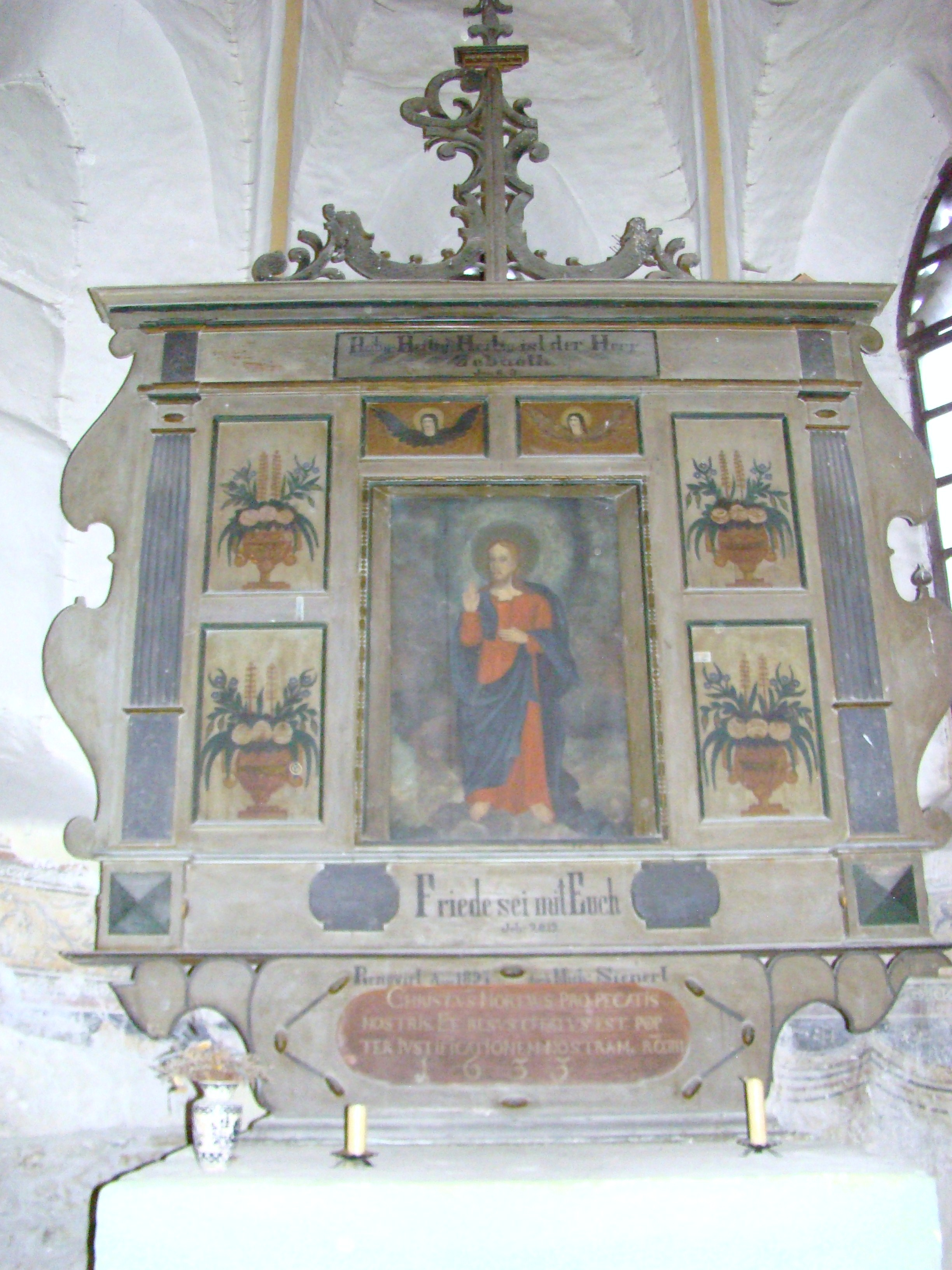
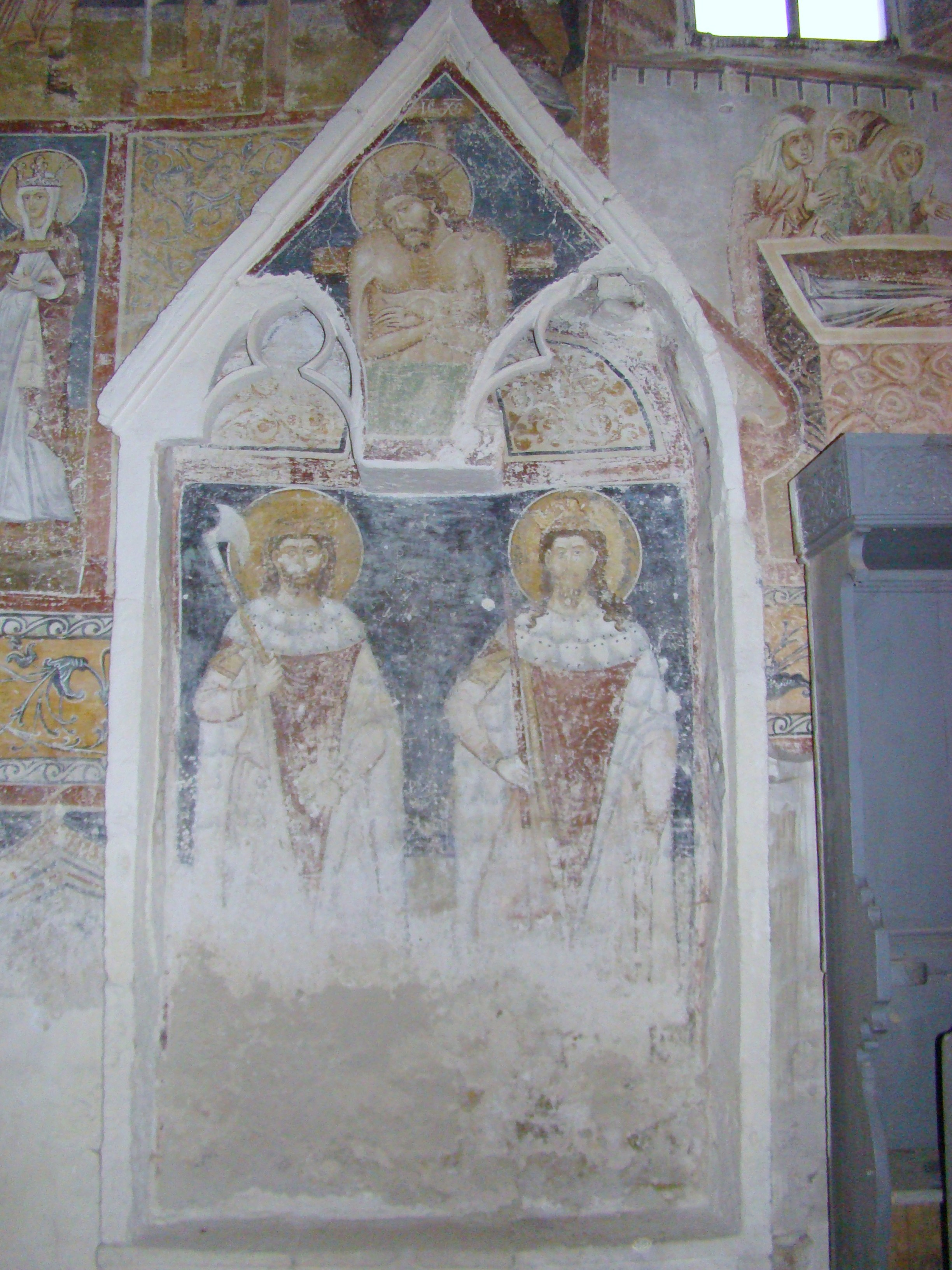
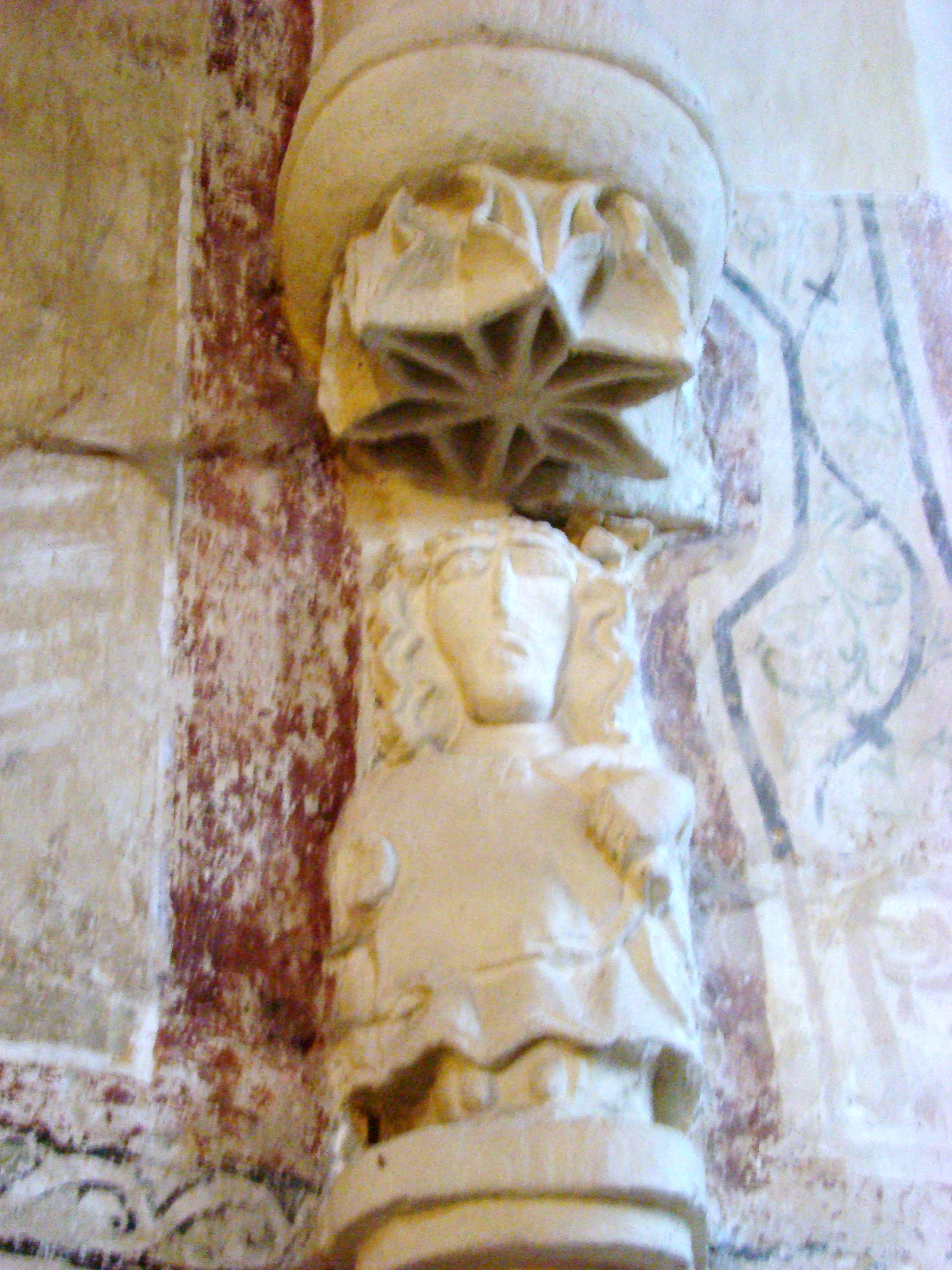
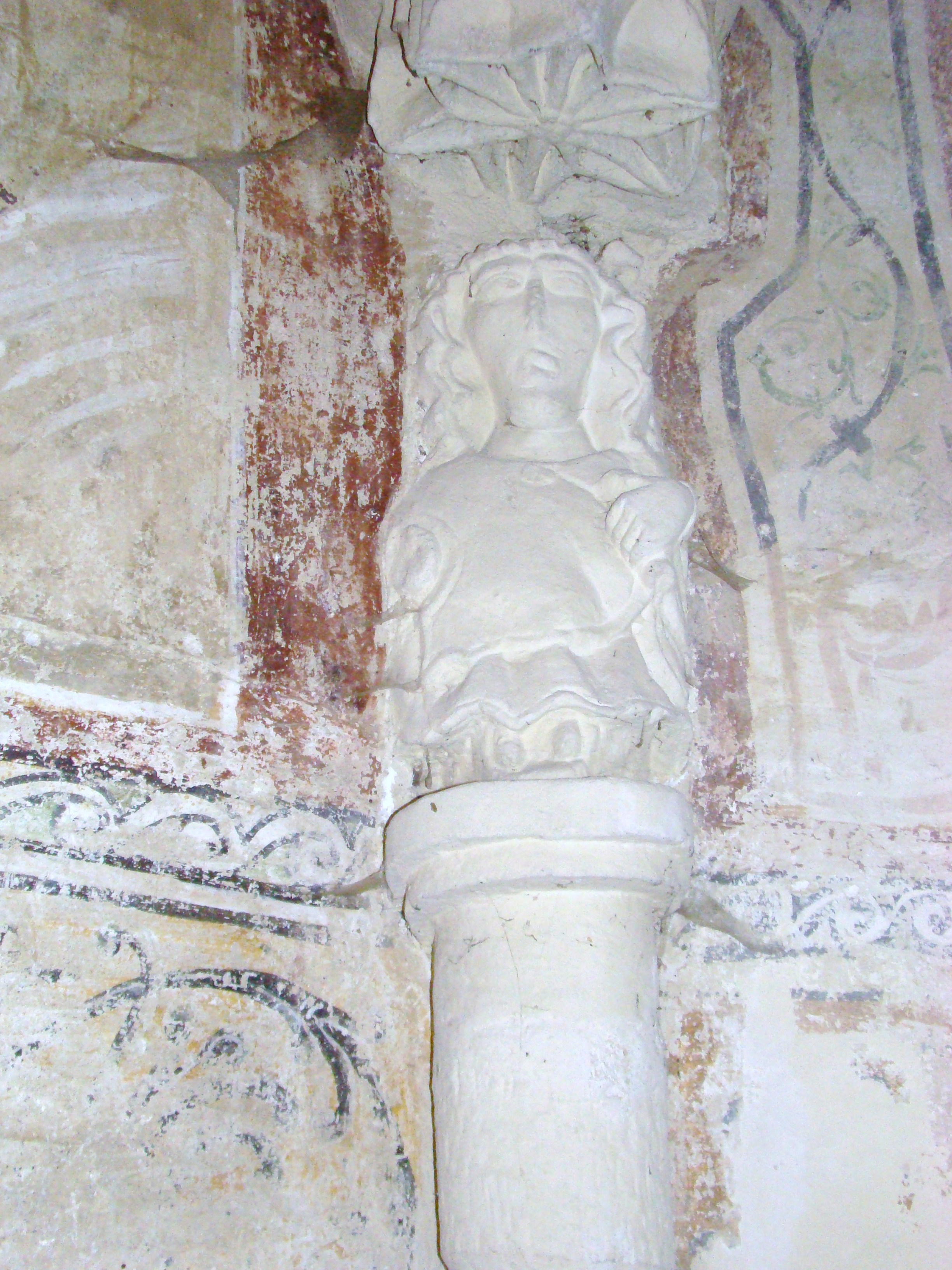
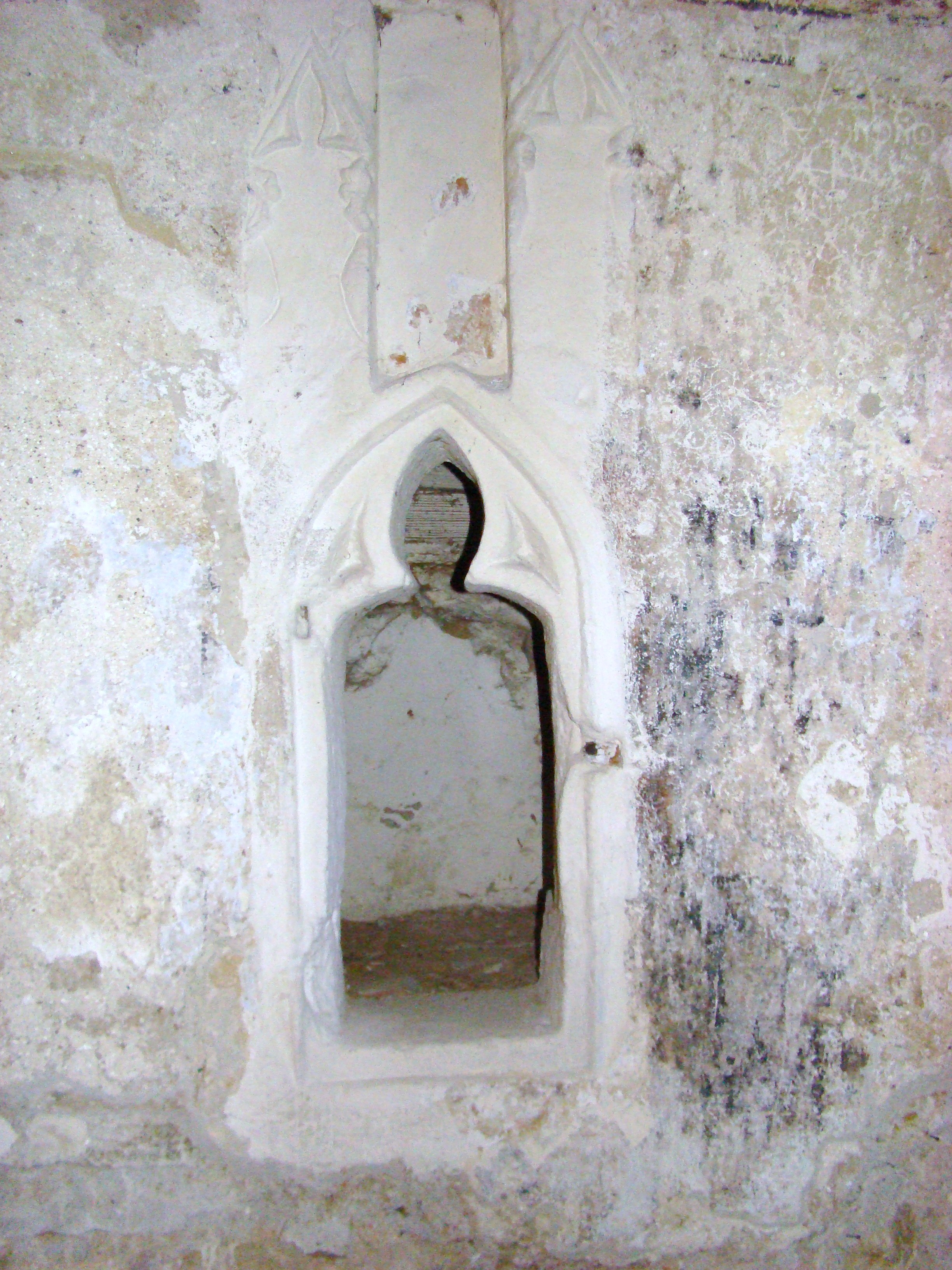
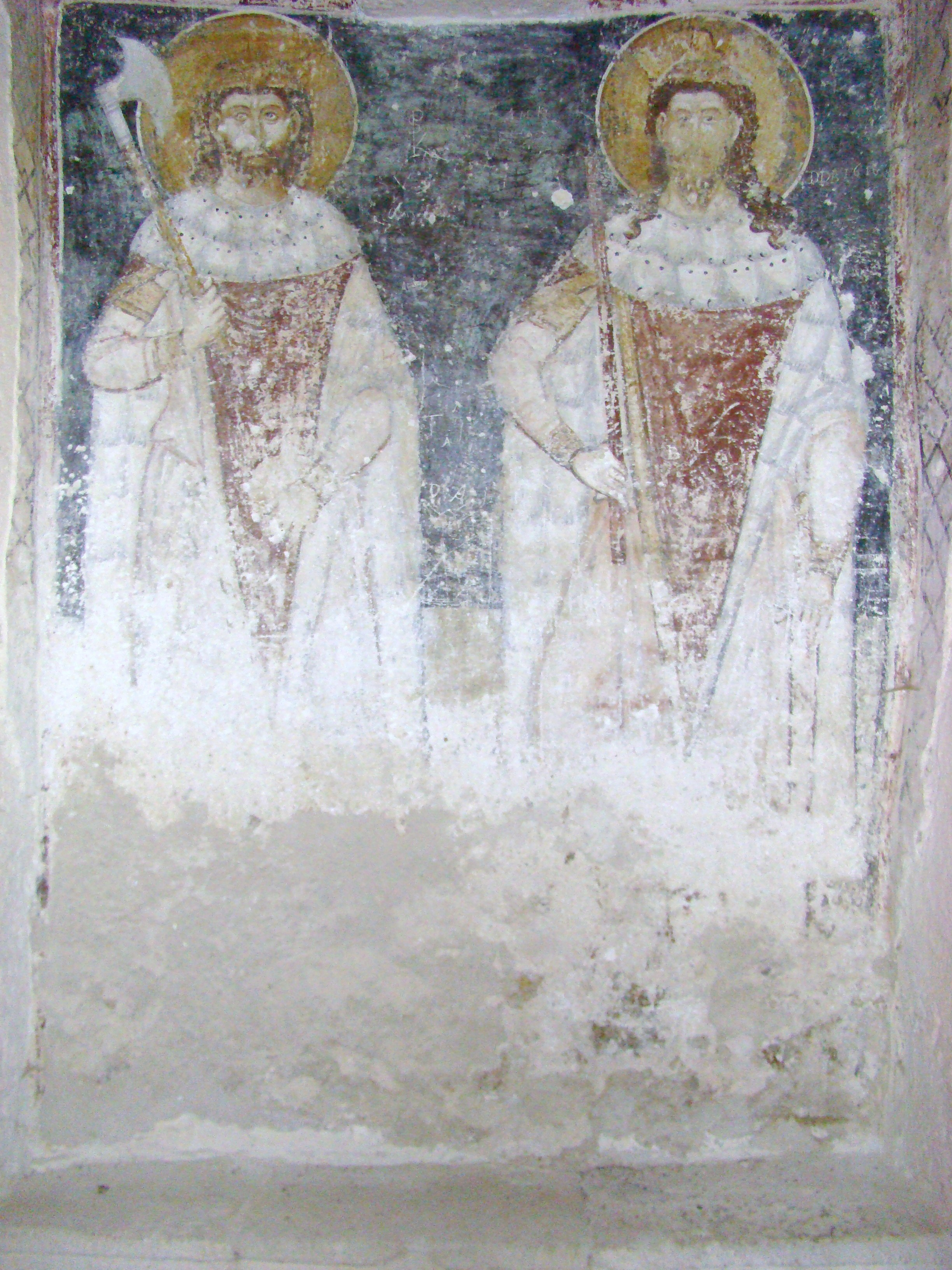
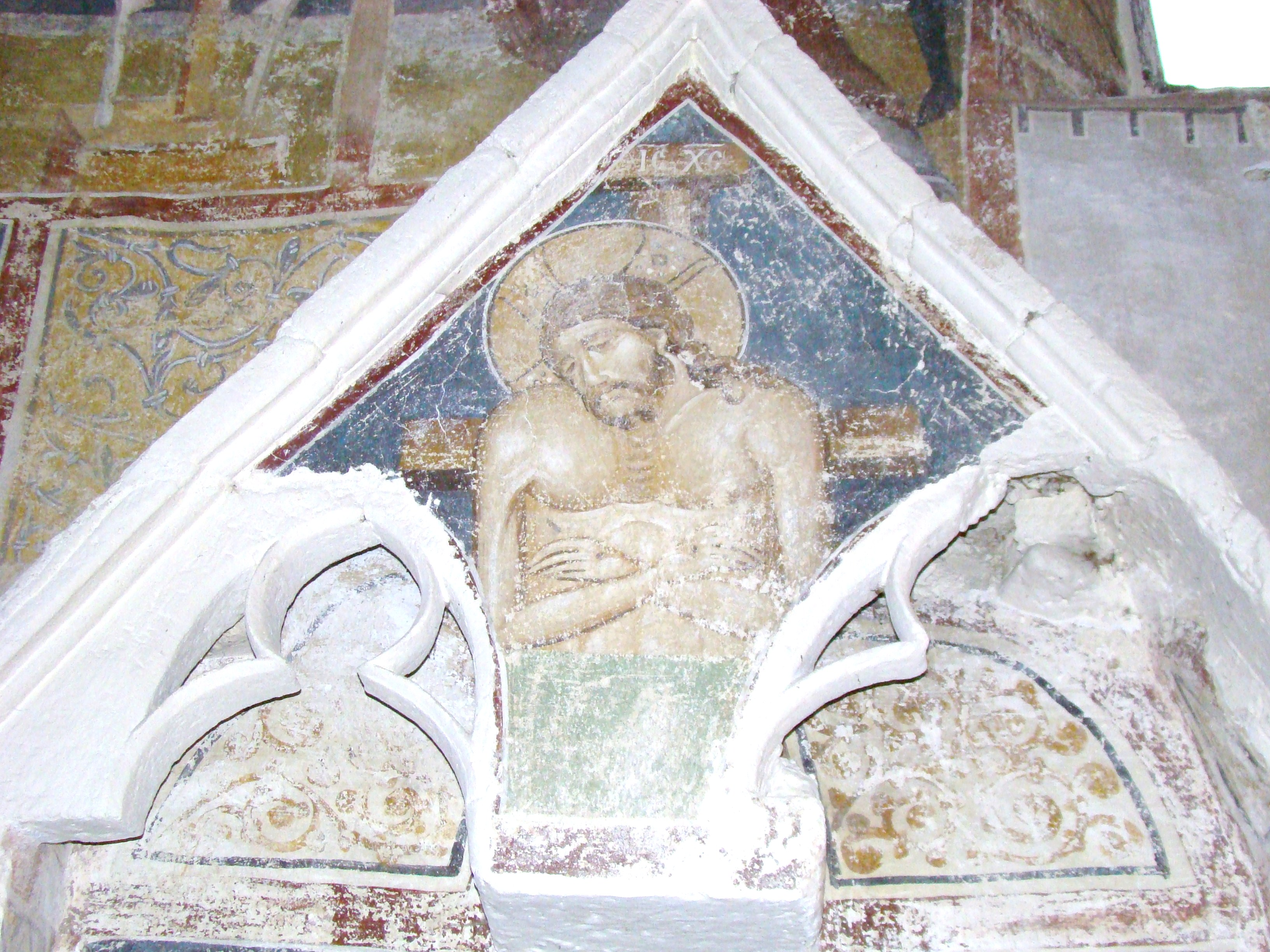
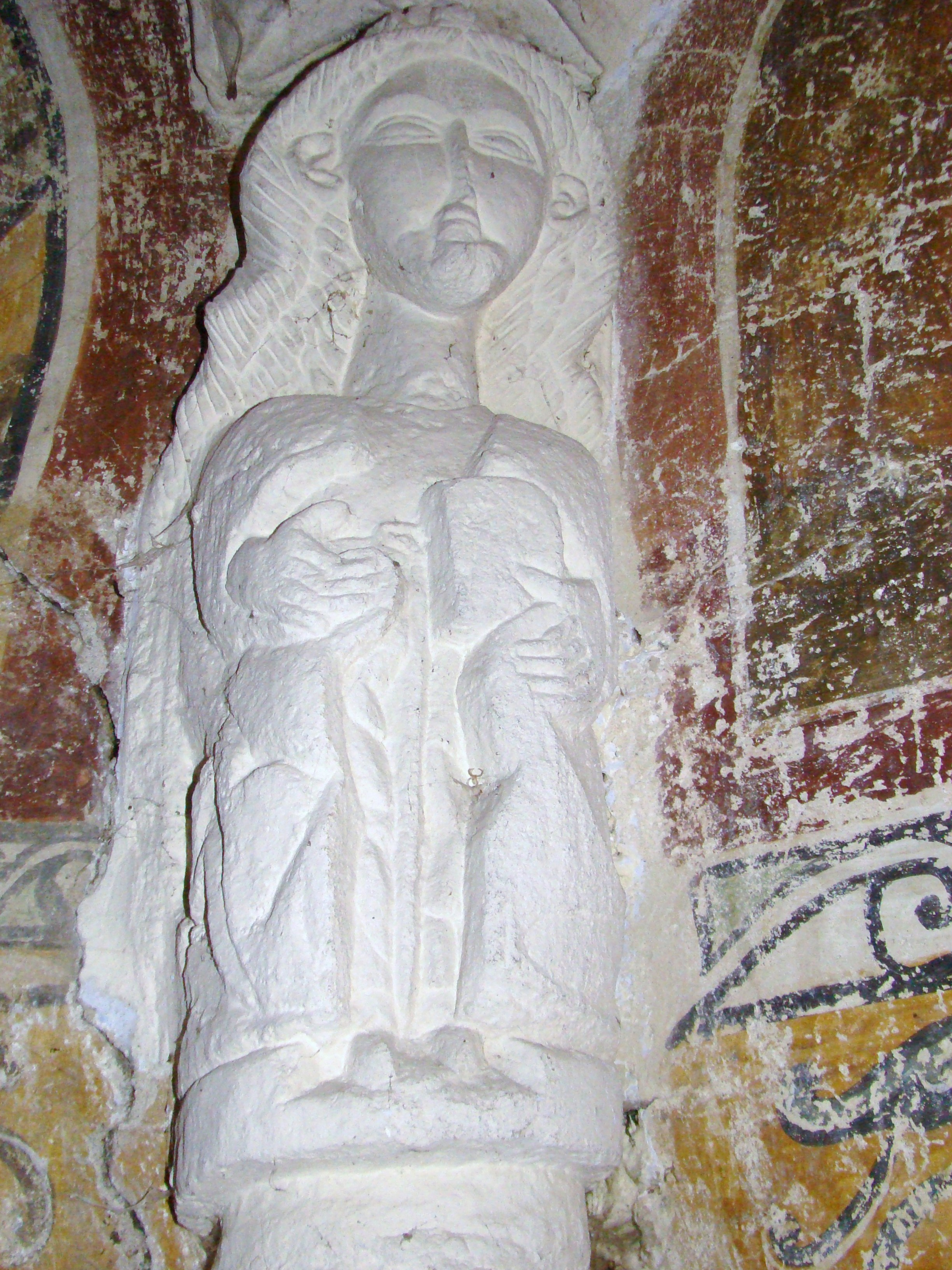
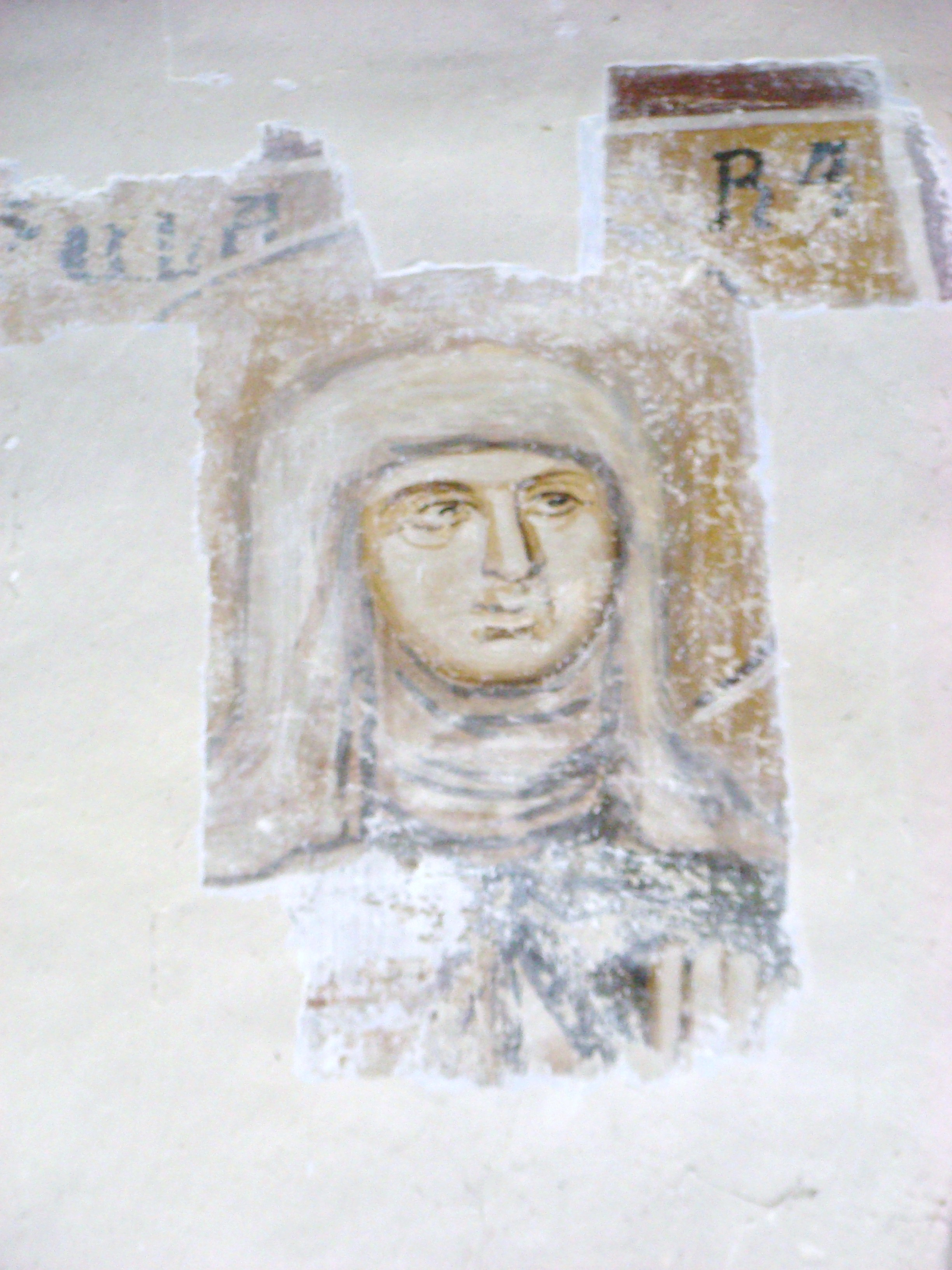
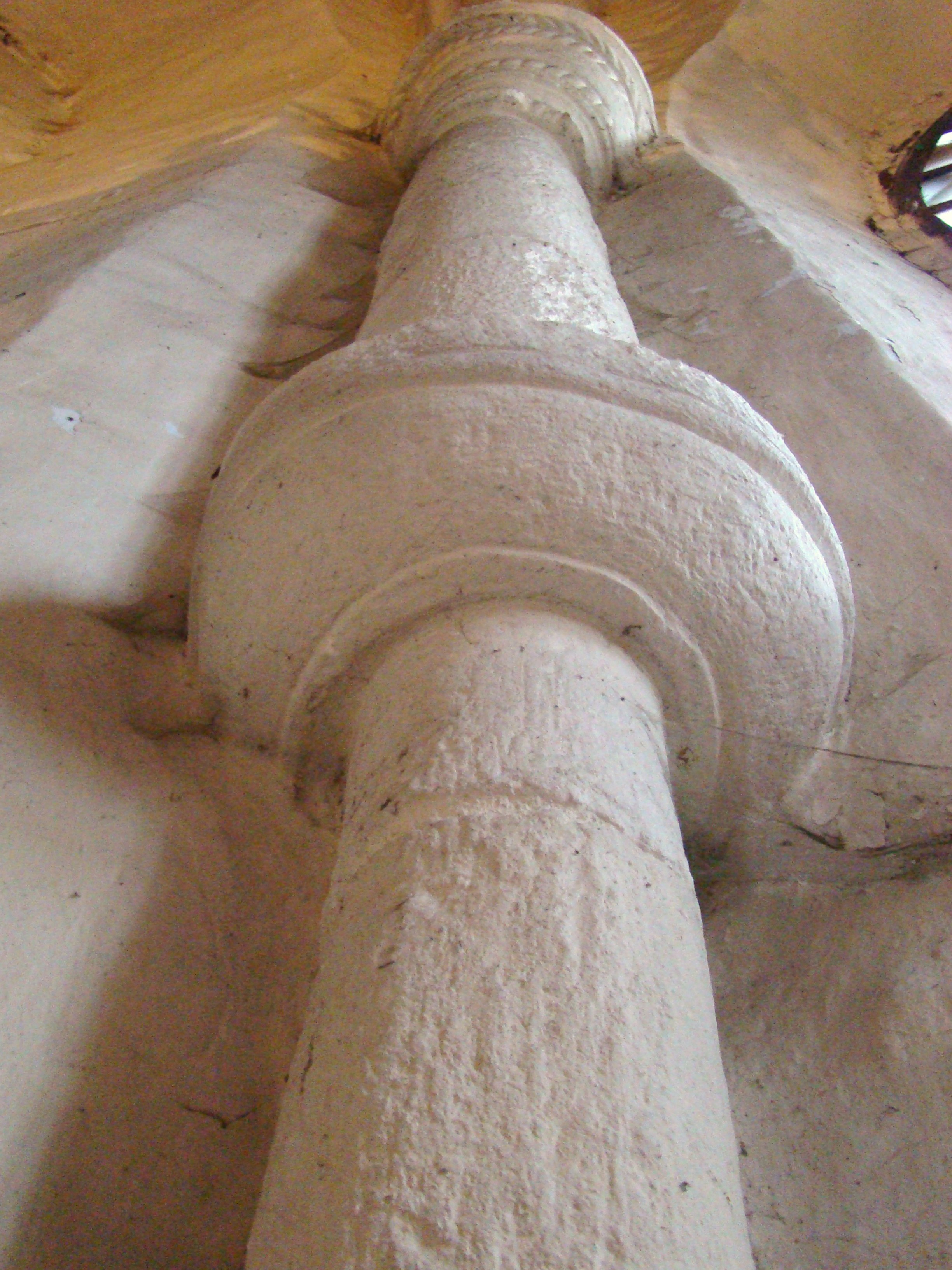
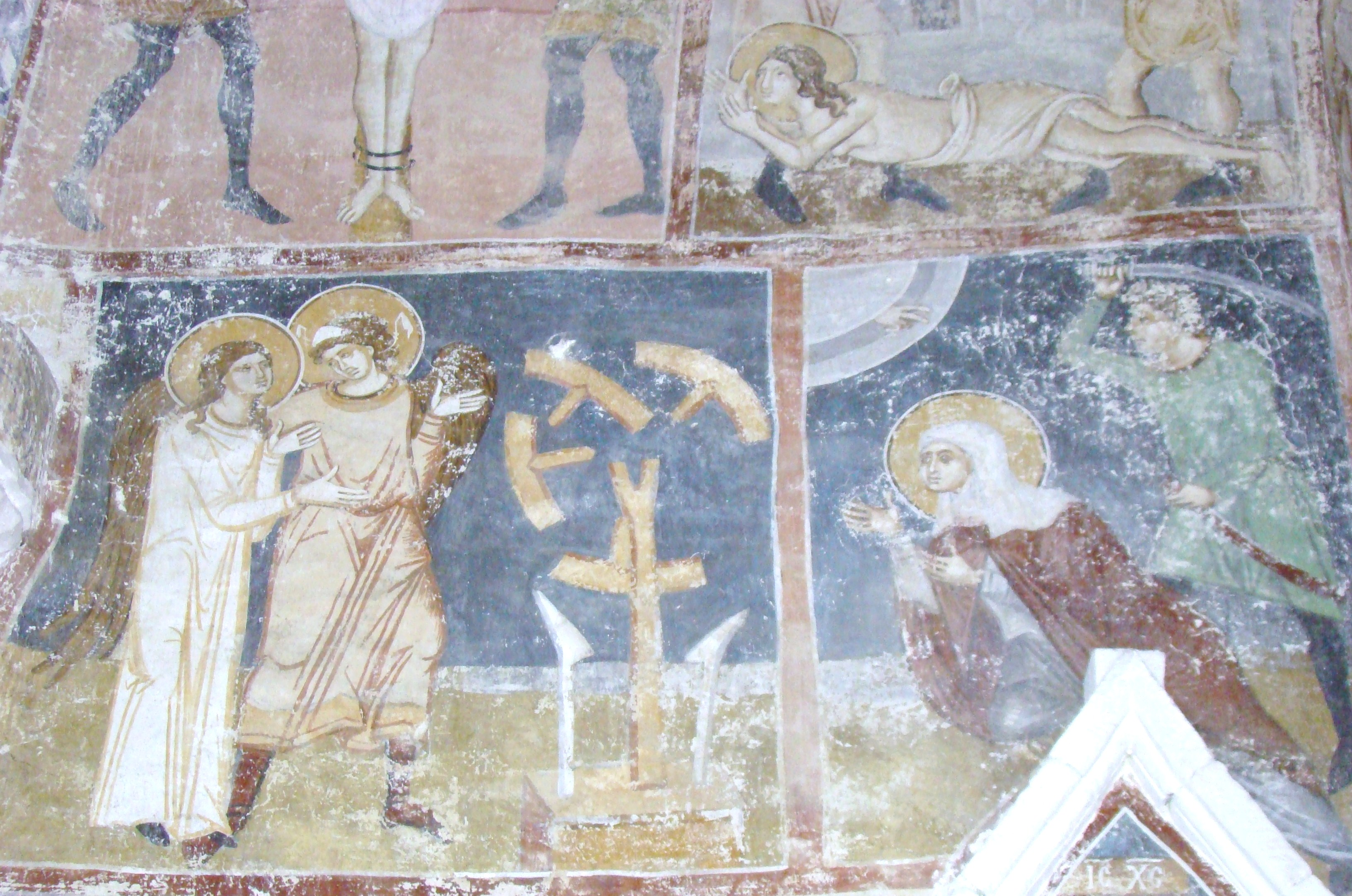
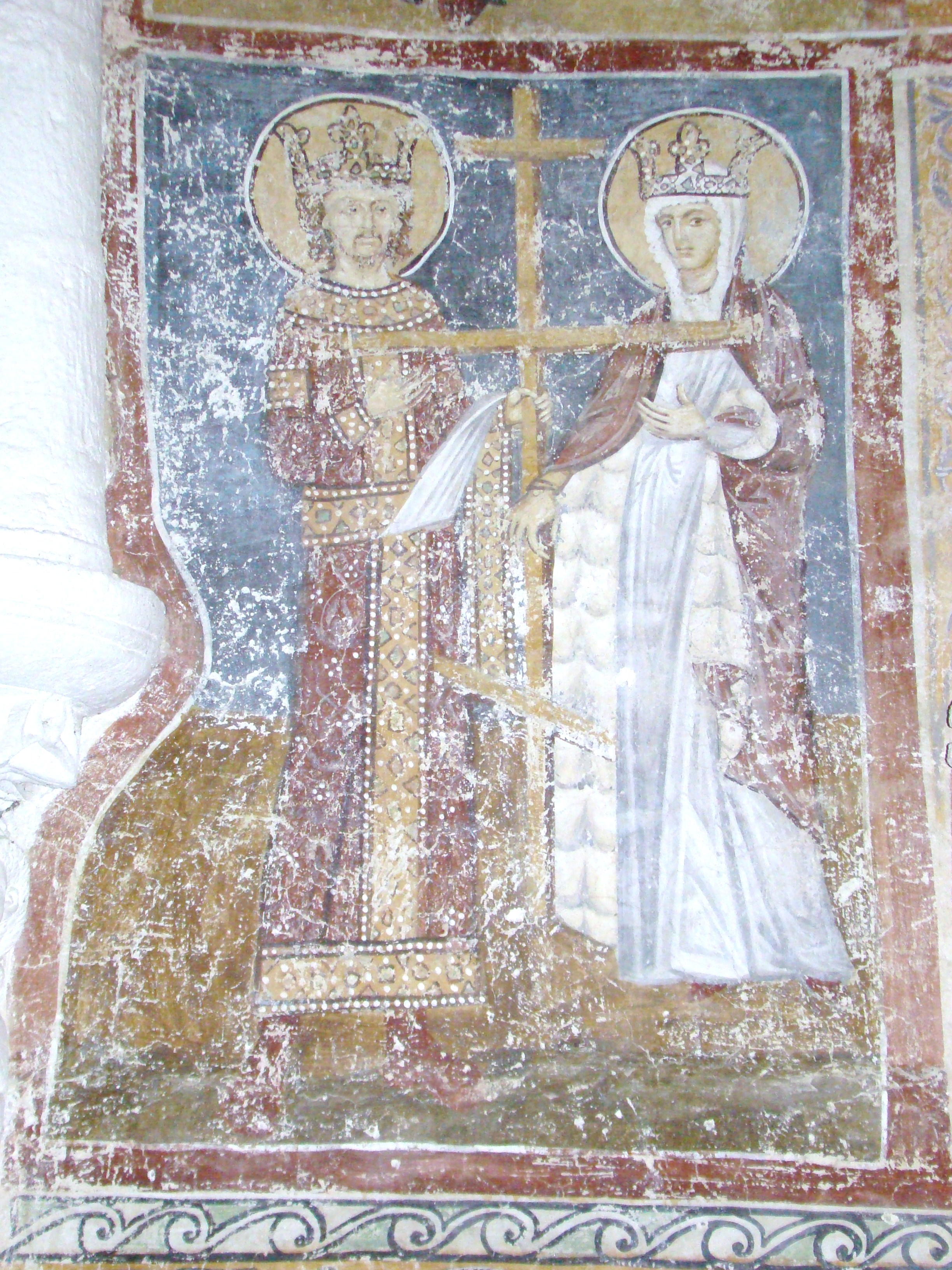
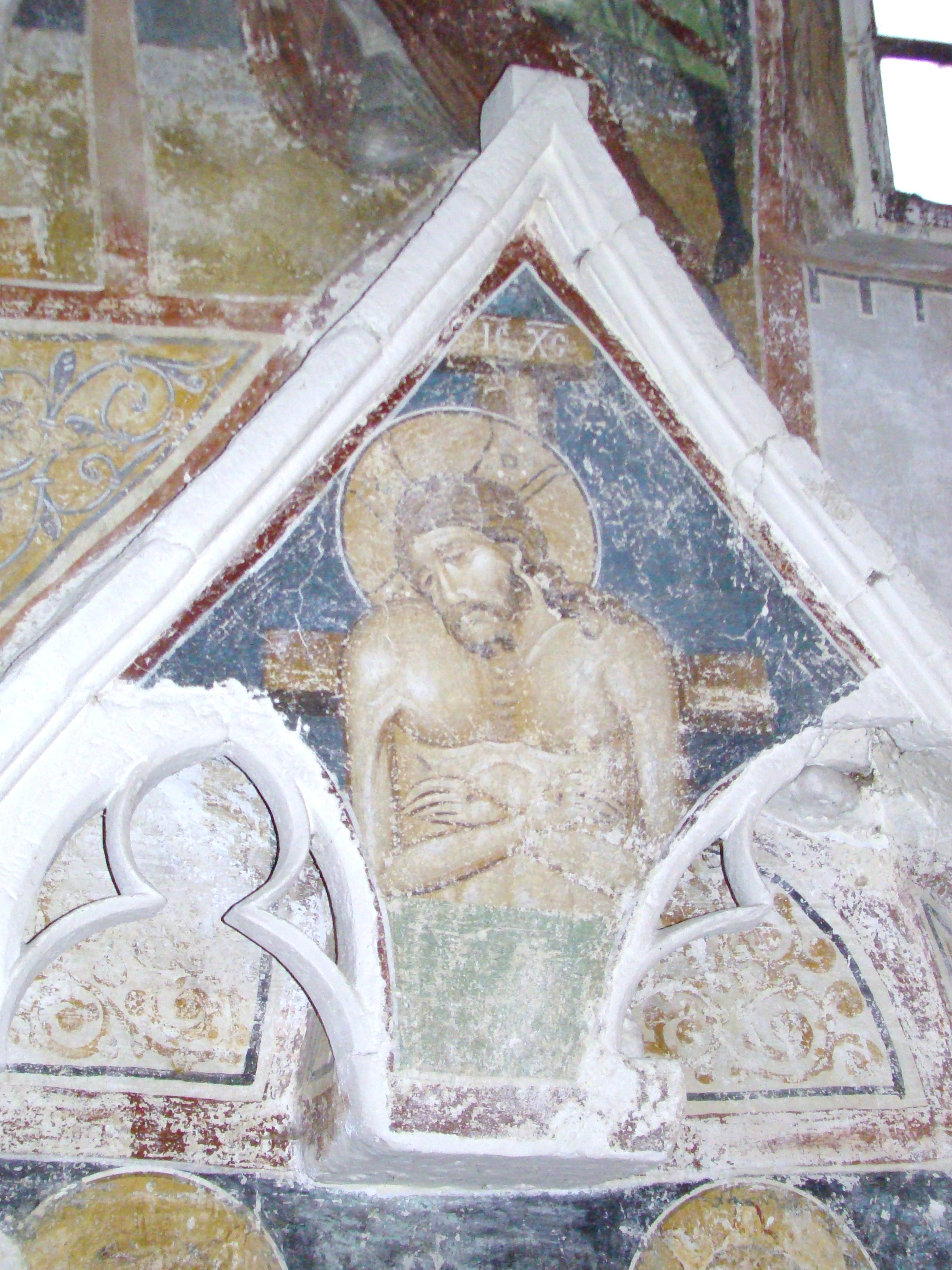
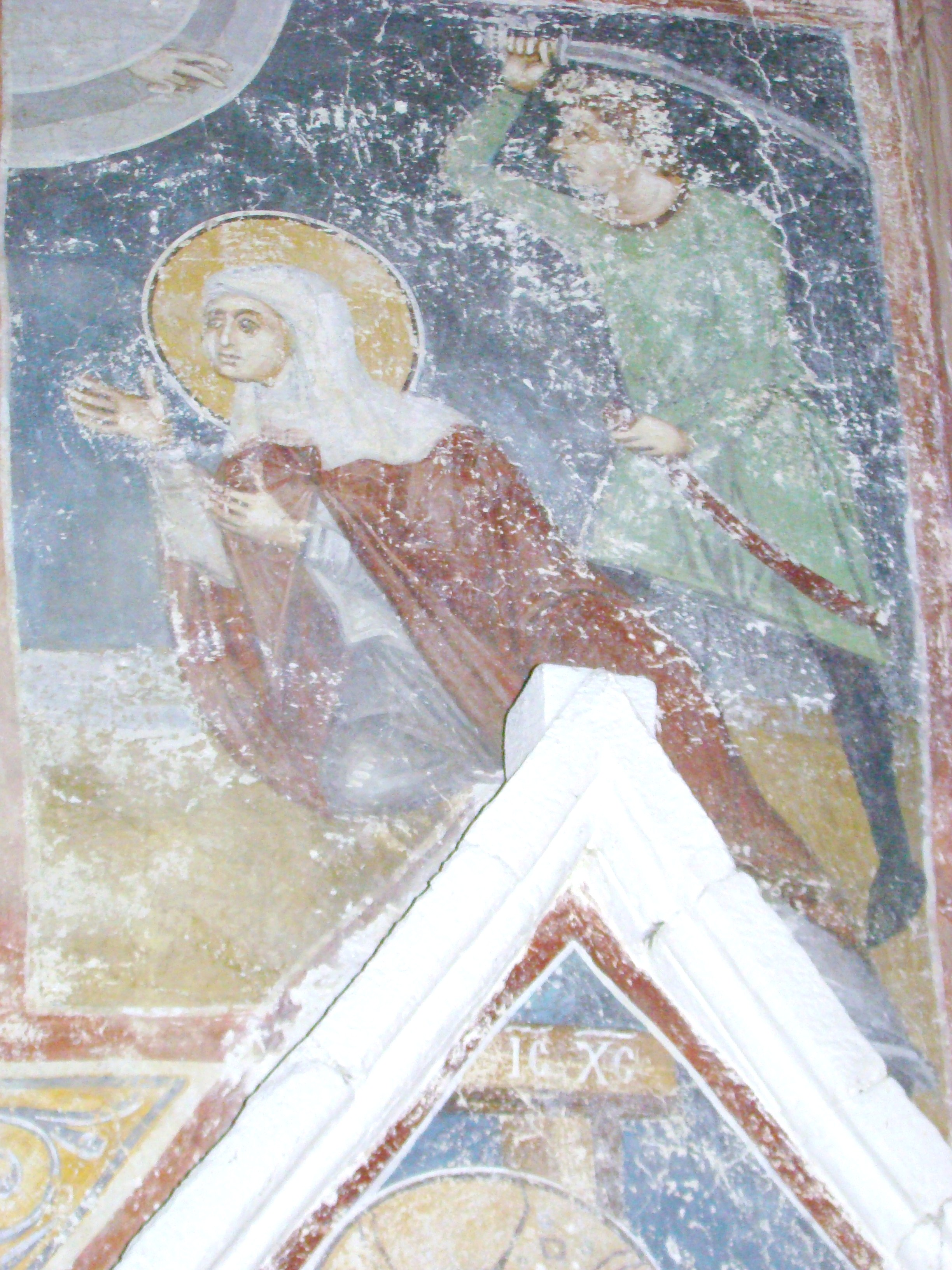
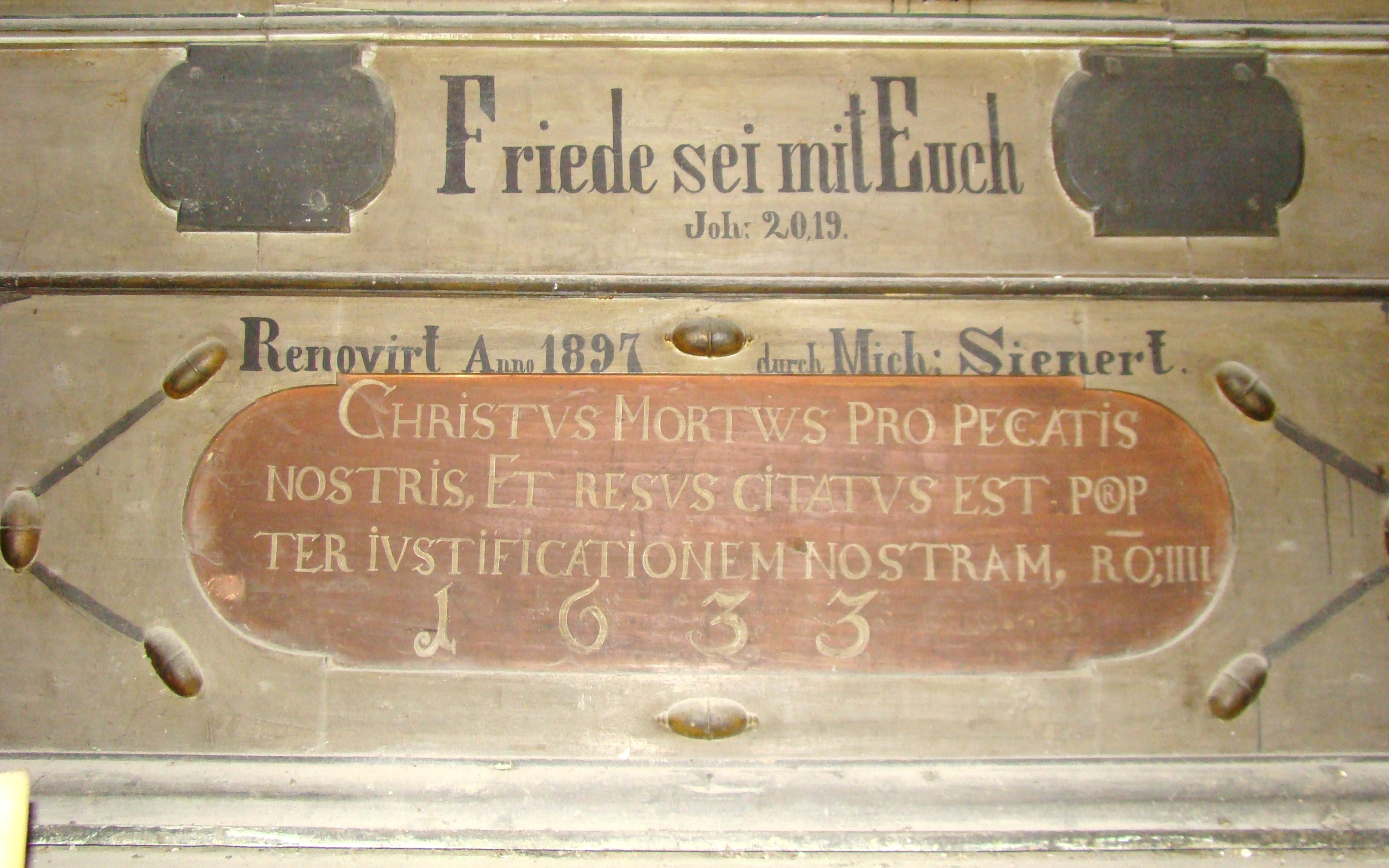
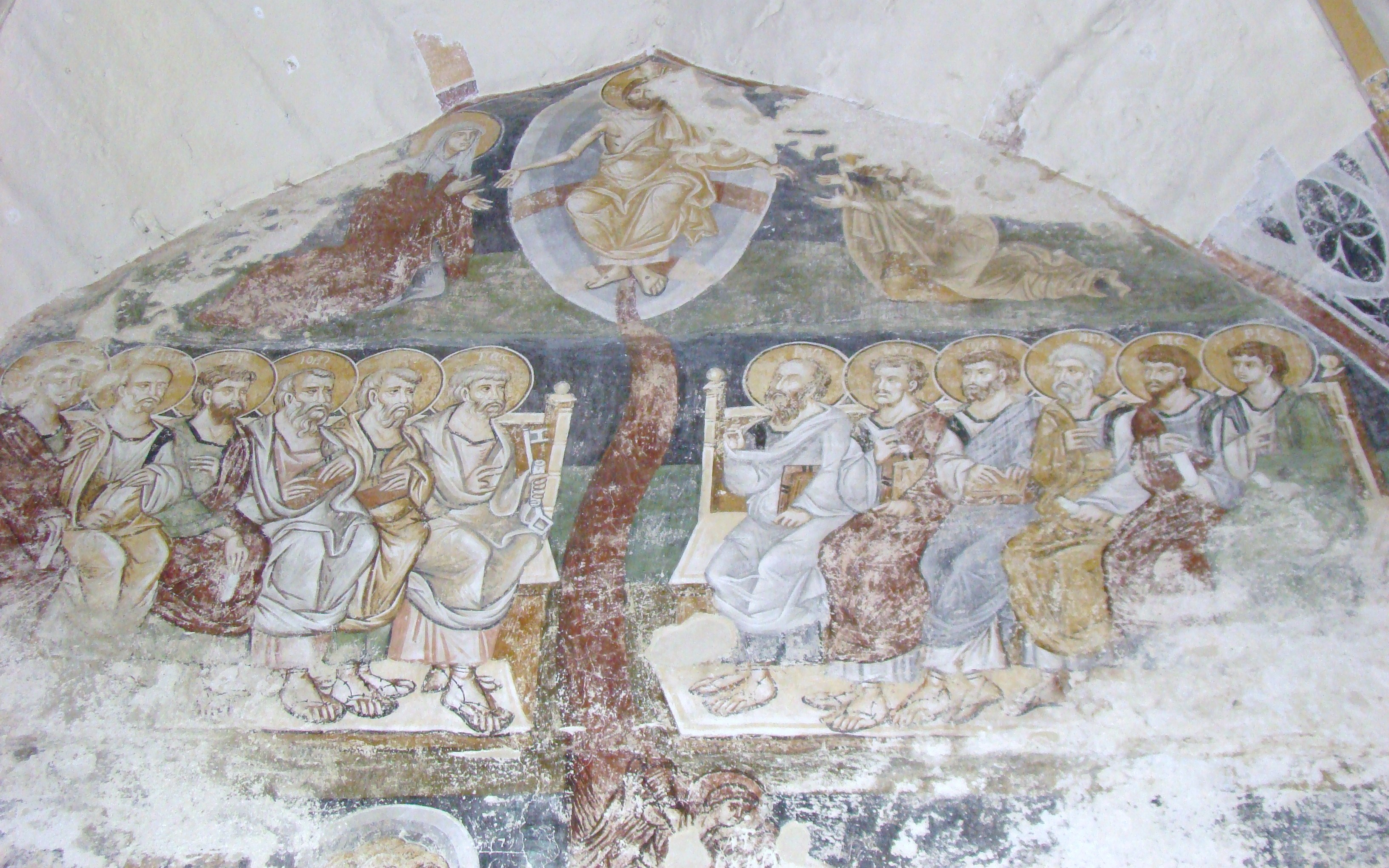
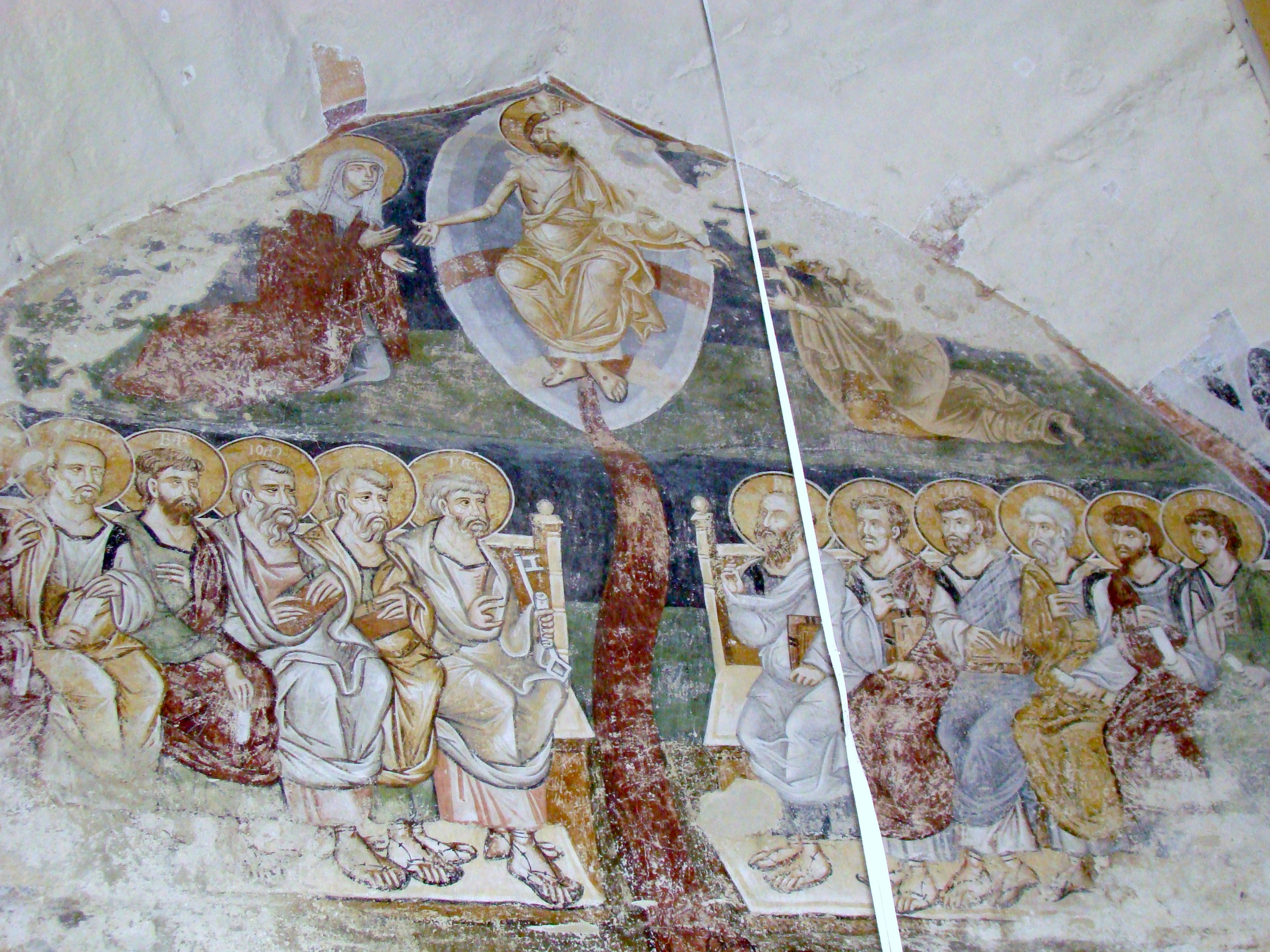
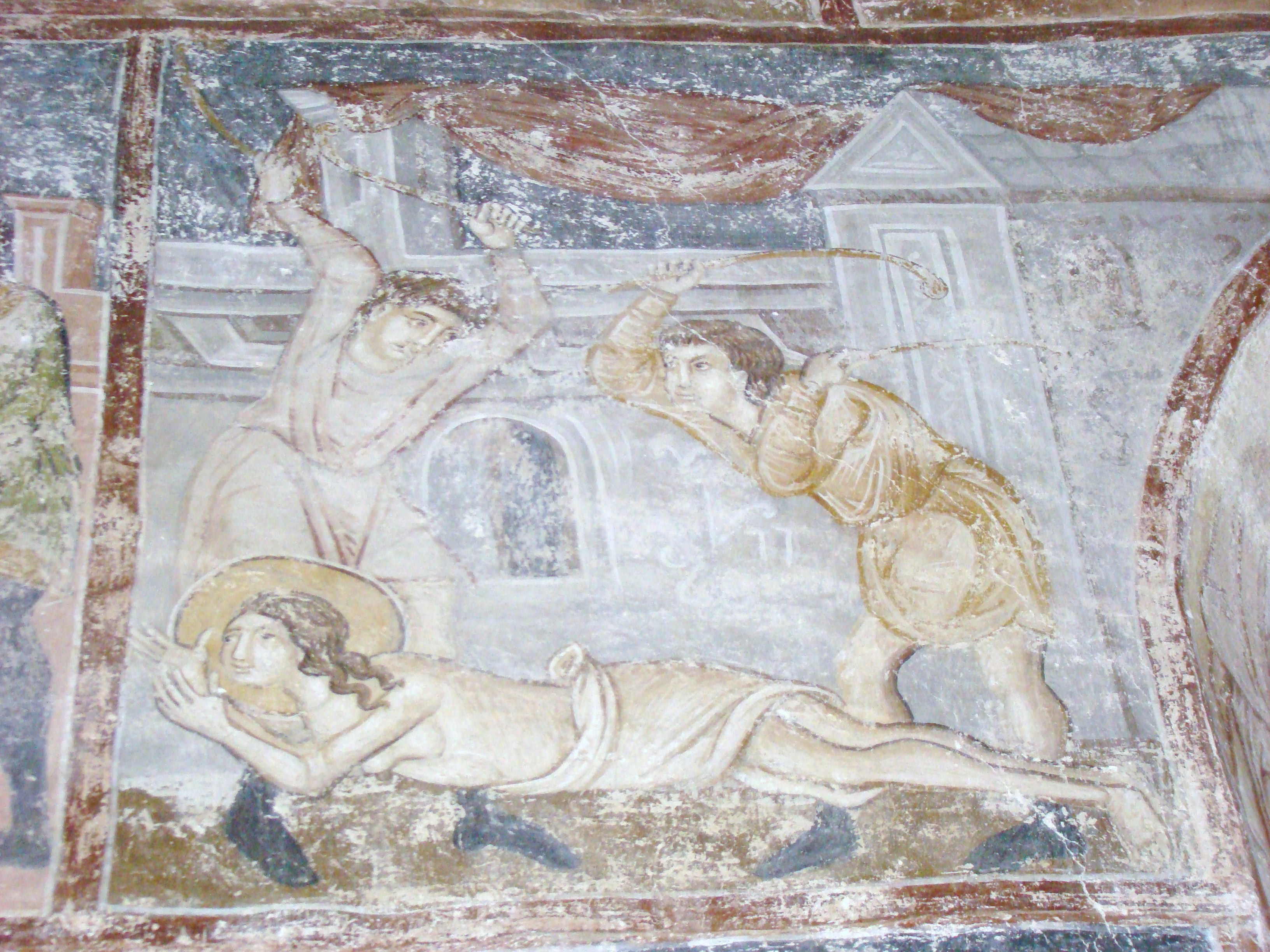
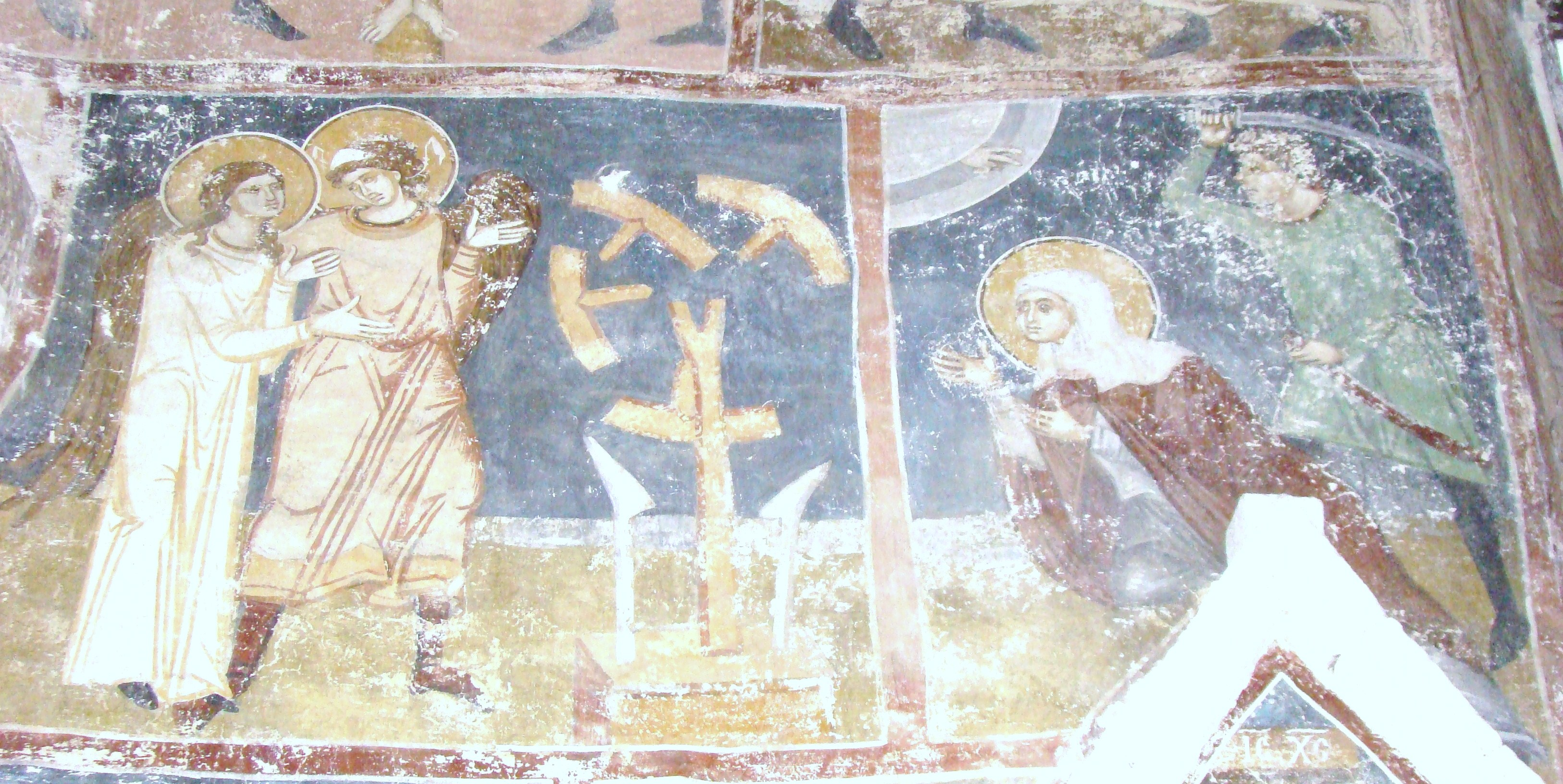
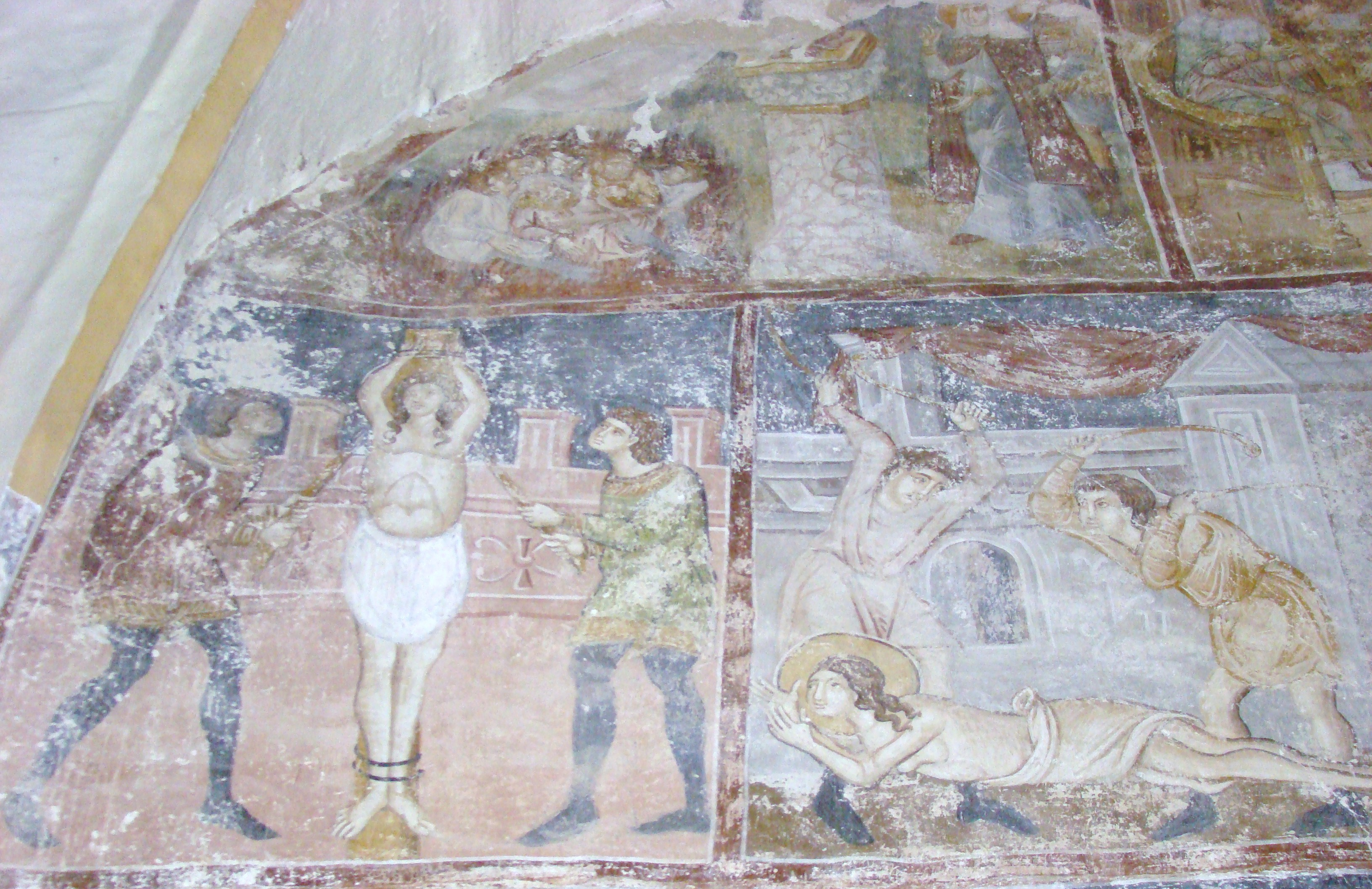
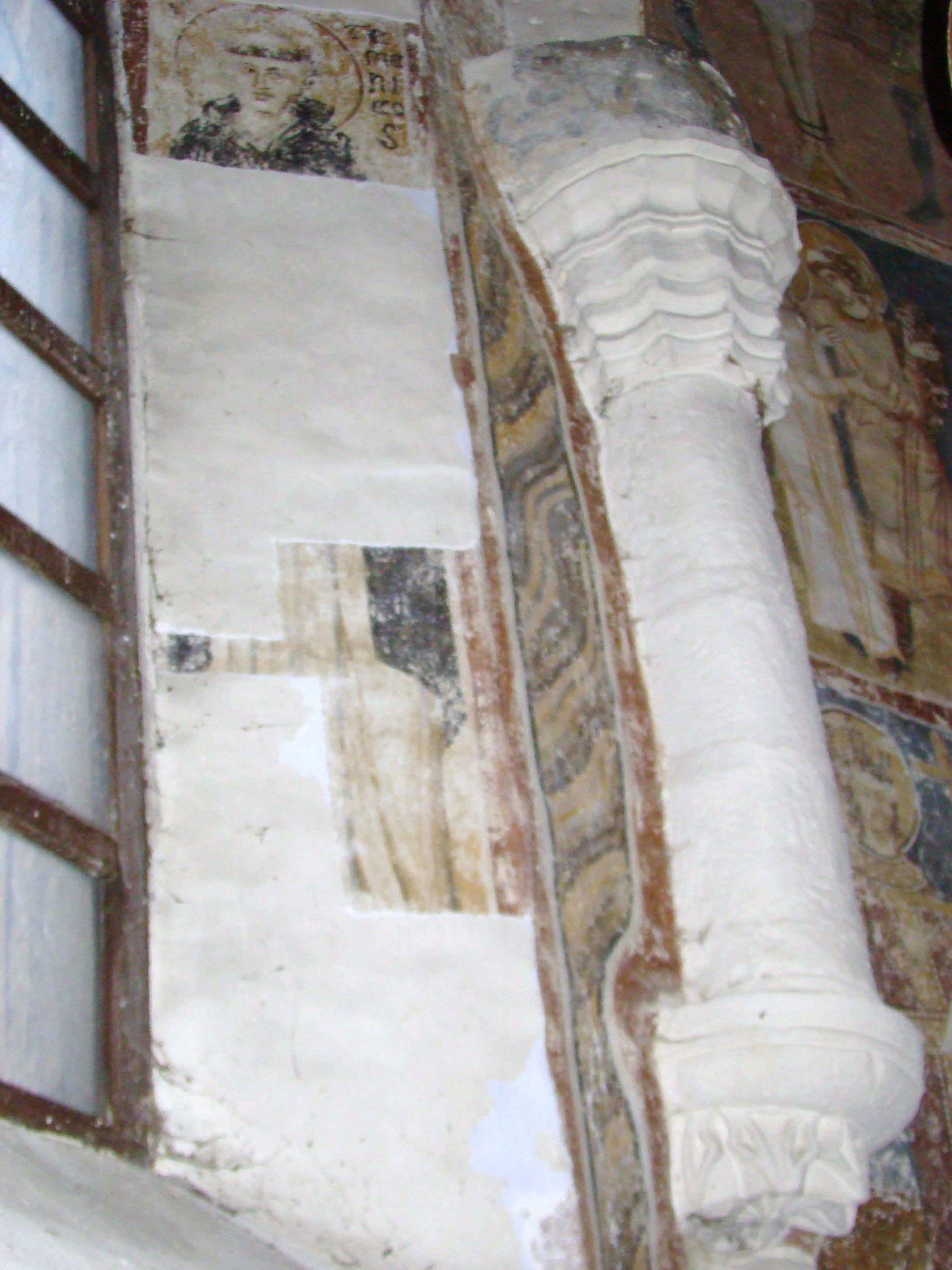
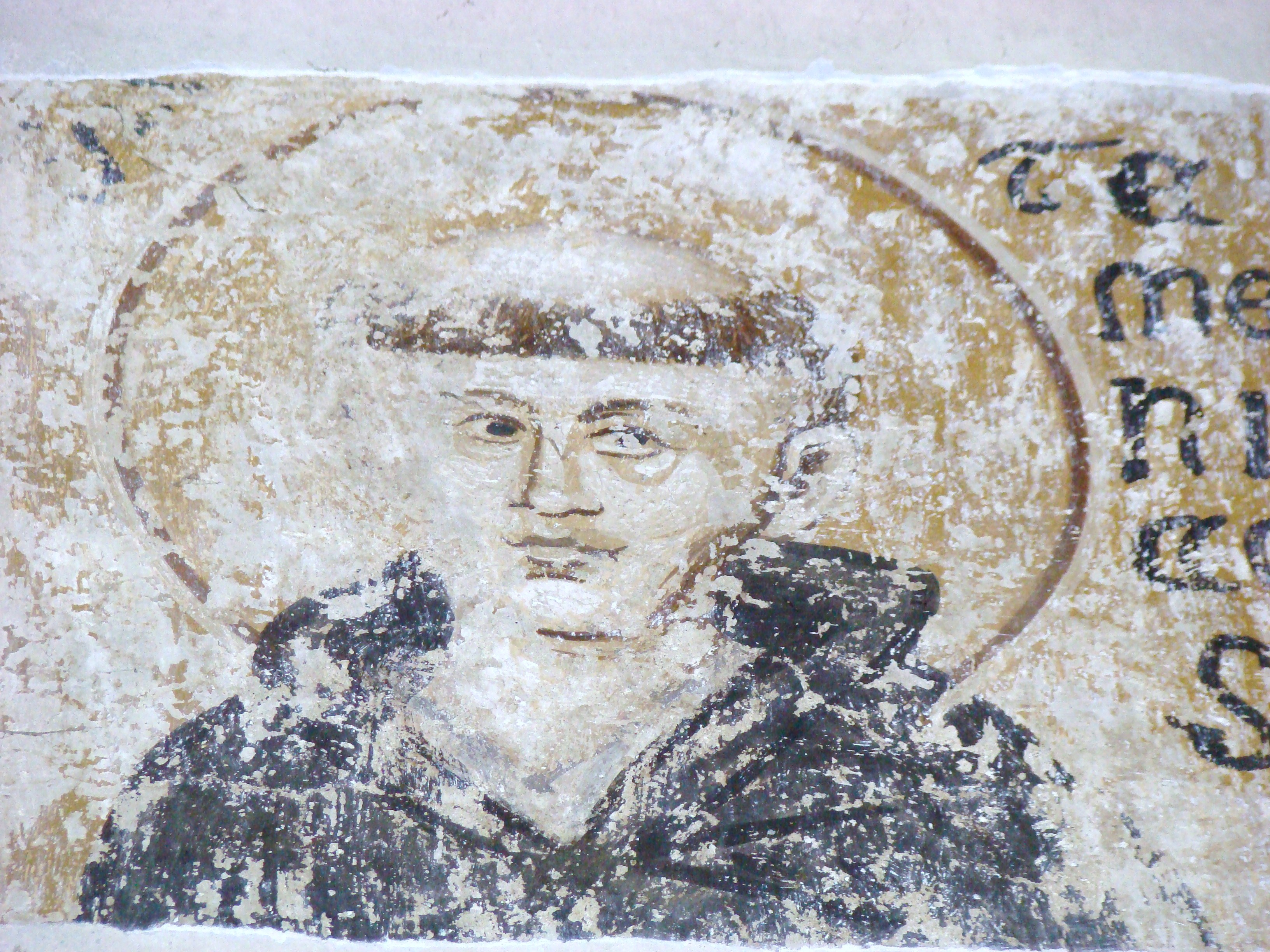
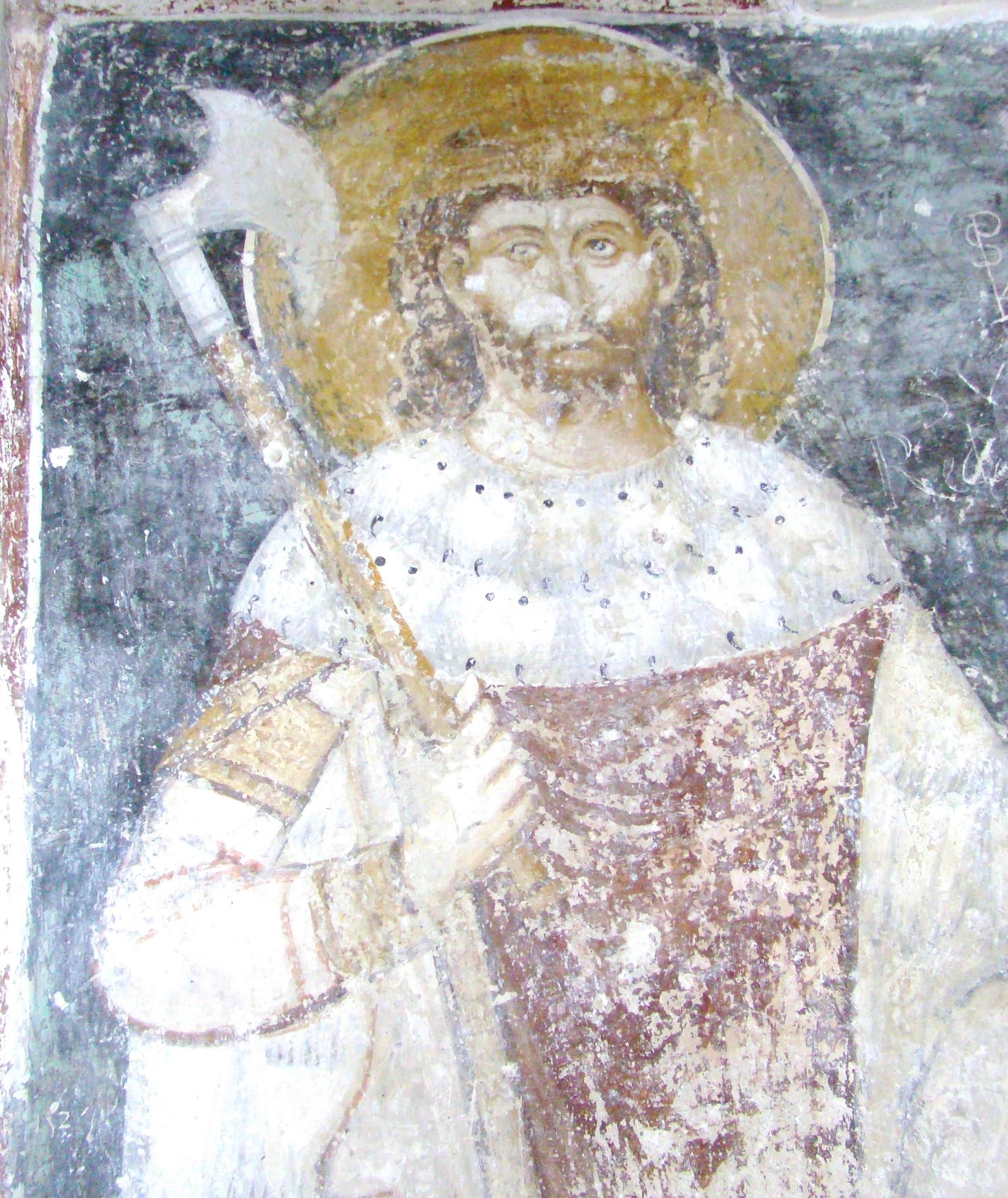
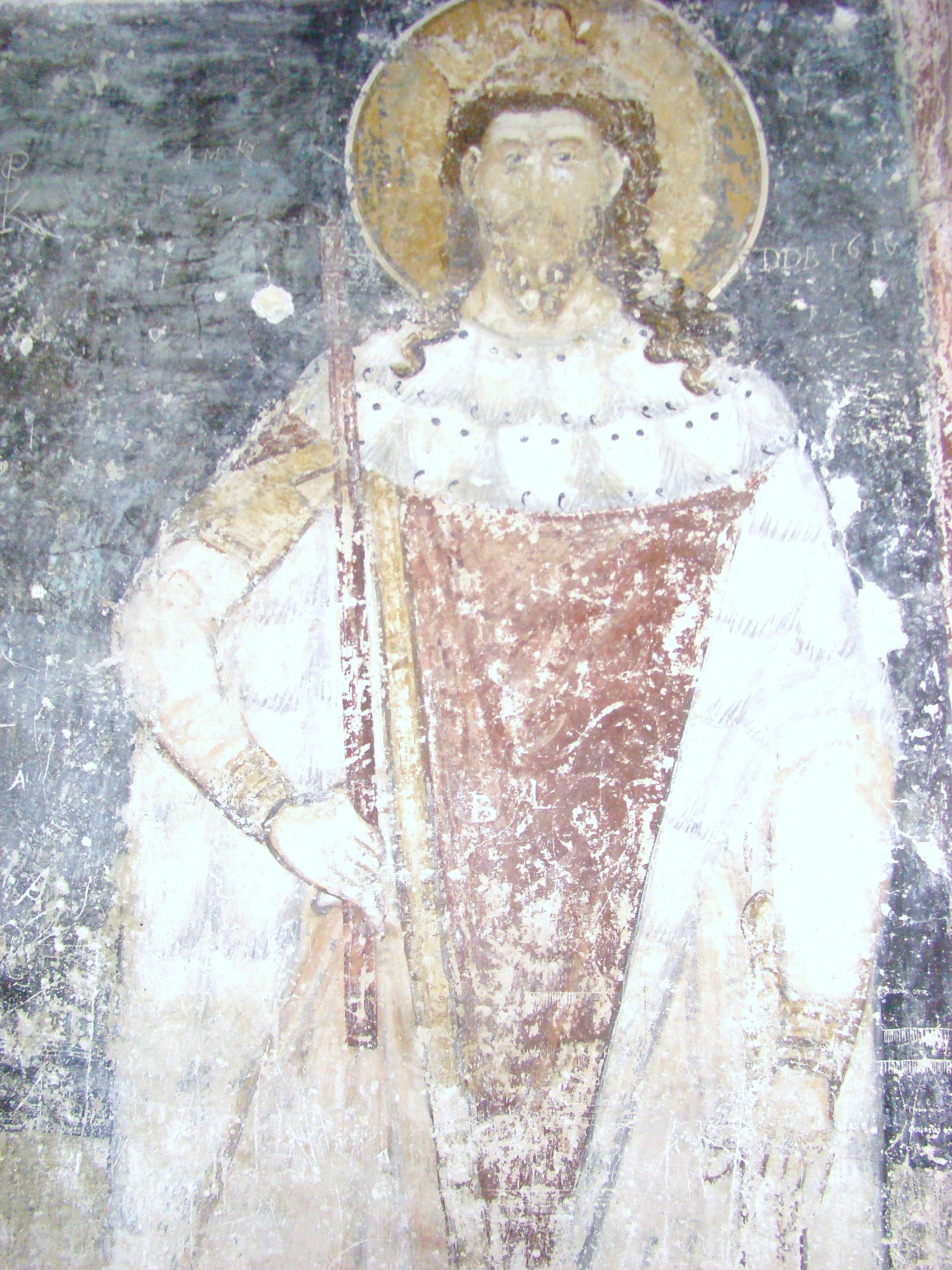
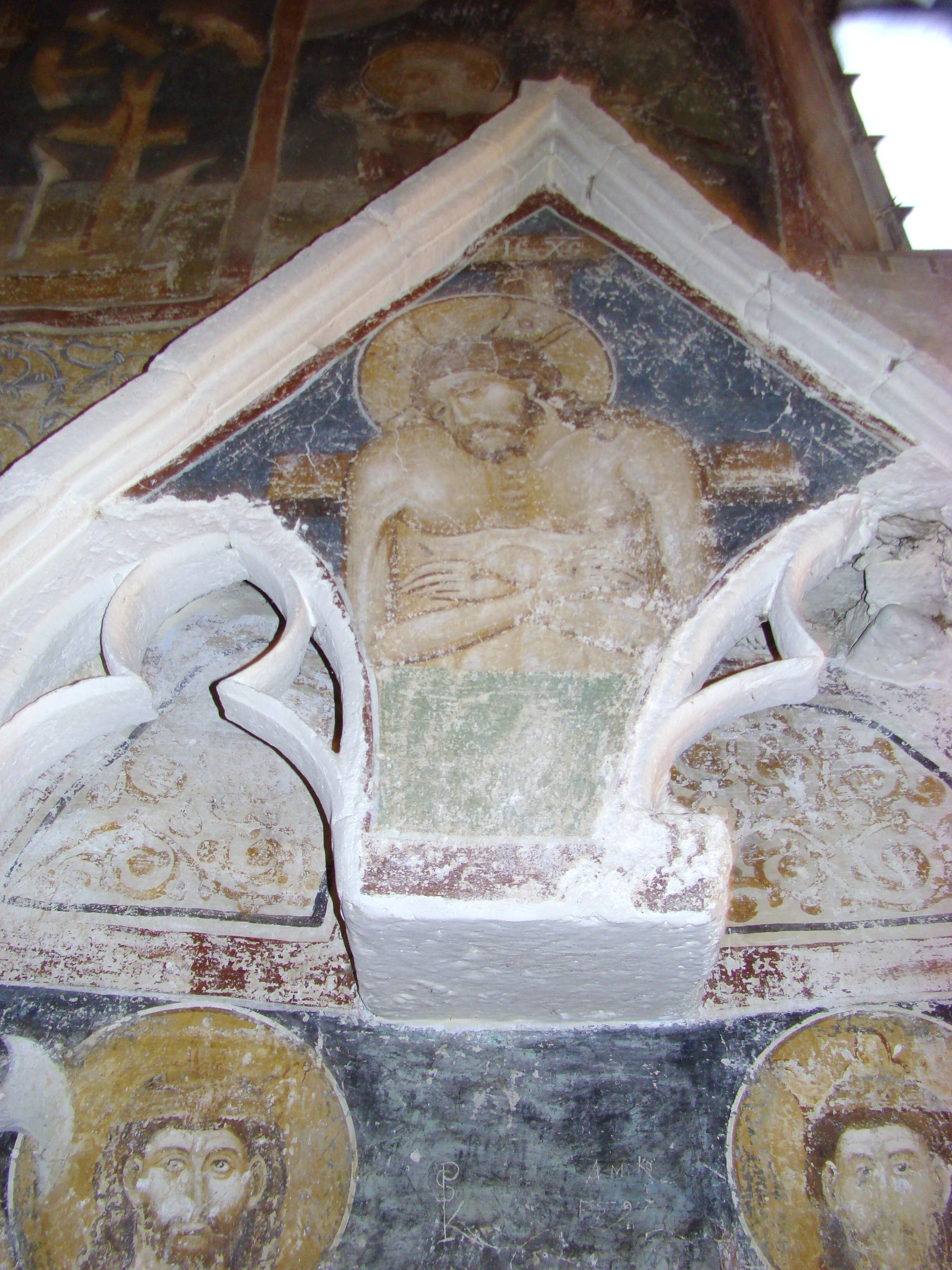
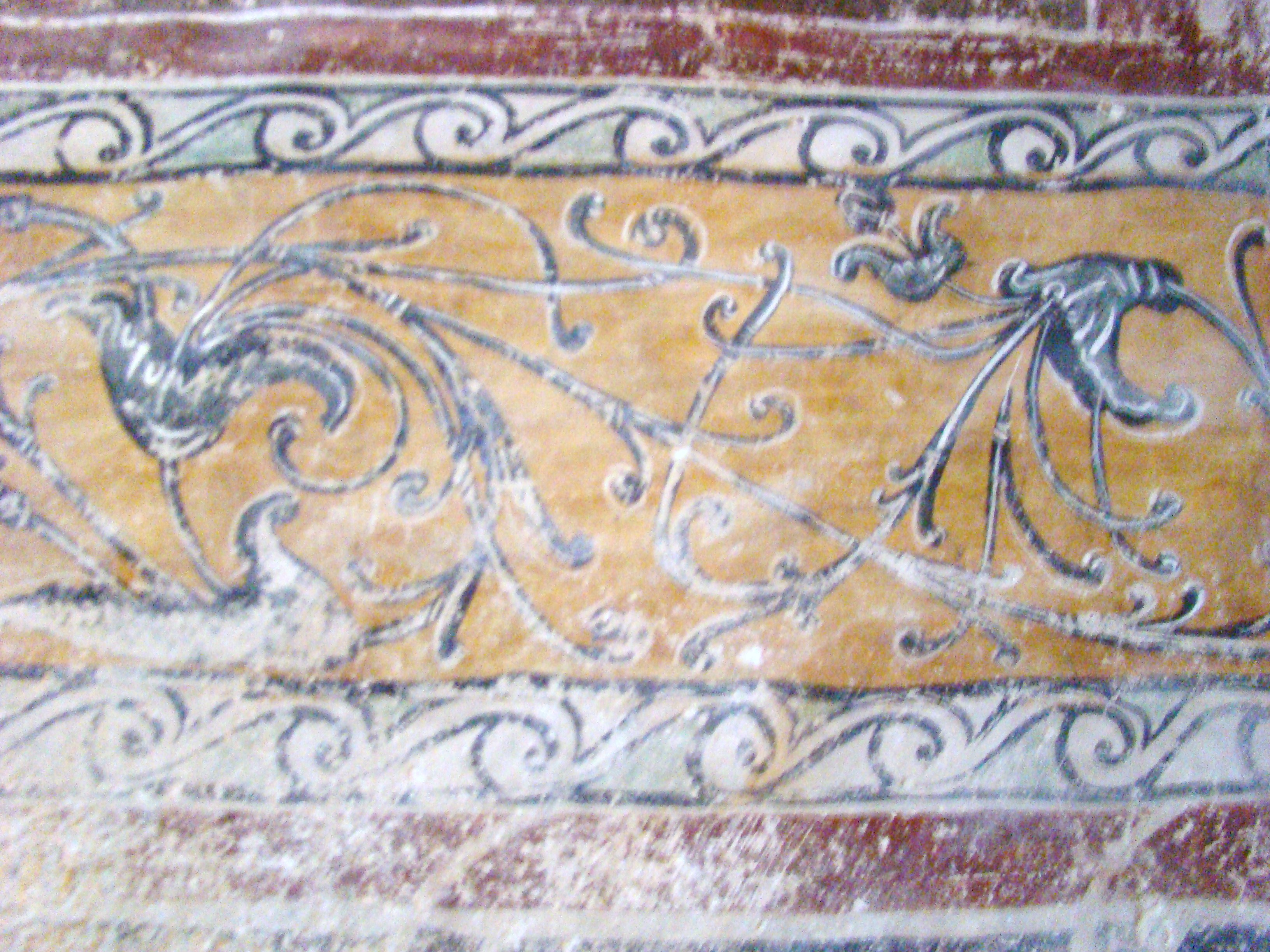
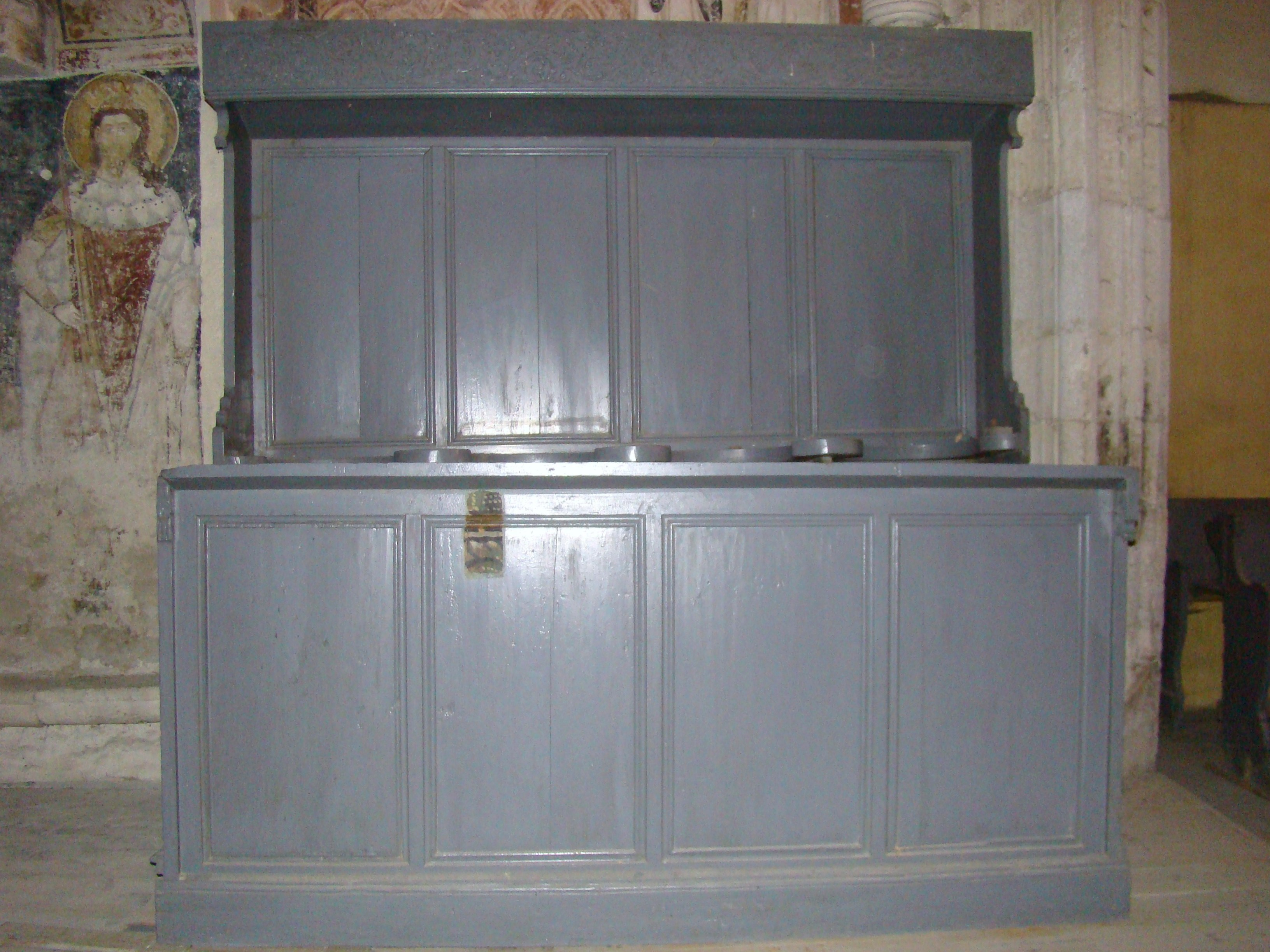
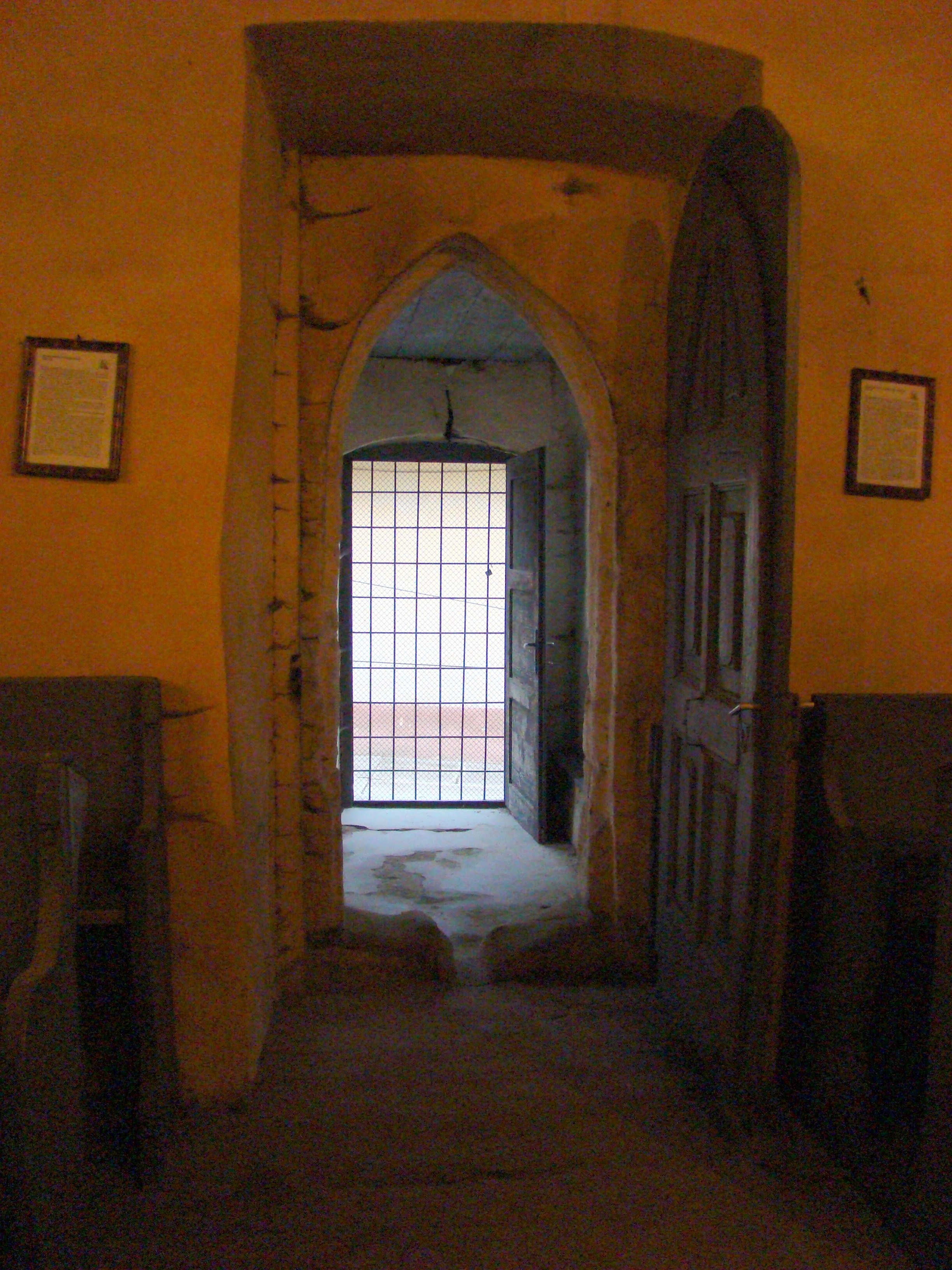
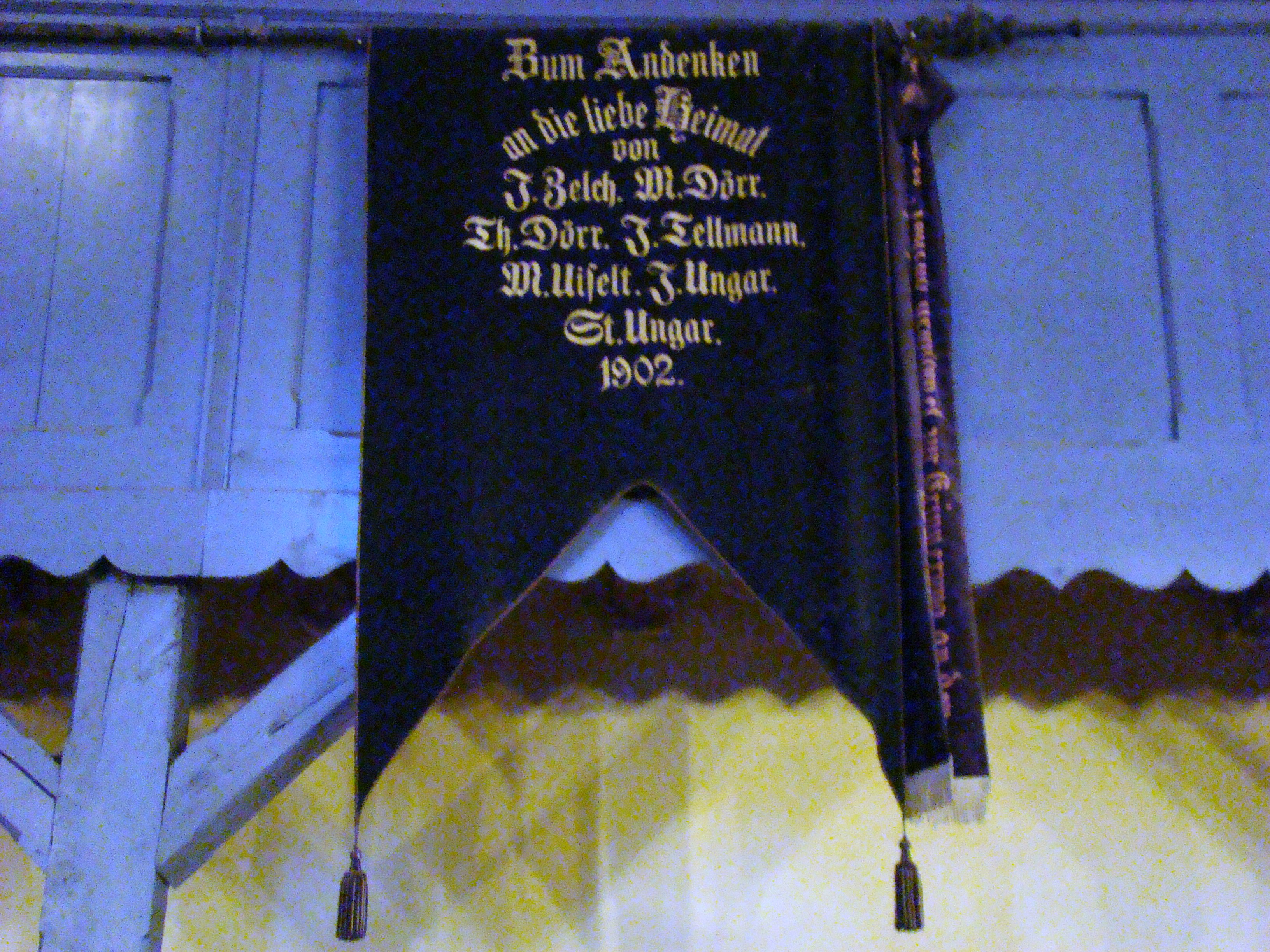
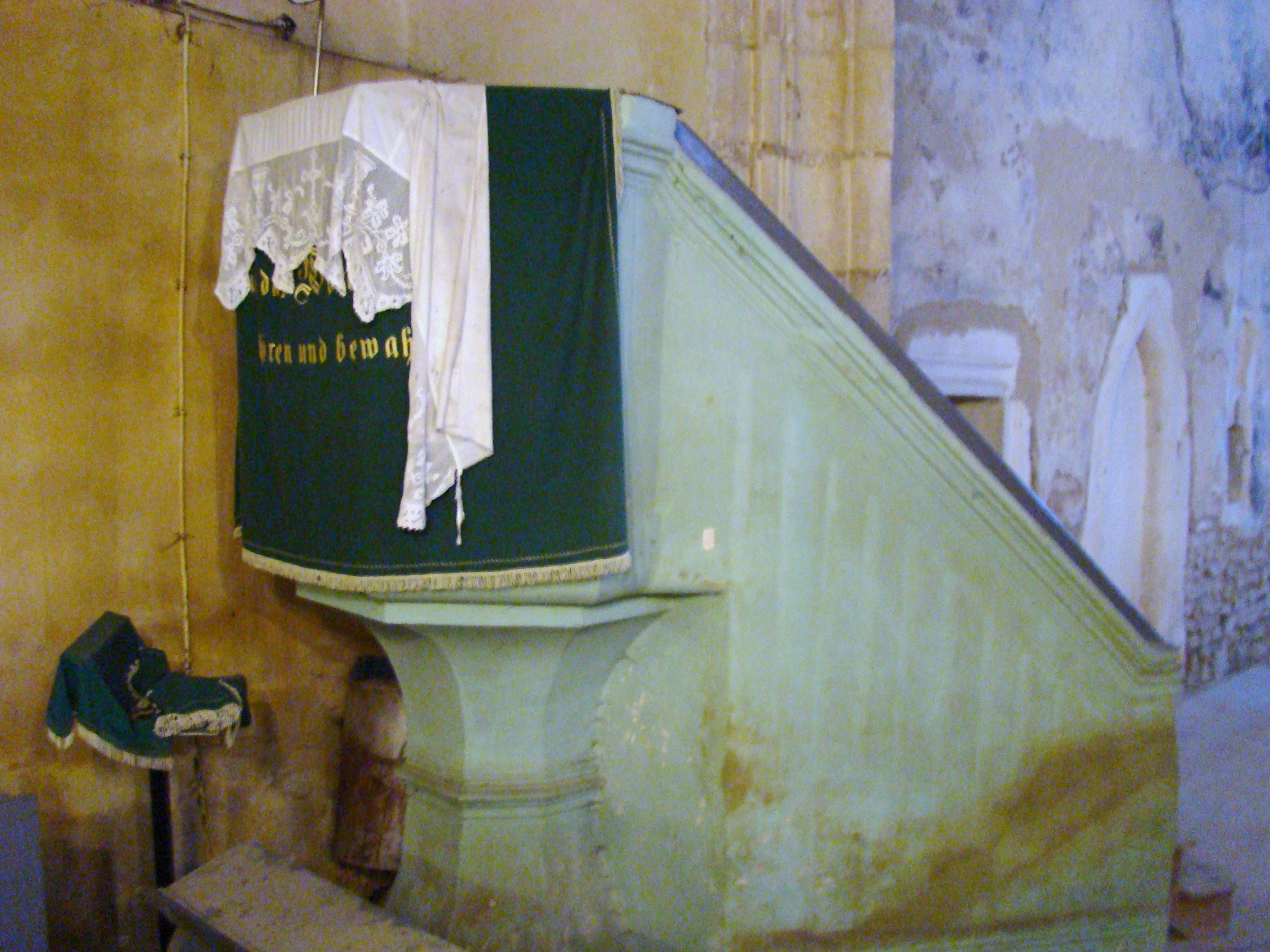
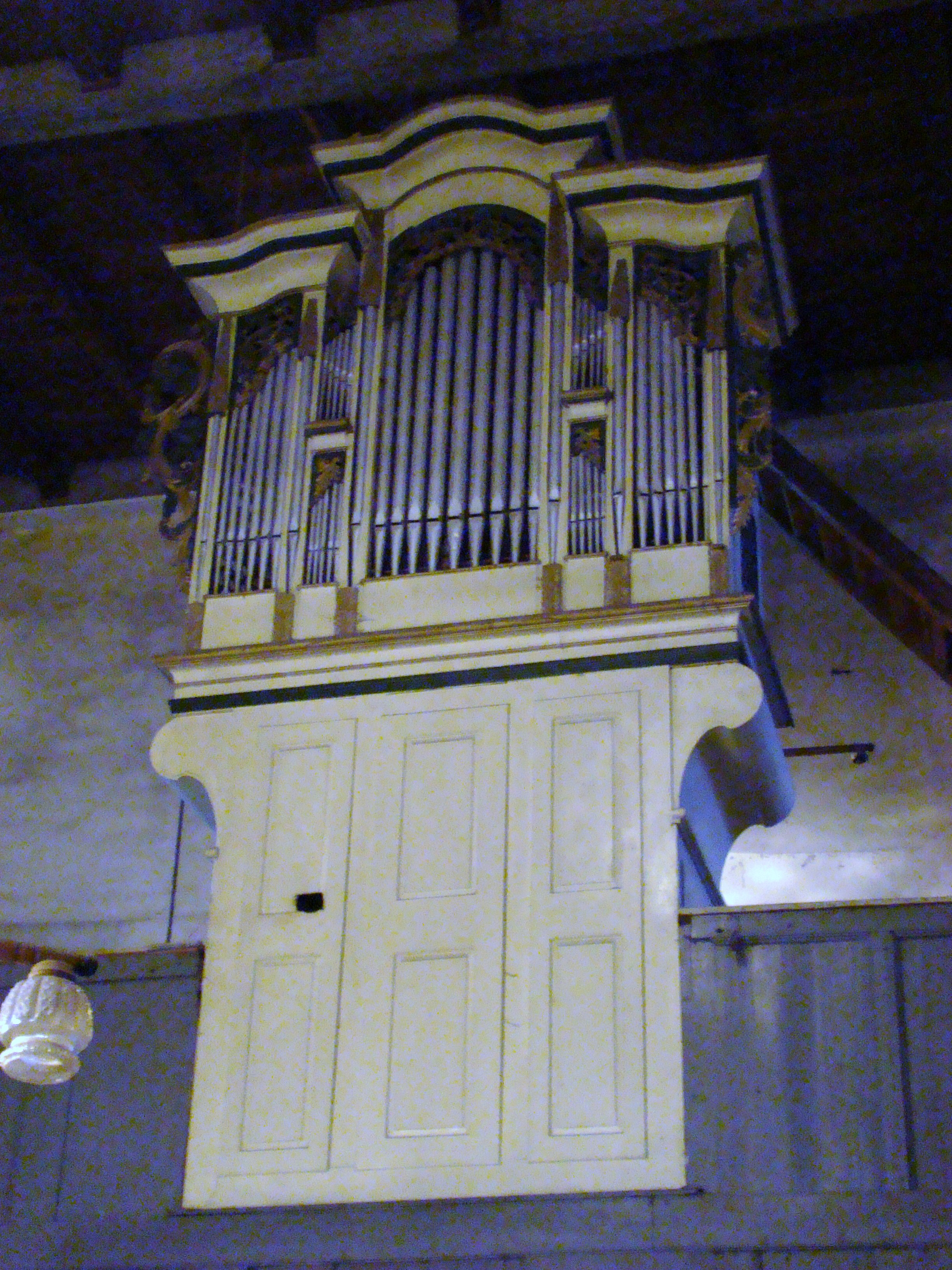
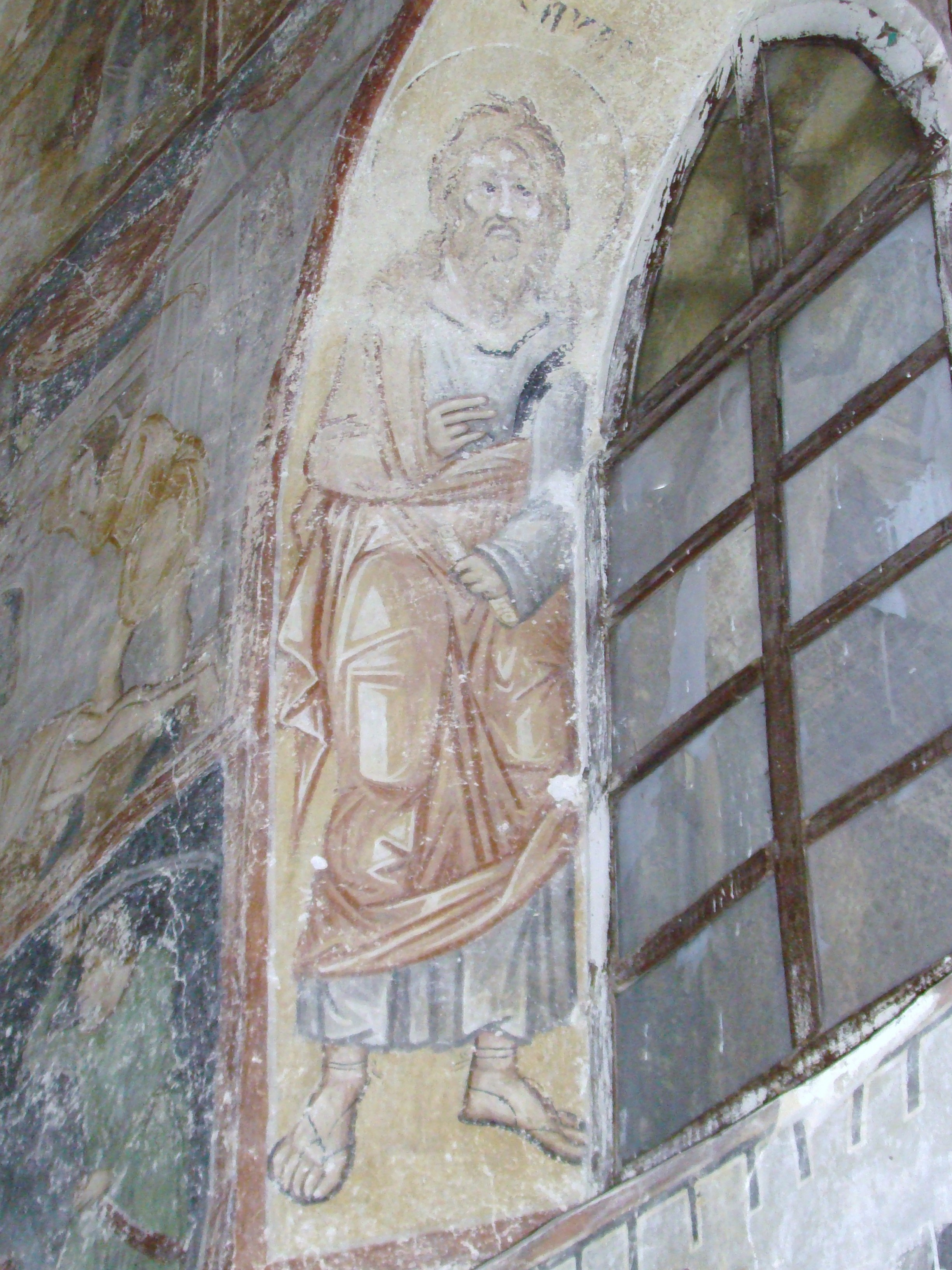
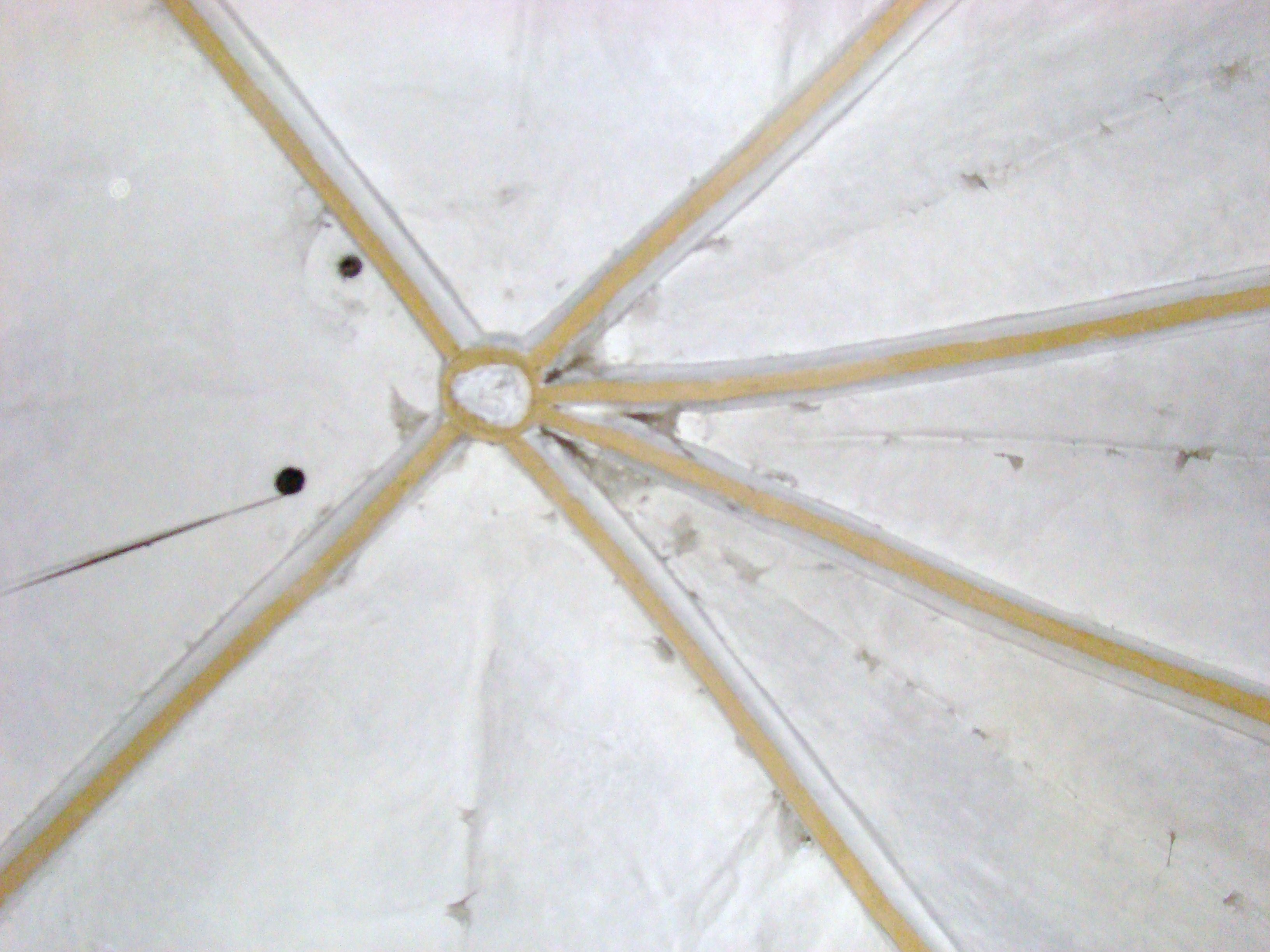
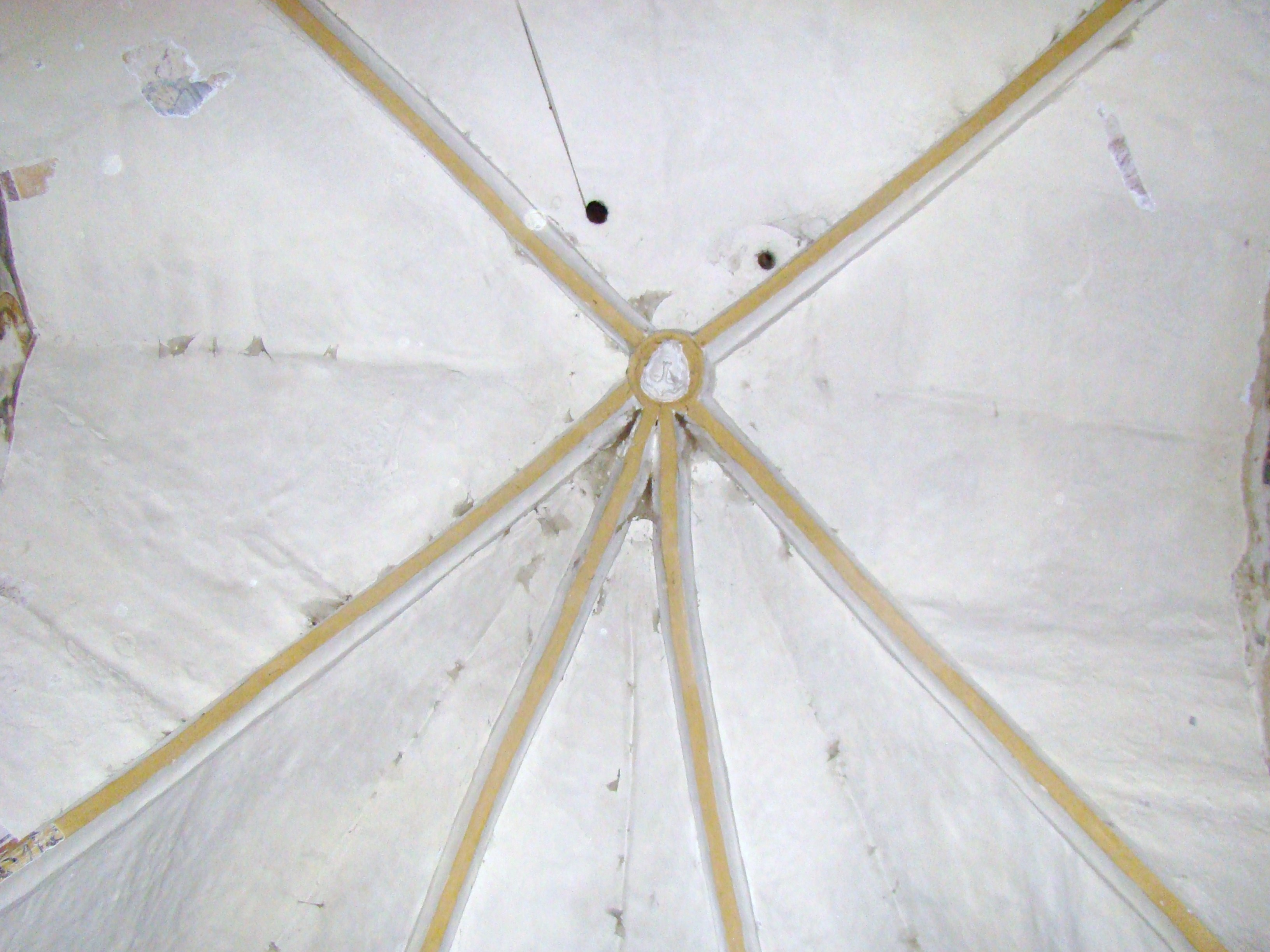
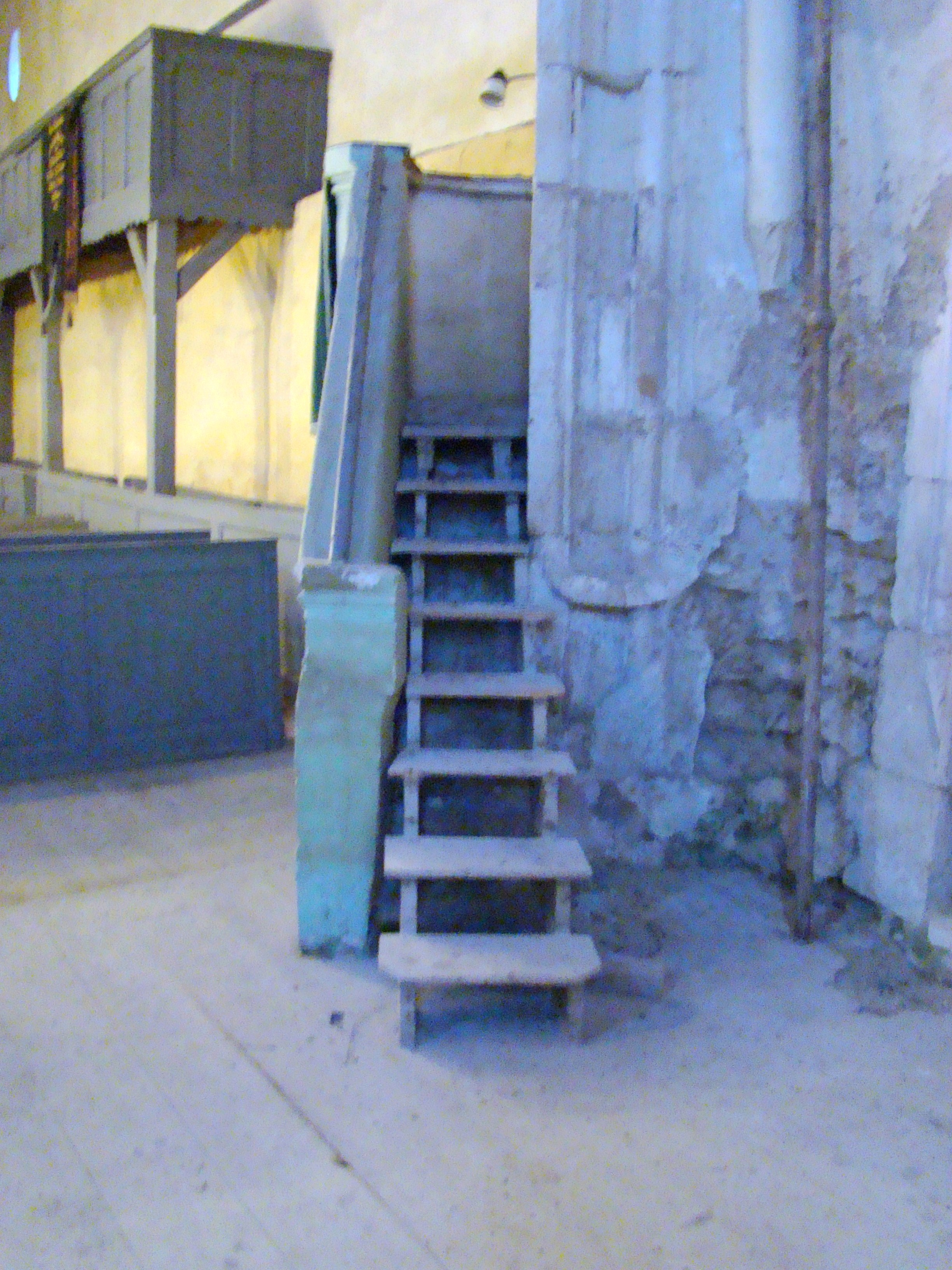
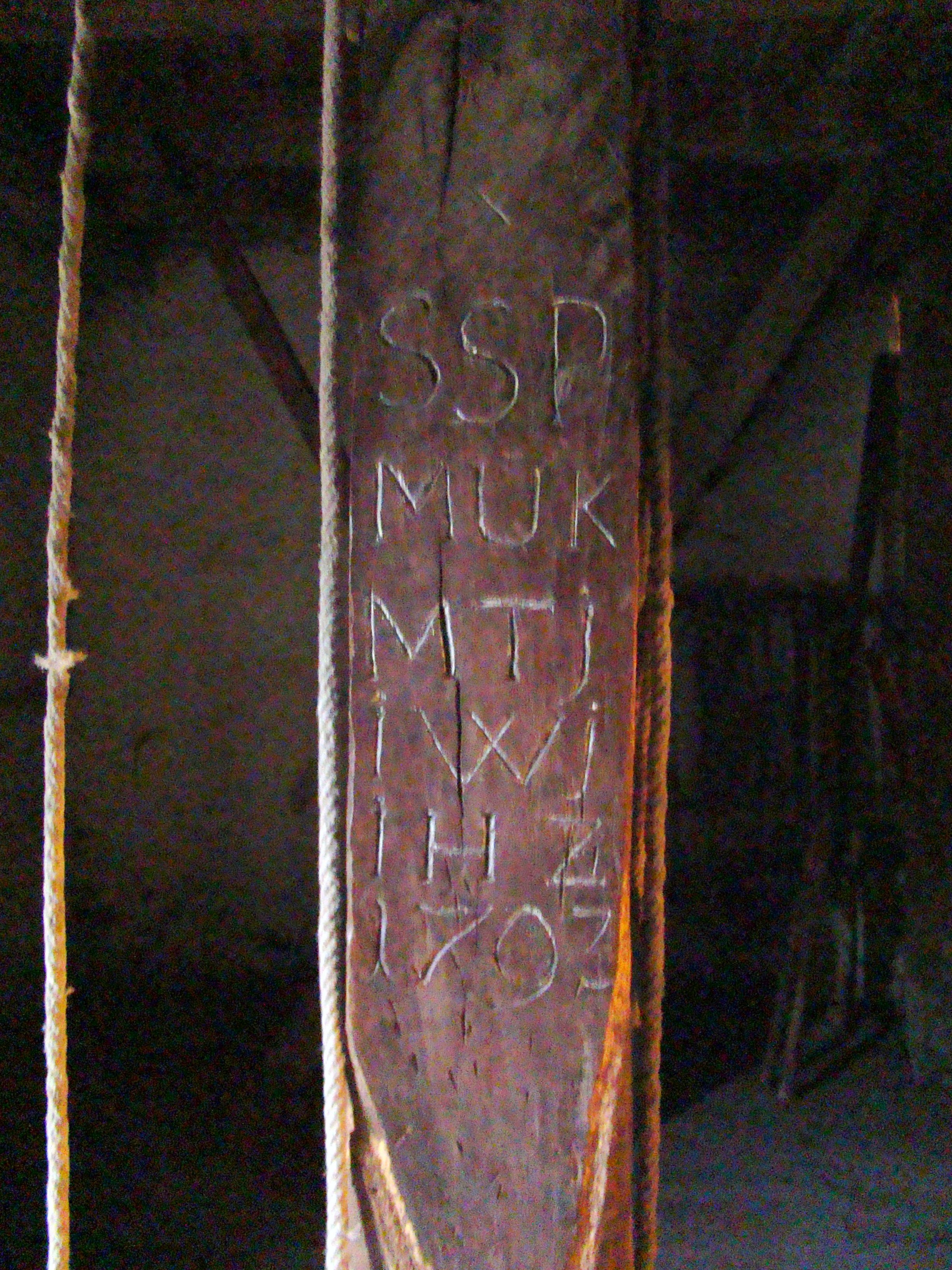
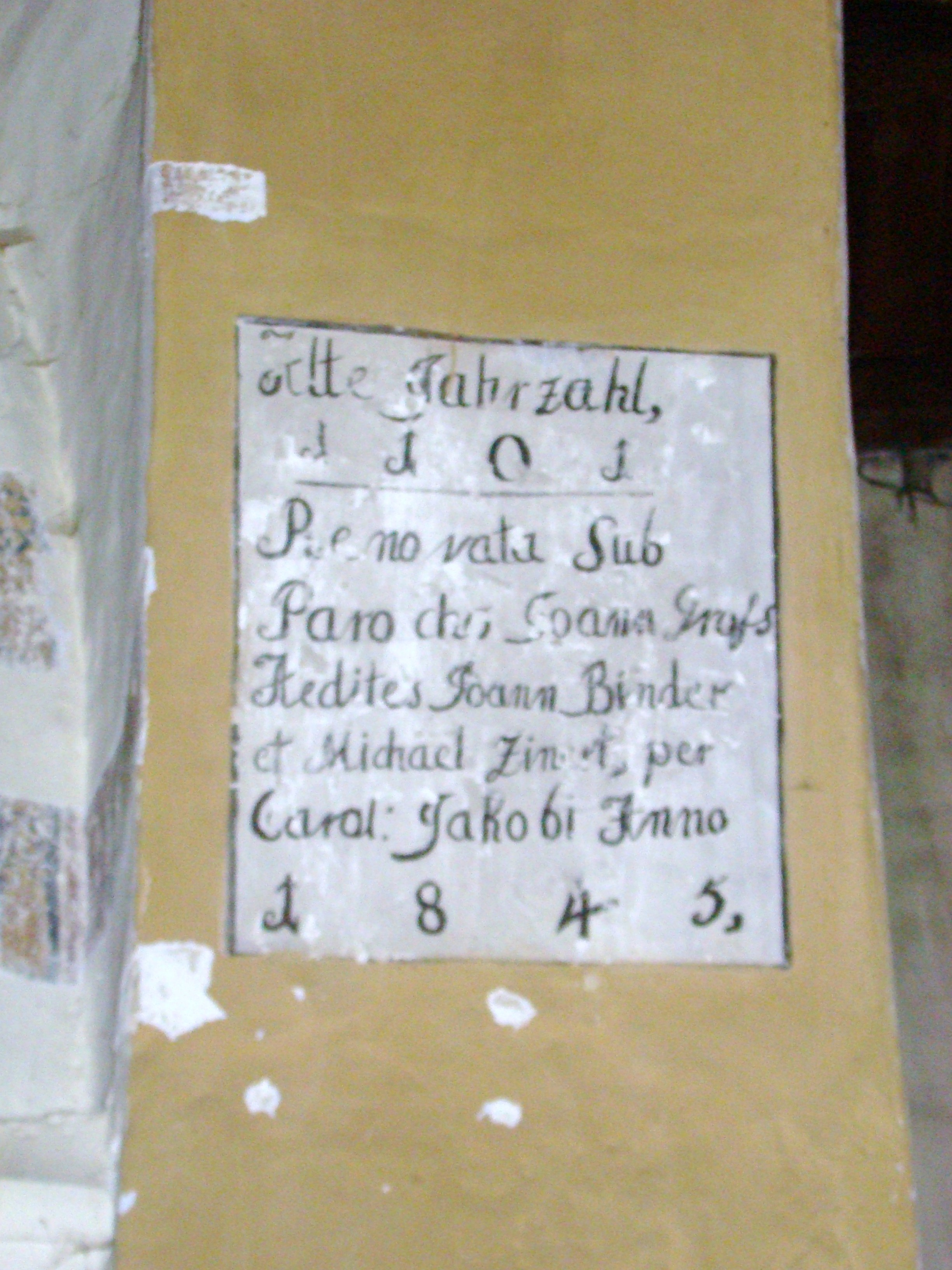
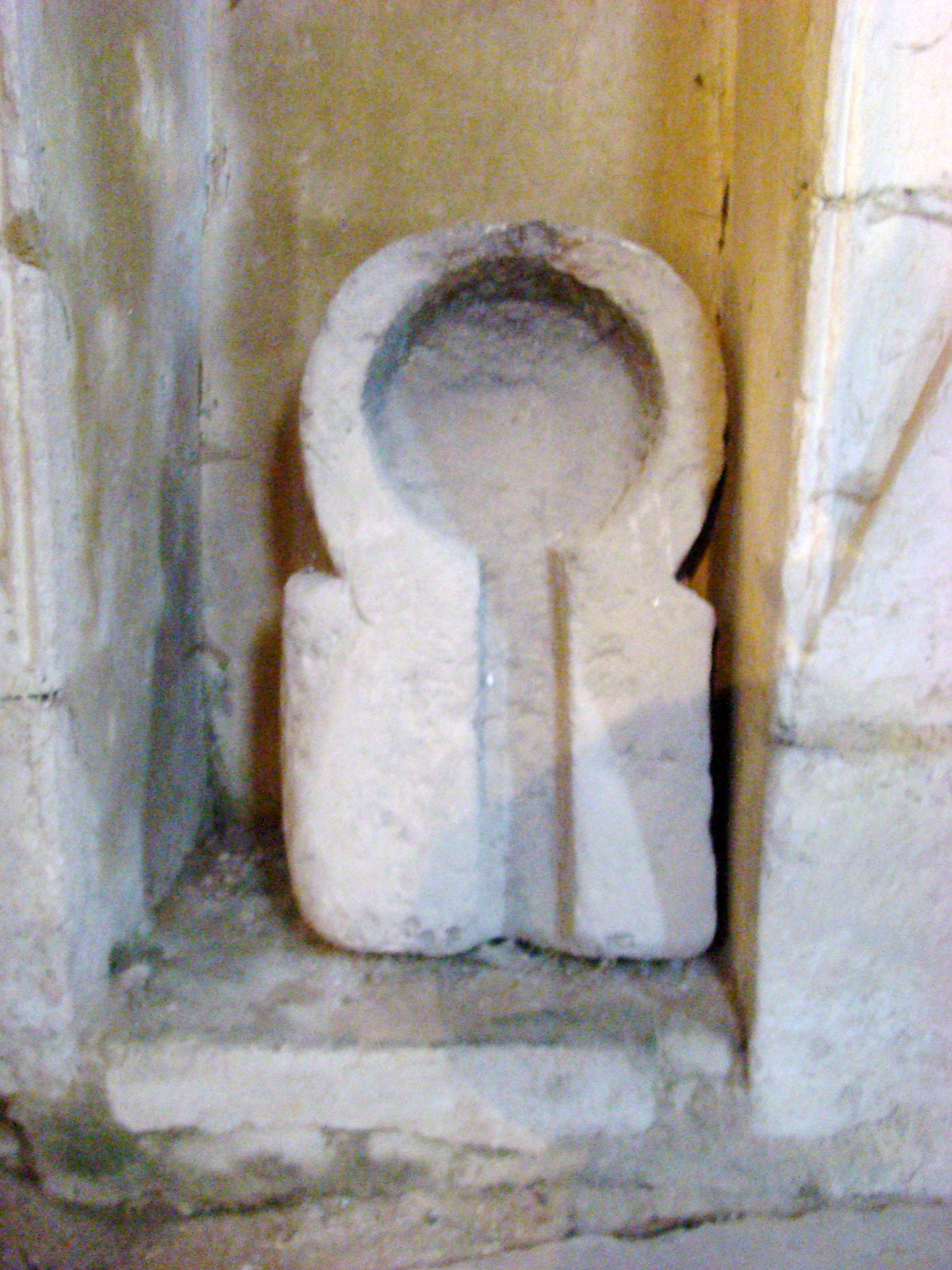
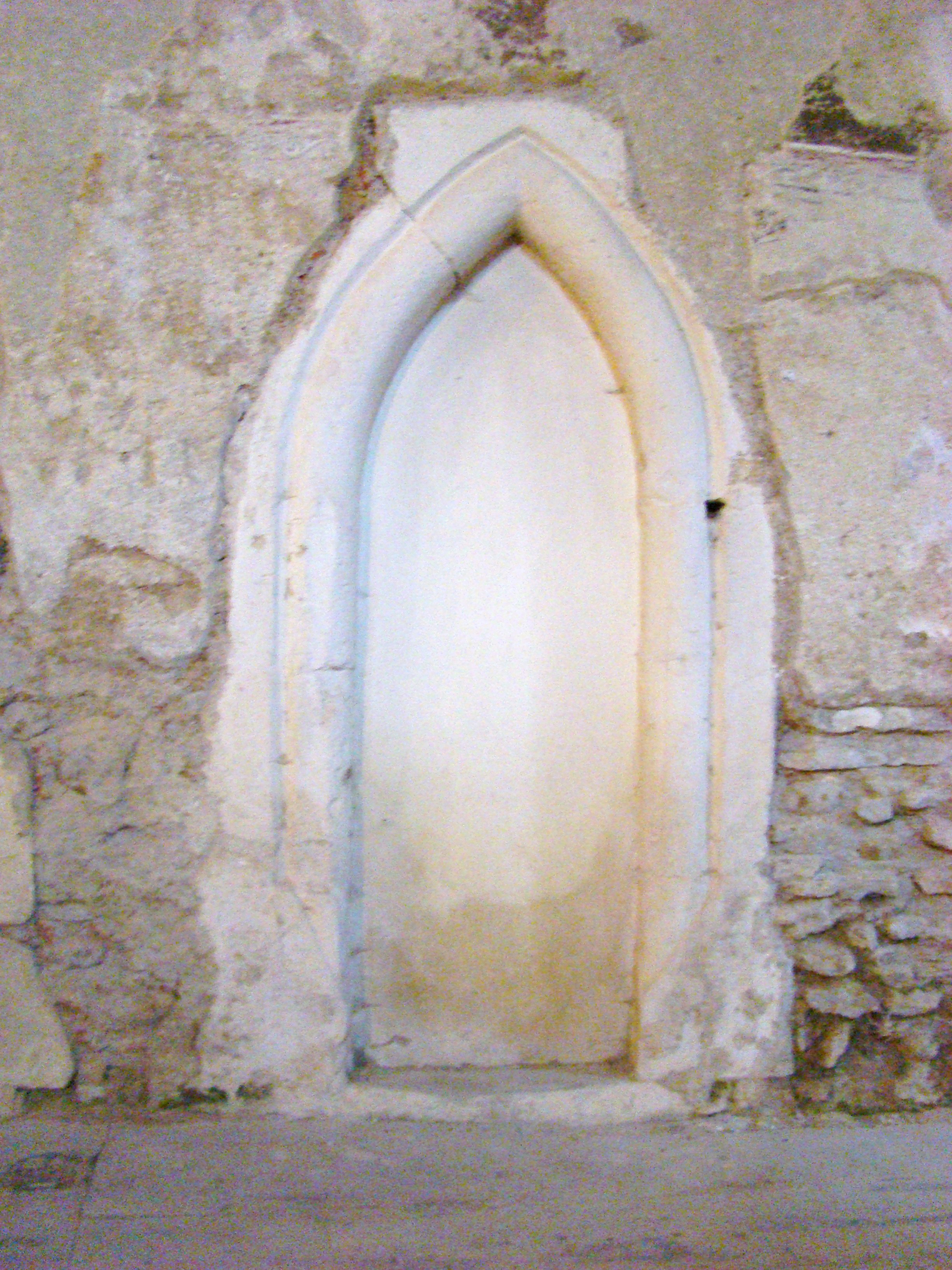